# Drogi wojewódzkie w Polsce

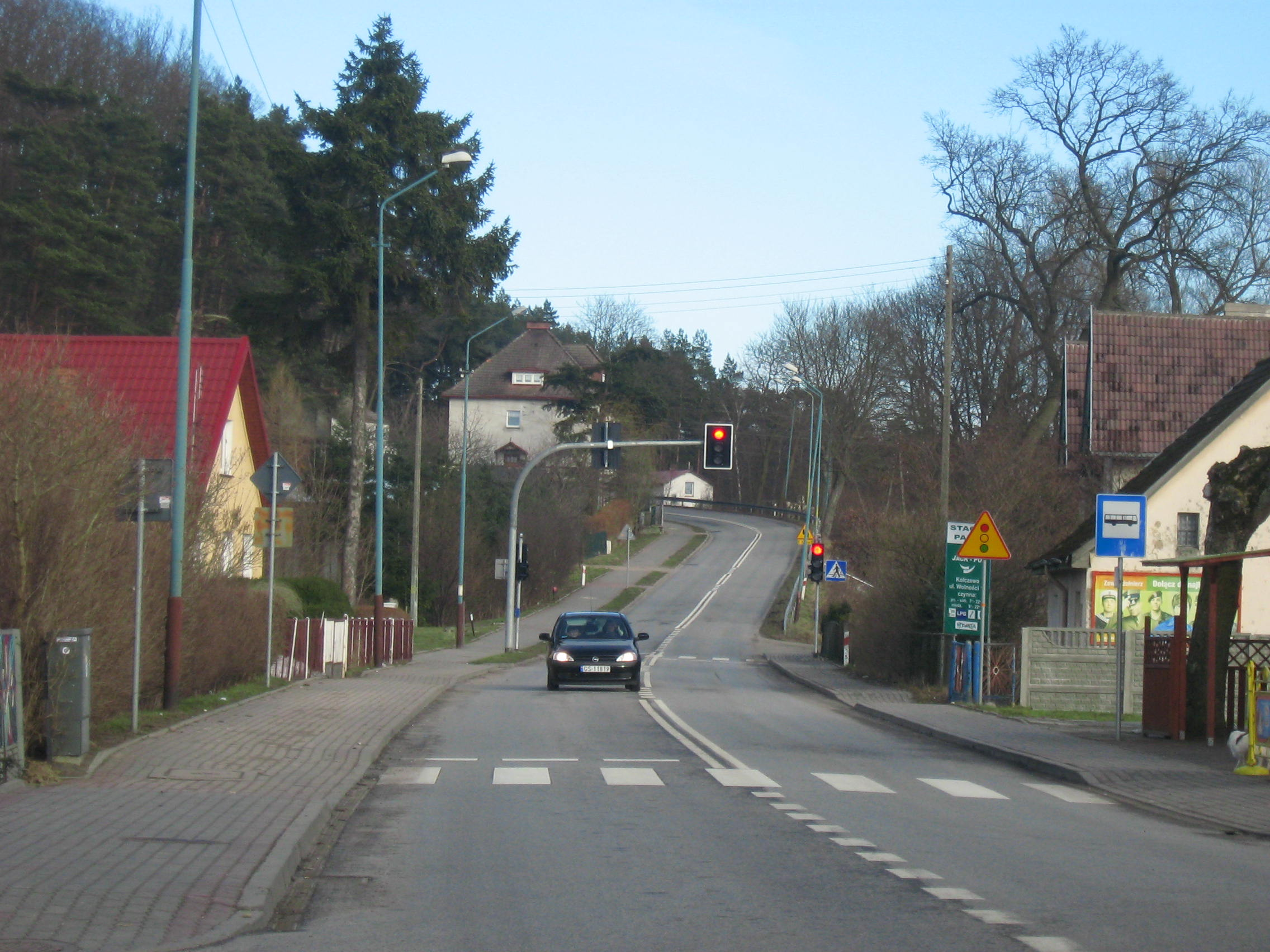
Droga wojewódzka nr 102 w Wisełce (województwo zachodniopomorskie)

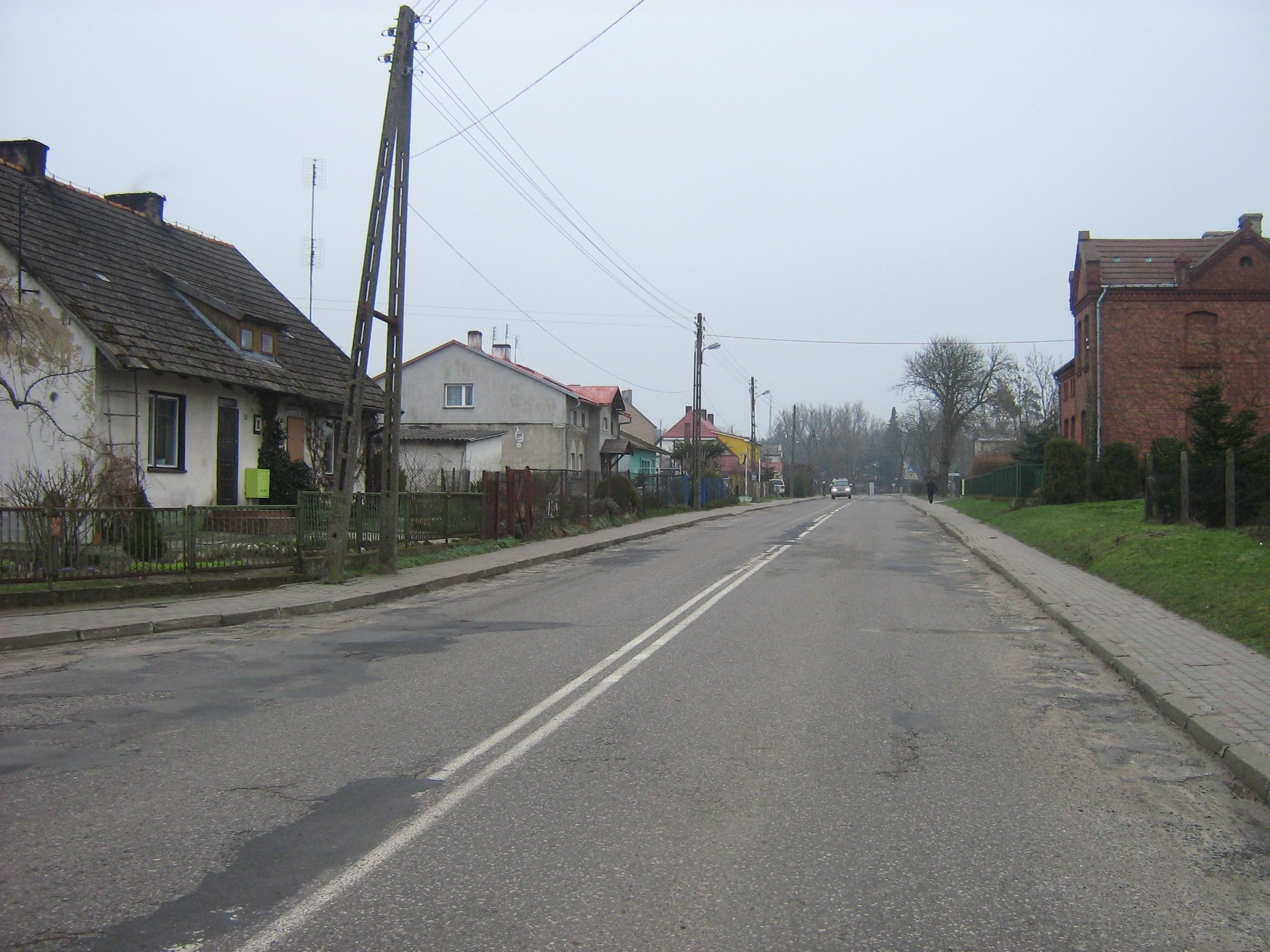
Droga wojewódzka nr 103 w Świerznie (województwo zachodniopomorskie)

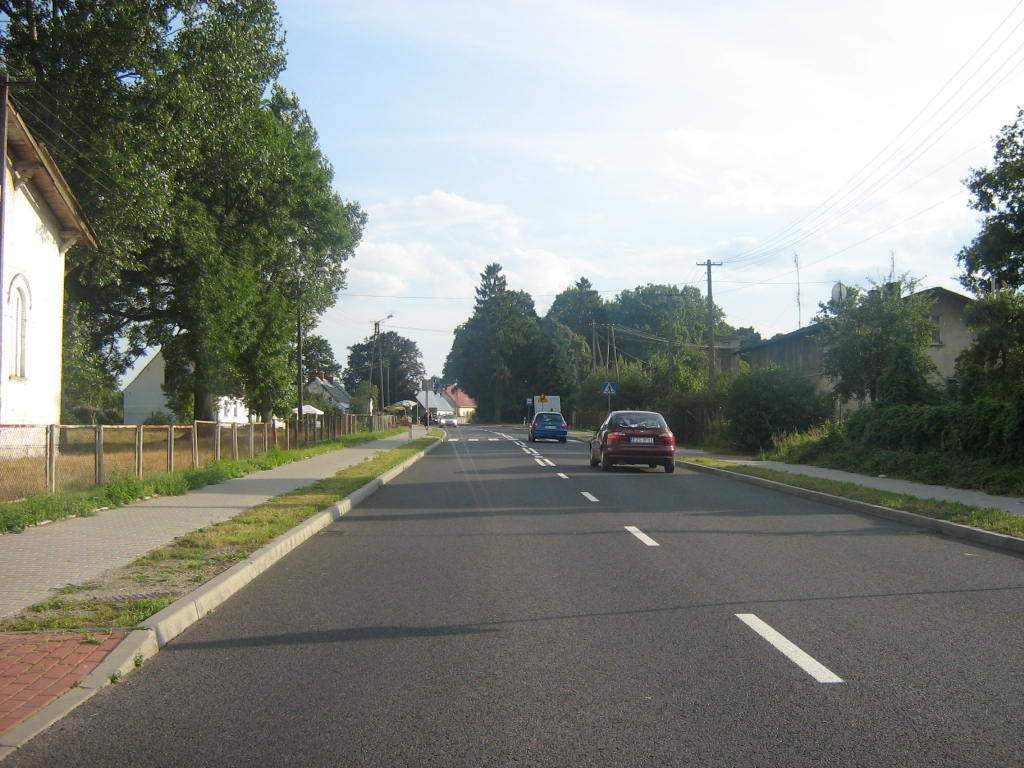
Droga wojewódzka nr 107 w Dobropolu (województwo zachodniopomorskie, powiat kamieński)

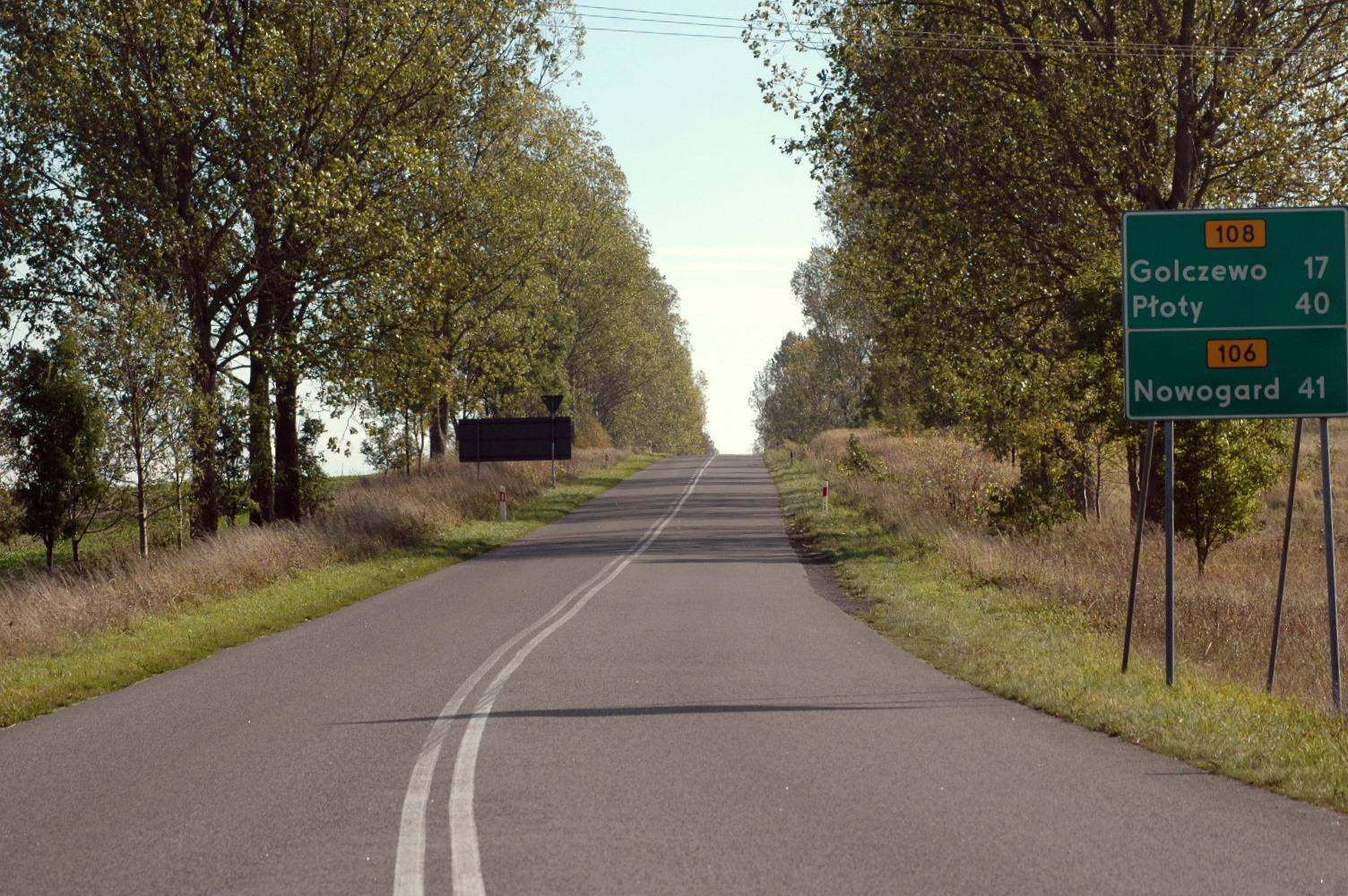
Drogi wojewódzkie nr 106 i 108 w Parłówku (województwo zachodniopomorskie)

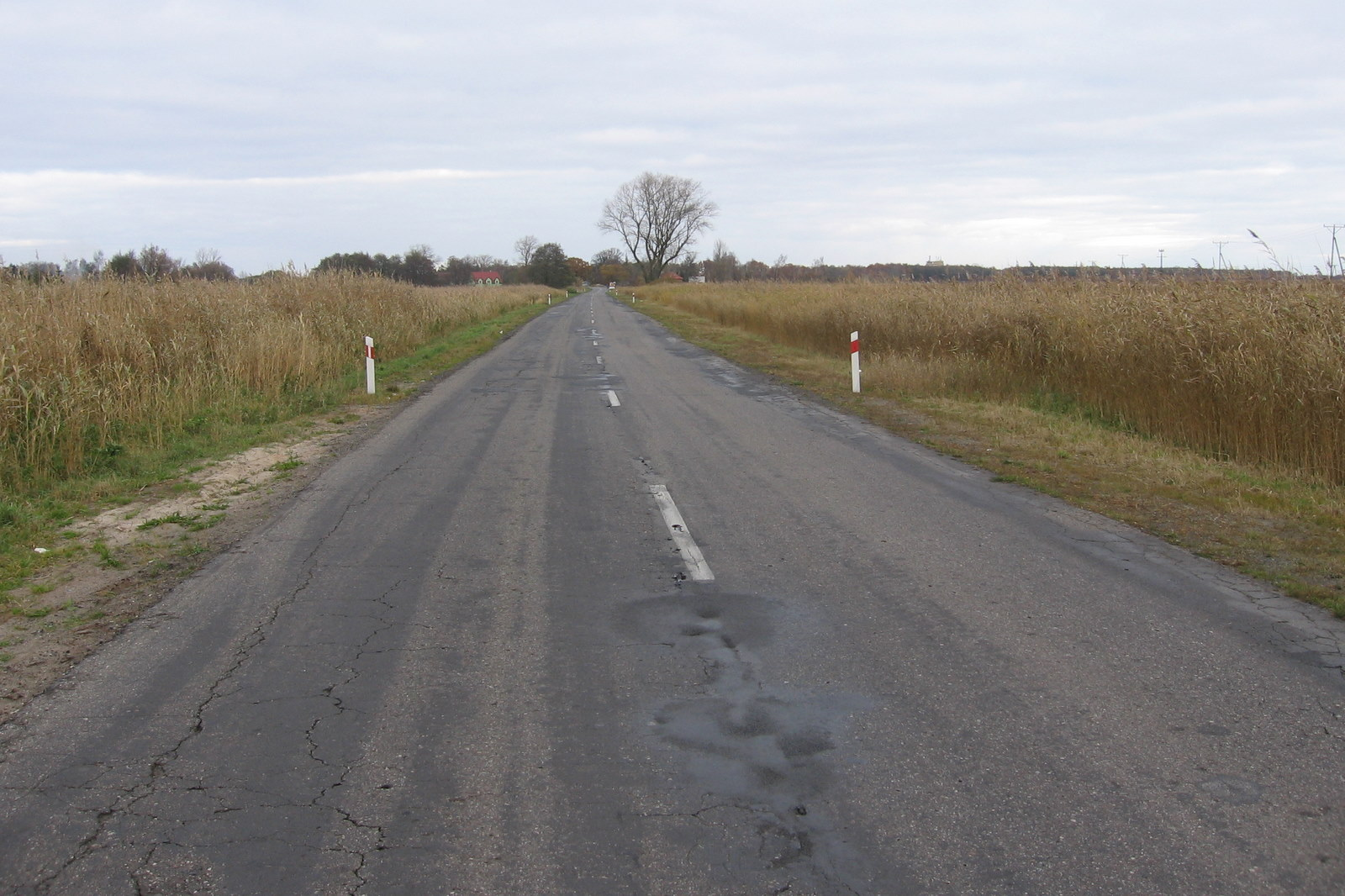
Droga wojewódzka nr 109

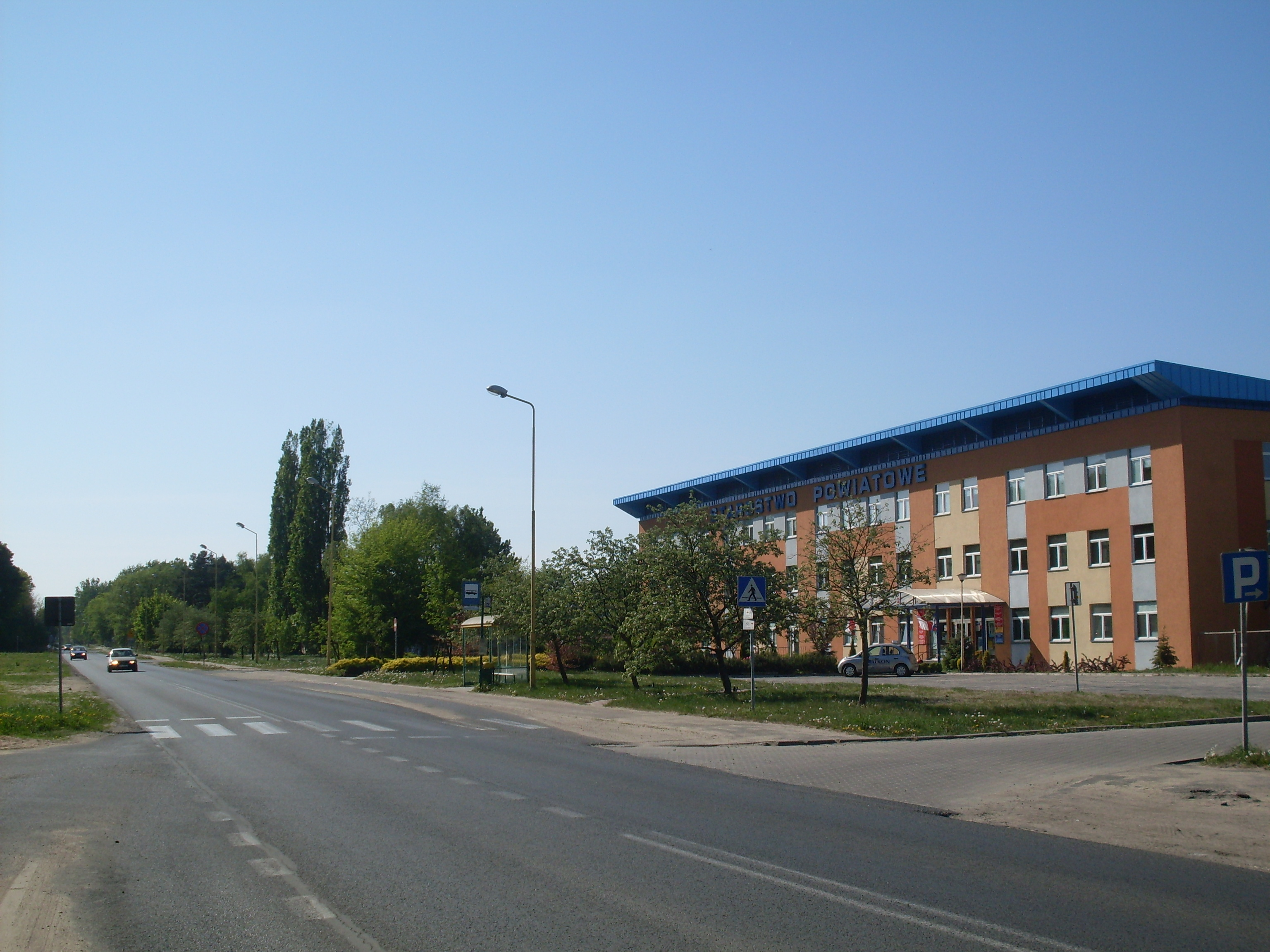
Ul. Tanowska w Policach – odcinek drogi wojewódzkiej nr 114 (województwo zachodniopomorskie)

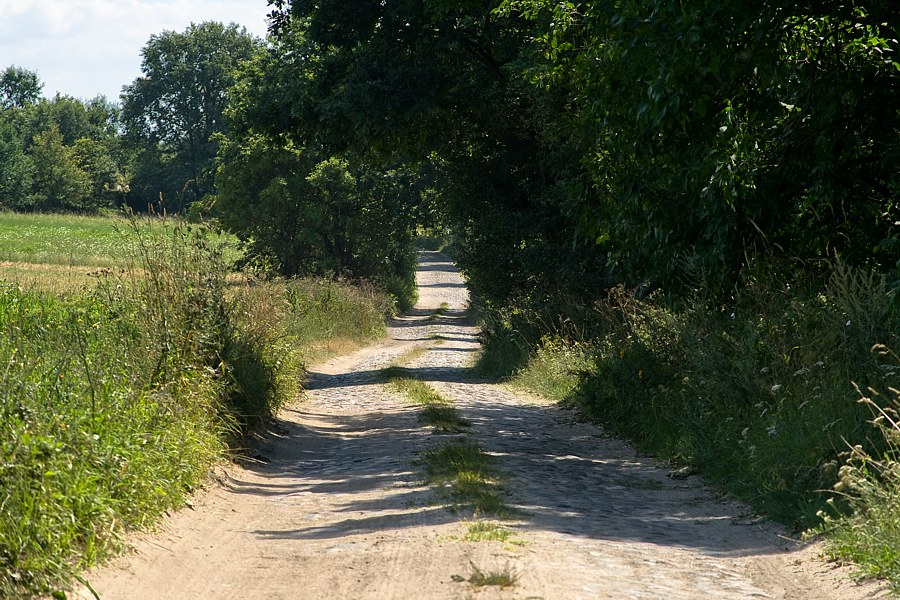
Droga wojewódzka nr 129 (Sarbinowo – Dąbroszyn) o zadziwiająco niskim standardzie

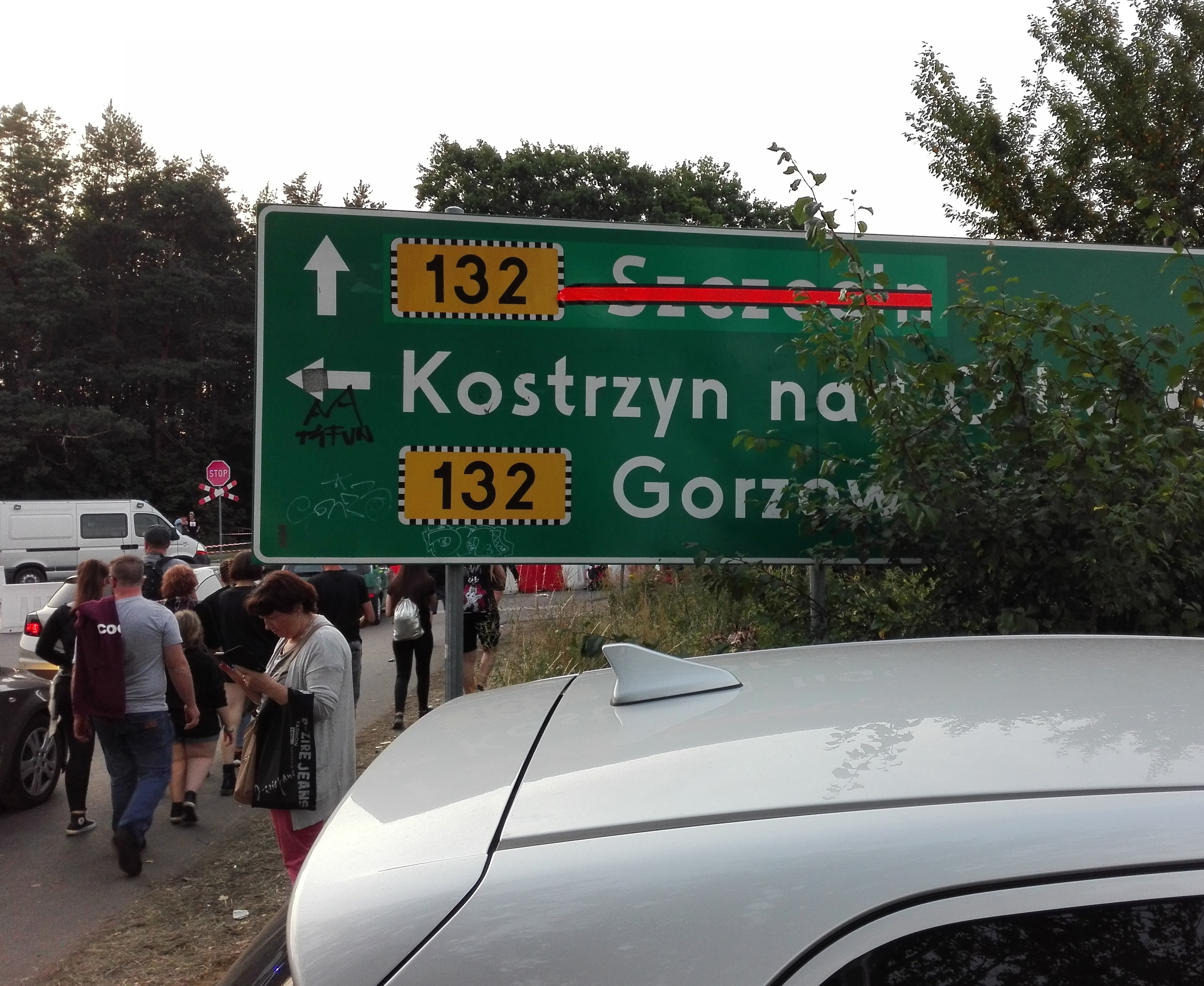
Droga wojewódzka nr 132 podczas Pol’and’Rock Festival w 2019 roku

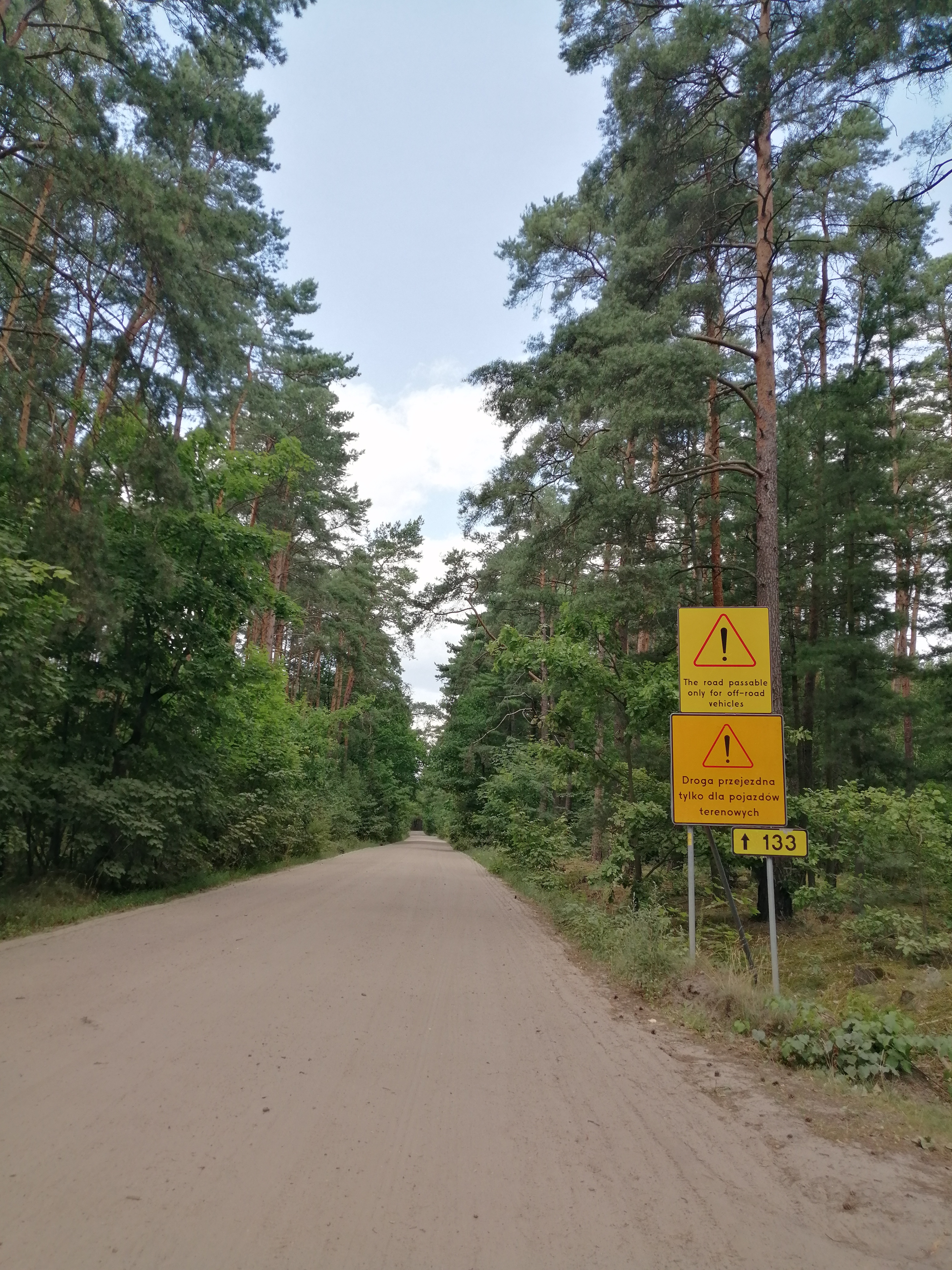
Droga wojewódzka nr 133 na północnym wylocie z Sierakowa

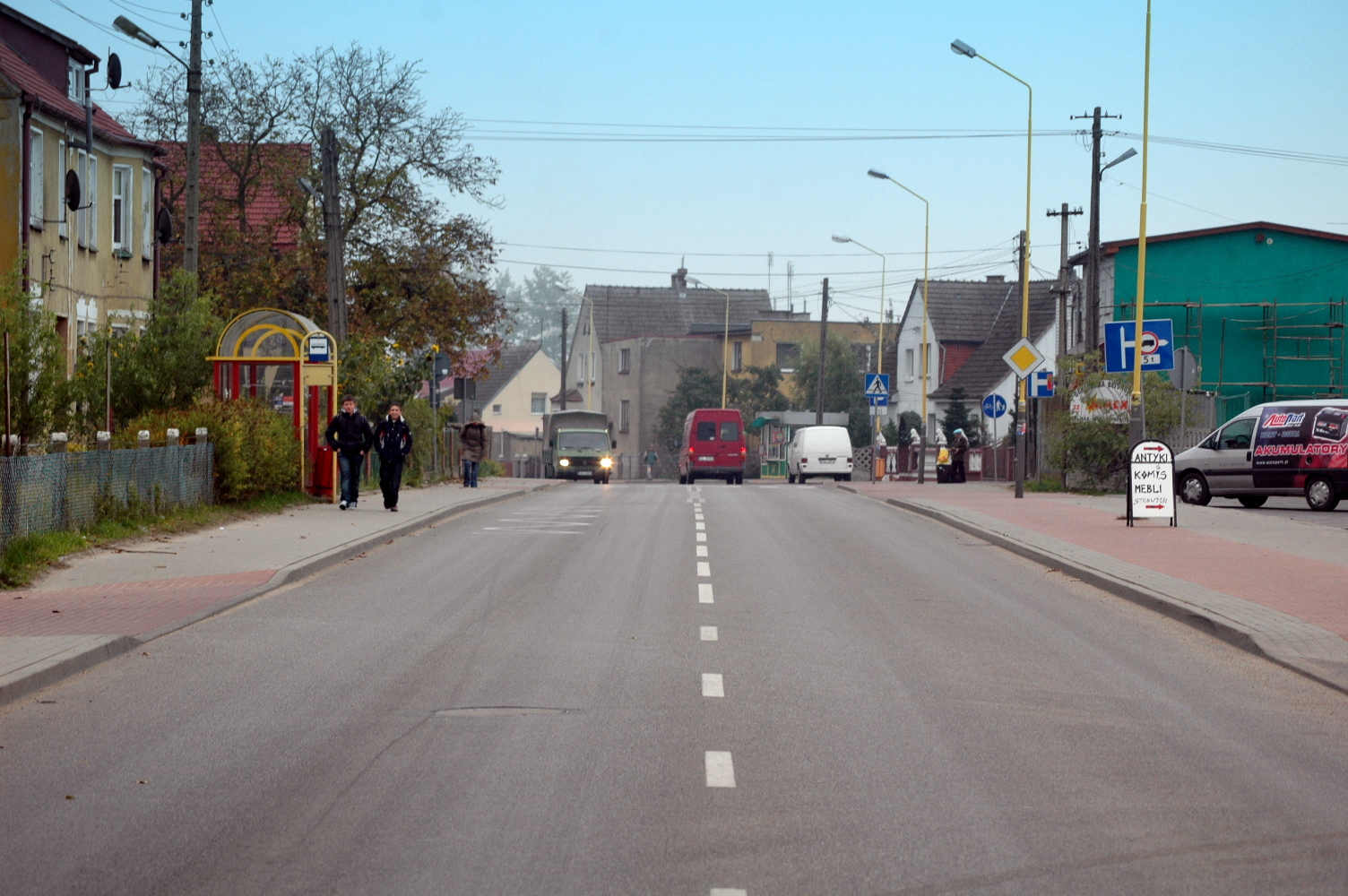
Droga wojewódzka nr 144 w Nowogardzie (województwo zachodniopomorskie)

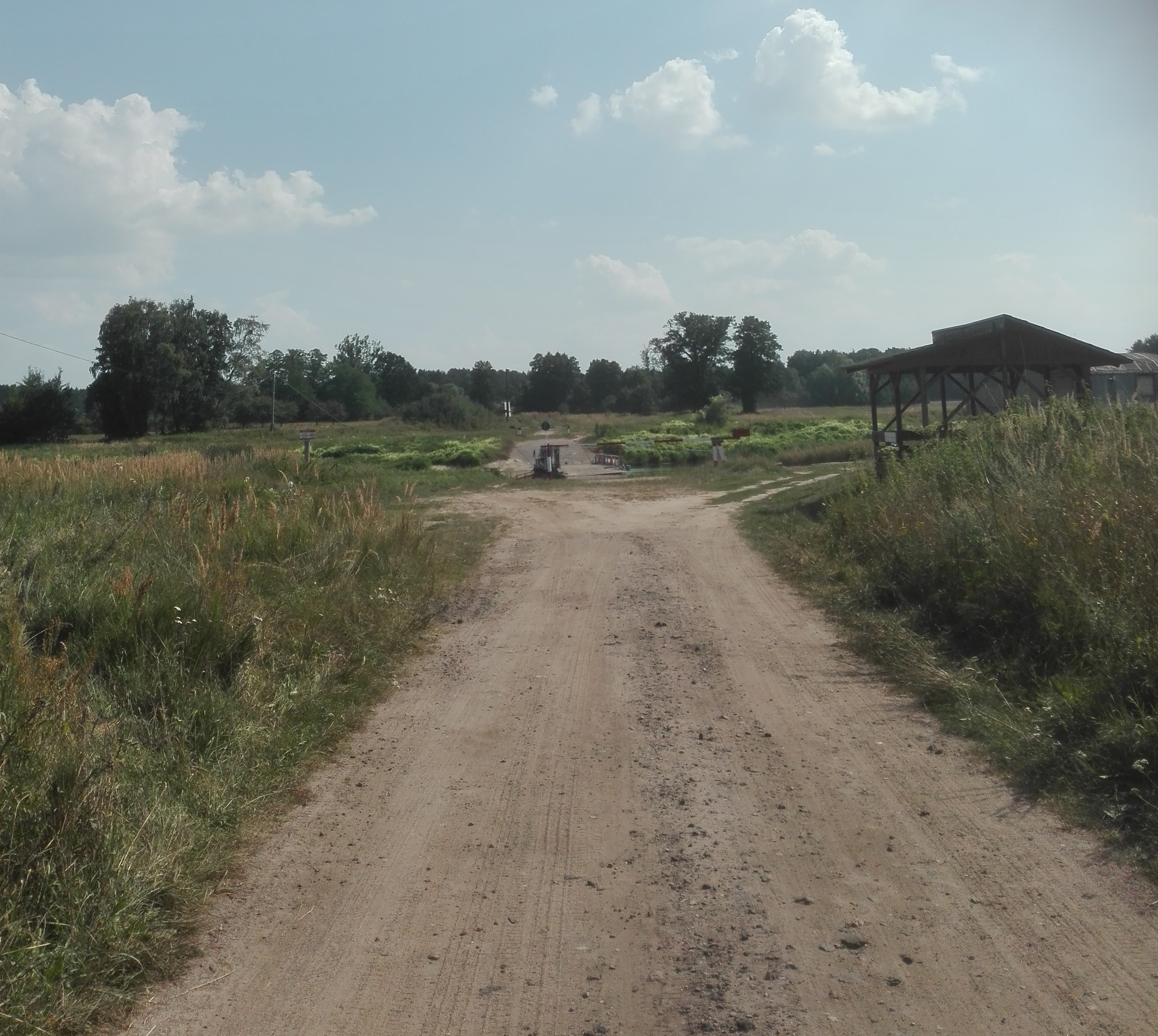
Droga wojewódzka nr 145 wraz z przeprawą promową

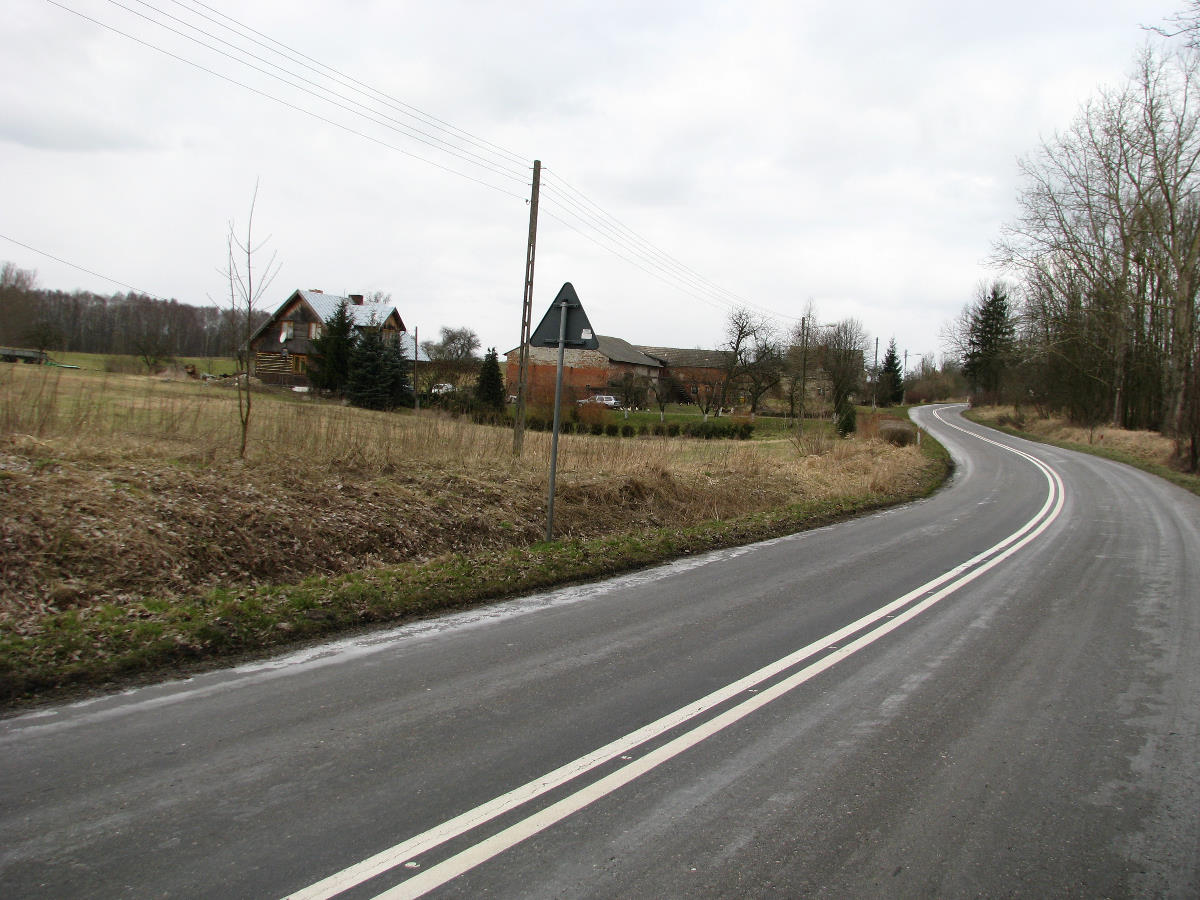
Droga wojewódzka nr 151 w Suliborku (województwo zachodniopomorskie)

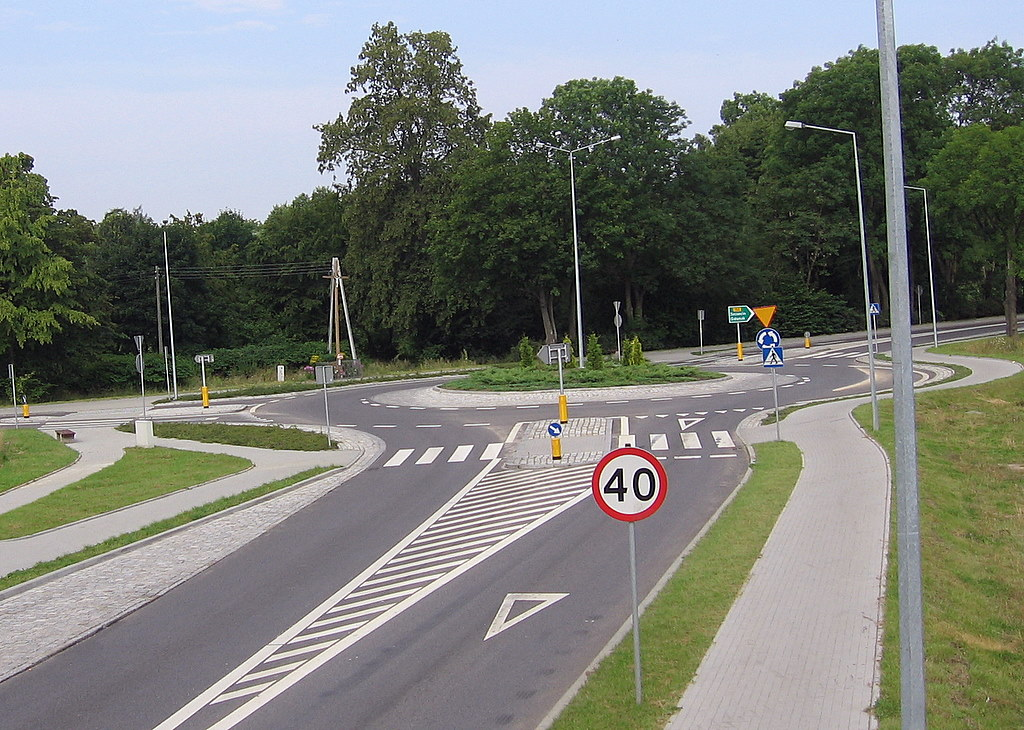
Droga wojewódzka nr 152 w Płotach (województwo zachodniopomorskie)

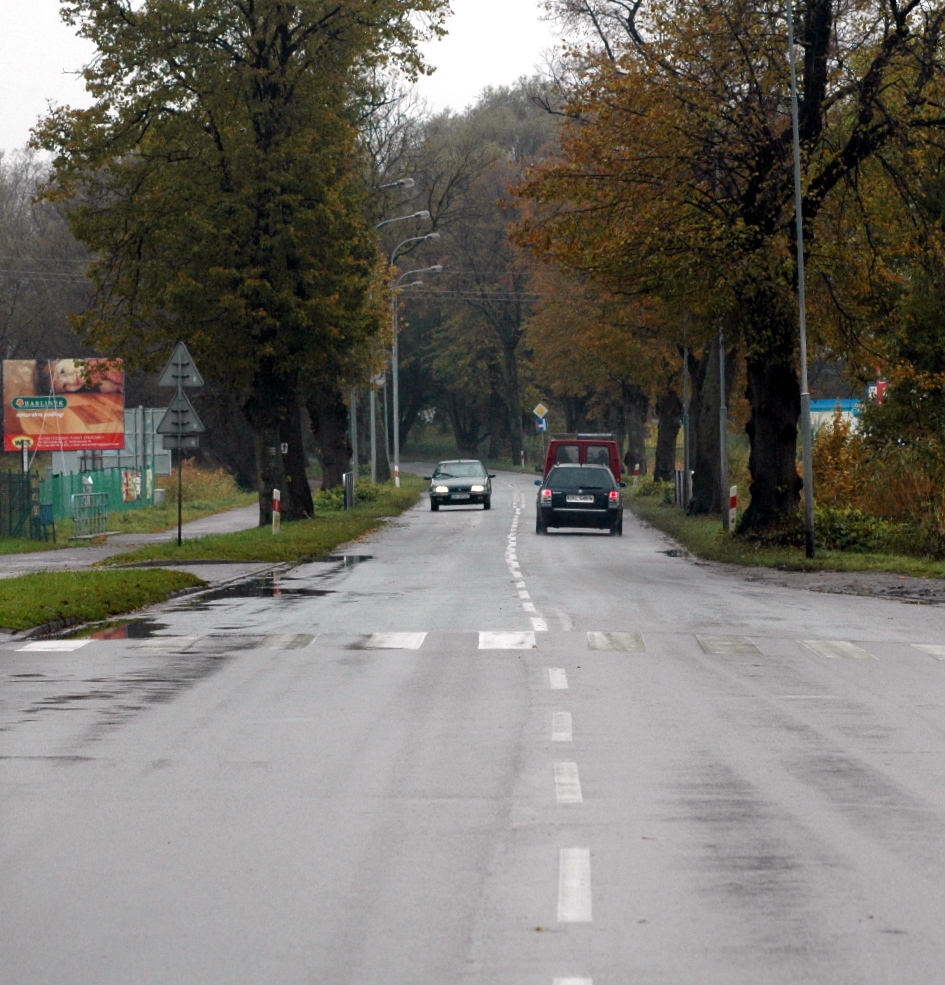
Droga wojewódzka nr 163 w Kołobrzegu (województwo zachodniopomorskie)

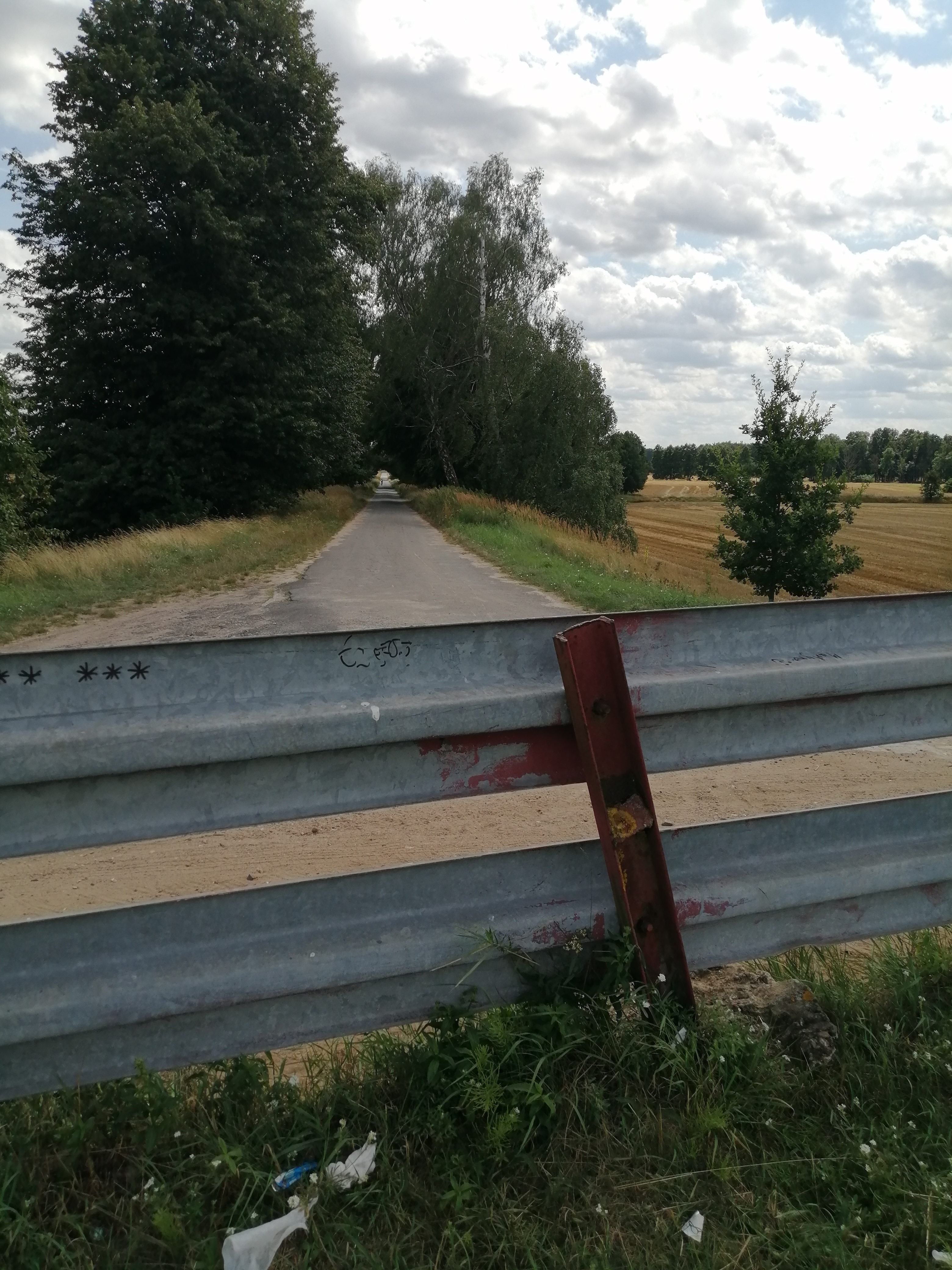
Droga wojewódzka nr 192 – jej północny koniec. Widok w stronę południową

Drogi wojewódzkie w Polsce – sieć dróg publicznych uzupełniająca system dróg krajowych, stanowiąca własność właściwego samorządu województwa.
Do dróg wojewódzkich zalicza się drogi stanowiące połączenia między miastami, mające znaczenie dla województwa i drogi o znaczeniu obronnym niezaliczone do dróg krajowych. Zaliczenie do kategorii dróg wojewódzkich oraz ustalenie ich przebiegu następuje w drodze uchwały sejmiku województwa.
Na drogach wojewódzkich ruchem zarządza marszałek województwa, z wyjątkiem dróg położonych w miastach na prawach powiatu, gdzie zarządza nimi prezydent miasta. Sejmiki wszystkich województw powołały własne jednostki organizacyjne – zarządy dróg wojewódzkich, wykonujące obowiązki zarządcy dróg wojewódzkich na terenie danego województwa.
Drogom wojewódzkim w Polsce nadaje się jedną z dwóch możliwych klas: GP lub G.
Numerację dróg wojewódzkich prowadzi GDDKiA. Drogi wojewódzkie w Polsce oznacza się trzycyfrowym numerem drogi pisanym czarnymi cyframi na żółtym tle (znak E-15b), choć na przełomie XX i XXI wieku posiadały oznaczenia nawet cztero- i pięciocyfrowe. Do końca 2000 r. oznaczenia dróg wojewódzkich mogły mieć również taką samą kolorystykę, jak w przypadku dróg krajowych. Drogowskazy wskazujące na drogi wojewódzkie mają zielone tło.
Najdłuższą drogą wojewódzką jest droga nr 835 (220 km), najkrótszą – droga nr 219 (55 m).
Według stanu na dzień 31 grudnia 2015 w Polsce istniało 29 108,6 km dróg wojewódzkich, z czego 29 056,6 km stanowiły drogi o nawierzchni twardej, a 52 km – drogi gruntowe.
Według stanu na 31 grudnia 2020 sieć dróg wojewódzkich w Polsce wynosiła 29 164,2 km, z czego 29 126,7 km stanowiły drogi o nawierzchni twardej, a 37,5 km – drogi utwardzone.
Aktualnie obowiązujący wykaz dróg wojewódzkich ogłoszony został Zarządzeniem Nr 4 Generalnego Dyrektora Dróg Krajowych i Autostrad z dnia 28 lutego 2025 r. w sprawie nadania numerów drogom wojewódzkim.

## Historia dróg wojewódzkich
Drogi wojewódzkie wprowadzono w 1920, jako jedną z kategorii dróg publicznych. Kategoria ta obejmowała odcinki dróg mające znaczenie ekonomiczno-komunikacyjne dla województw. Za budowę nowej drogi, przeniesienie całej lub fragmentów do innej kategorii oraz zaliczenie do kategorii dróg wojewódzkich i zaniechanie odpowiadał wojewódzki związek samorządowy.
Drogi wojewódzkie funkcjonowały do sierpnia 1956 r., kiedy to zostały włączone do kategorii dróg państwowych. Ponownie wprowadzono je w 1985 r., a rok później przypisano im pięciocyfrowe oznaczenia, z których pierwsze dwie cyfry stanowiły wyróżnik województwa .
W latach 1999–2000 drogi wojewódzkie posiadały numery jedno-, dwu-, trzy-, cztero- oraz pięciocyfrowe. Najniższy numer miała wtedy droga nr 2 z przebiegiem droga 719 – droga 7 (przejście przez Warszawę), zaś najwyższy był przydzielony do drogi 47842, łączącej Smolec z Mokronosem Dolnym (następnie do 2019 r. o nr 370).

## Dopuszczalny nacisk osi
Do 13 marca 2021, na podstawie ustawy o drogach publicznych, na drogach wojewódzkich dozwolony był ruch pojazdów o nacisku pojedynczej osi napędowej do 8 ton, z wyjątkiem wyznaczonych odcinków o podwyższonej nośności do 10 ton.
Od 13 marca 2021, na mocy ustawy z 18 grudnia 2020 r., na wszystkich drogach tej kategorii została podwyższona nośność do 11,5 tony z wyłączeniem fragmentów objętych zakazem wjazdu dla samochodów o nacisku pojedynczej osi przekraczającym 10 lub 8 ton, oznakowanych znakiem zakazu B-19. Wraz z wejściem w życie ustawy przestało obowiązywać rozporządzenie Ministra Infrastruktury i Budownictwa z dnia 21 kwietnia 2017 r.

## Wykaz dróg wojewódzkich

### 100–199
| droga wojewódzka 100    | 93 (Świnoujście) – rzeka Świna (prom) – 3 (Świnoujście)                                                                   |
| droga wojewódzka nr 101 | (uchylony) |
| droga wojewódzka 102    | Międzyzdroje – Dziwnówek – Pobierowo – Rewal – Trzebiatów – Rościęcino                                                    |
| droga wojewódzka 103    | Kamień Pomorski – Trzebiatów                                                                                              |
| droga wojewódzka nr 104 | (uchylony) |
| droga wojewódzka 105    | Świerzno – Gryfice – Brojce – Rzesznikowo                                                                                 |
| droga wojewódzka 106    | Rzewnowo – Golczewo – Nowogard – Maszewo – Łęczyca – Stargard – Pyrzyce                                                   |
| droga wojewódzka 107    | Dziwnówek – Kamień Pomorski – Parłówko                                                                                    |
| droga wojewódzka 108    | Parłówko – Golczewo – Płoty                                                                                               |
| droga wojewódzka 109    | Mrzeżyno – Trzebiatów – Gryfice – Płoty                                                                                   |
| droga wojewódzka 110    | Lędzin – Karnice – Cerkwica – Gryfice                                                                                     |
| droga wojewódzka 111    | 3 (Recław) – Racimierz – Stepnica – Krępsko – Modrzewie – 3                                                               |
| droga wojewódzka 112    | 6 (węzeł Wicimice) – Rzesznikowo – Koszalin – 6 (węzeł Sianów Zachód)                                                     |
| droga wojewódzka 113    | Glewice (Lotnisko Goleniów) – Żółwia Błoć – Maszewo                                                                       |
| droga wojewódzka 114    | Nowe Warpno – Trzebież – Police – Tanowo                                                                                  |
| droga wojewódzka 115    | Szczecin – Tanowo – Dobieszczyn – granica państwa                                                                         |
| droga wojewódzka 116    | 184 – Binino – Nojewo – 187 (Podpniewki)                                                                                  |
| droga wojewódzka 117    | 180 – Średnica – 174 (Jędrzejewo)                                                                                         |
| droga wojewódzka 118    | 117 – Zielonowo – 174 (Nowe Dwory)                                                                                        |
| droga wojewódzka 119    | 10 (Szczecin) – 130 (Gorzów Wlkp.)                                                                                        |
| droga wojewódzka 120    | granica państwa – Gryfino – Stare Czarnowo – … – Kołbacz – Kobylanka – Motaniec                                           |
| droga wojewódzka 121    | Pniewo – Banie |
| droga wojewódzka 122    | Krajnik Dolny – Krzywin – Banie – Pyrzyce – Piasecznik                                                                    |
| droga wojewódzka 123    | 174 (Huta Szklana) – Kuźnica Żelichowska – 22 (Przesieki)                                                                 |
| droga wojewódzka 124    | granica państwa – Cedynia – Chojna                                                                                        |
| droga wojewódzka 125    | granica państwa – Cedynia – Golice – Moryń – Wierzchlas                                                                   |
| droga wojewódzka 126    | Osinów Dolny – Siekierki – Mieszkowice – Smolnica – Dębno                                                                 |
| droga wojewódzka 127    | granica państwa – Porzecze – Namyślin – Chwarszczany – Dębno                                                              |
| droga wojewódzka nr 128 | (uchylony) |
| droga wojewódzka 129    | Sarbinowo – Dąbroszyn |
| droga wojewódzka 130    | Barnówko – Tarnów – Baczyna                                                                                               |
| droga wojewódzka 131    | Nowiny Wielkie – Krzeszyce                                                                                                |
| droga wojewódzka 132    | 31 – Kostrzyn nad Odrą – Witnica – Gorzów Wielkopolski                                                                    |
| droga wojewódzka 133    | 181 (Chełst) – Borzysko-Młyn – Sieraków – Ryżyn – 186 (Chrzypsko Wielkie)                                                 |
| droga wojewódzka 134    | Muszkowo – Ośno Lubuskie – Rzepin – Urad – granica państwa                                                                |
| droga wojewódzka 135    | 181 (Wieleń) – Miały – Piłka – 133 (Borzysko Młyn)                                                                        |
| droga wojewódzka 136    | Wałdowice – Lubniewice – Wędrzyn                                                                                          |
| droga wojewódzka 137    | Słubice – Sulęcin – Międzyrzecz – Trzciel                                                                                 |
| droga wojewódzka 138    | Muszkowo – Długoszyn – … – Sulęcin – Torzym – Gubin                                                                       |
| droga wojewódzka 139    | Górzyca – Kowalów – Rzepin – Debrznica                                                                                    |
| droga wojewódzka 140    | 182 (Wronki) – Jasionna – Krucz – 181 (Ciszkowo)                                                                          |
| droga wojewódzka nr 141 | (uchylony) |
| droga wojewódzka 142    | Szczecin – Łęczyca – Lisowo                                                                                               |
| droga wojewódzka 143    | Wartosław – Pierwoszewo – 182 (Stare Miasto)                                                                              |
| droga wojewódzka 144    | Nowogard – Dobra – Chociwel                                                                                               |
| droga wojewódzka 145    | 150 (Chojno) – rzeka Warta (prom) – Pożarowo – Biezdrowo – 182                                                            |
| droga wojewódzka nr 146 | (uchylony) |
| droga wojewódzka 147    | Wierzbięcin – Troszczyno – Wołkowo – Łobez                                                                                |
| droga wojewódzka 148    | Starogard (Łobeski) – Łobez – Drawsko Pomorskie                                                                           |
| droga wojewódzka nr 149 | (uchylony) |
| droga wojewódzka 150    | 182 (Smolnica) – Wronki – Chojno – 133 (Sieraków)                                                                         |
| droga wojewódzka 151    | Świdwin – Łobez – Węgorzyno – Recz – Barlinek – Gorzów Wielkopolski                                                       |
| droga wojewódzka 152    | Płoty – Resko – Świdwin – Buślary                                                                                         |
| droga wojewódzka 153    | 180 (Siedlisko) – Runowo – Gajewo – Ciszkowo – Goraj – 182 (Lubasz)                                                       |
| droga wojewódzka 154    | 156 (Łęgowo) – Przynotecko – 158 (Trzebicz)                                                                               |
| droga wojewódzka nr 155 | (uchylony) |
| droga wojewódzka 156    | Lipiany – Barlinek – Strzelce Krajeńskie – Zwierzyn – Klesno                                                              |
| droga wojewódzka 157    | Zwierzyn – Goszczanowo |
| droga wojewódzka 158    | Gorzów Wielkopolski – Santok – Drezdenko                                                                                  |
| droga wojewódzka 159    | 158 (Nowe Polichno) – Skwierzyna – … – Skwierzyna – 24 (Chełmsko)                                                         |
| droga wojewódzka 160    | Suchań – Piasecznik – Choszczno – Drezdenko – Międzychód – Gorzyń – Lewice – 92 (Miedzichowo)                             |
| droga wojewódzka 161    | 22 (Dobiegniew) – Podlesiec                                                                                               |
| droga wojewódzka 162    | Rościęcino – Świdwin – Zarańsko                                                                                           |
| droga wojewódzka 163    | Kołobrzeg – Białogard – Połczyn-Zdrój – Czaplinek – Wałcz                                                                 |
| droga wojewódzka 164    | Podlesiec – Zagórze – 160 (Drezdenko)                                                                                     |
| droga wojewódzka 165    | 163 (Kołobrzeg) – Ustronie Morskie – Koszalin – Kłanino – 25 (Bobolice)                                                   |
| droga wojewódzka nr 166 | (uchylony) |
| droga wojewódzka 167    | Koszalin – Tychowo – Ogartowo                                                                                             |
| droga wojewódzka nr 168 | (uchylony) |
| droga wojewódzka nr 169 | (uchylony) |
| droga wojewódzka nr 170 | (uchylony) |
| droga wojewódzka 171    | Bobolice – Barwice – Czaplinek                                                                                            |
| droga wojewódzka 172    | Połczyn-Zdrój – Szczecinek                                                                                                |
| droga wojewódzka 173    | Połczyn-Zdrój – 20 (Drawsko Pomorskie)                                                                                    |
| droga wojewódzka 174    | 160 (Drezdenko) – Kosin – Stare Bielice – Bielice Nowe – Krzyż – Lubcz Mały – Wieleń Północny – Nowe Dwory – Gajewo – 178 |
| droga wojewódzka 175    | Drawsko Pomorskie – Kalisz Pomorski – Choszczno                                                                           |
| droga wojewódzka 176    | Niegosław – Karwin – granica województwa wielkopolskiego                                                                  |
| droga wojewódzka 177    | Czaplinek – Mirosławiec – Człopa – 181 (Wieleń)                                                                           |
| droga wojewódzka 178    | Wałcz – Trzcianka – Czarnków – 11 (Oborniki)                                                                              |
| droga wojewódzka 179    | Rusinowo – 188 (Piła) |
| droga wojewódzka 180    | 177 (Kocień Wielki) – Trzcianka – Piła (aleja Poznańska)                                                                  |
| droga wojewódzka 181    | Drezdenko – Wieleń – 182 (Czarnków)                                                                                       |
| droga wojewódzka 182    | 160 (Międzychód) – Sieraków – Wronki – Piotrowo – Czarnków – 11 (Ujście)                                                  |
| droga wojewódzka 183    | 182 (Sarbia) – 11 (Chodzież)                                                                                              |
| droga wojewódzka 184    | 182 (Nowa Wieś) – Ostroróg – Szamotuły – 11 (węzeł Poznań Napachanie)                                                     |
| droga wojewódzka 185    | 182 (Piotrowo) – Obrzycko – 184 (Szamotuły)                                                                               |
| droga wojewódzka 186    | 24 (Kwilcz) – Chrzypsko Wielkie – Wróblewo – 116                                                                          |
| droga wojewódzka 187    | 24 (Pniewy) – Szamotuły – Oborniki – 196 (Murowana Goślina)                                                               |
| droga wojewódzka 188    | Człuchów – Debrzno – Złotów – 179 (Piła)                                                                                  |
| droga wojewódzka 189    | 11 (Jastrowie) – Złotów – Więcbork                                                                                        |
| droga wojewódzka 190    | 188 (Krajenka) – Szamocin – Margonin – Wągrowiec – 194 (Gniezno)                                                          |
| droga wojewódzka 191    | 193 (Rataje) – Szamocin – 242                                                                                             |
| droga wojewódzka 192    | Nowiny – Goraj |
| droga wojewódzka 193    | 11 (Chodzież) – Margonin – 242 (Gołańcz)                                                                                  |
| droga wojewódzka 194    | 92 (Poznań) – Pobiedziska – Gniezno – Modliszewko – 5 (węzeł Mieleszyn)                                                   |
| droga wojewódzka 195    | 198 (Zatom Nowy) – rzeka Warta (prom) – Zatom Stary – 182                                                                 |
| droga wojewódzka 196    | 2 (węzeł Poznań Komorniki) – Murowana Goślina – 241 (Wągrowiec)                                                           |
| droga wojewódzka 197    | 196 (Sławica) – Rejowiec – Kiszkowo – 194 (Gniezno)                                                                       |
| droga wojewódzka 198    | 160 – Radgoszcz – Kaplin – Mokrzec – Zatom Nowy – Kobylarnia – 133 (Sieraków)                                             |
| droga wojewódzka 199    | Skwierzyna – Świniary – Wiejce – Mierzyn – 160 (Przedlesie)                                                               |

### 200–299

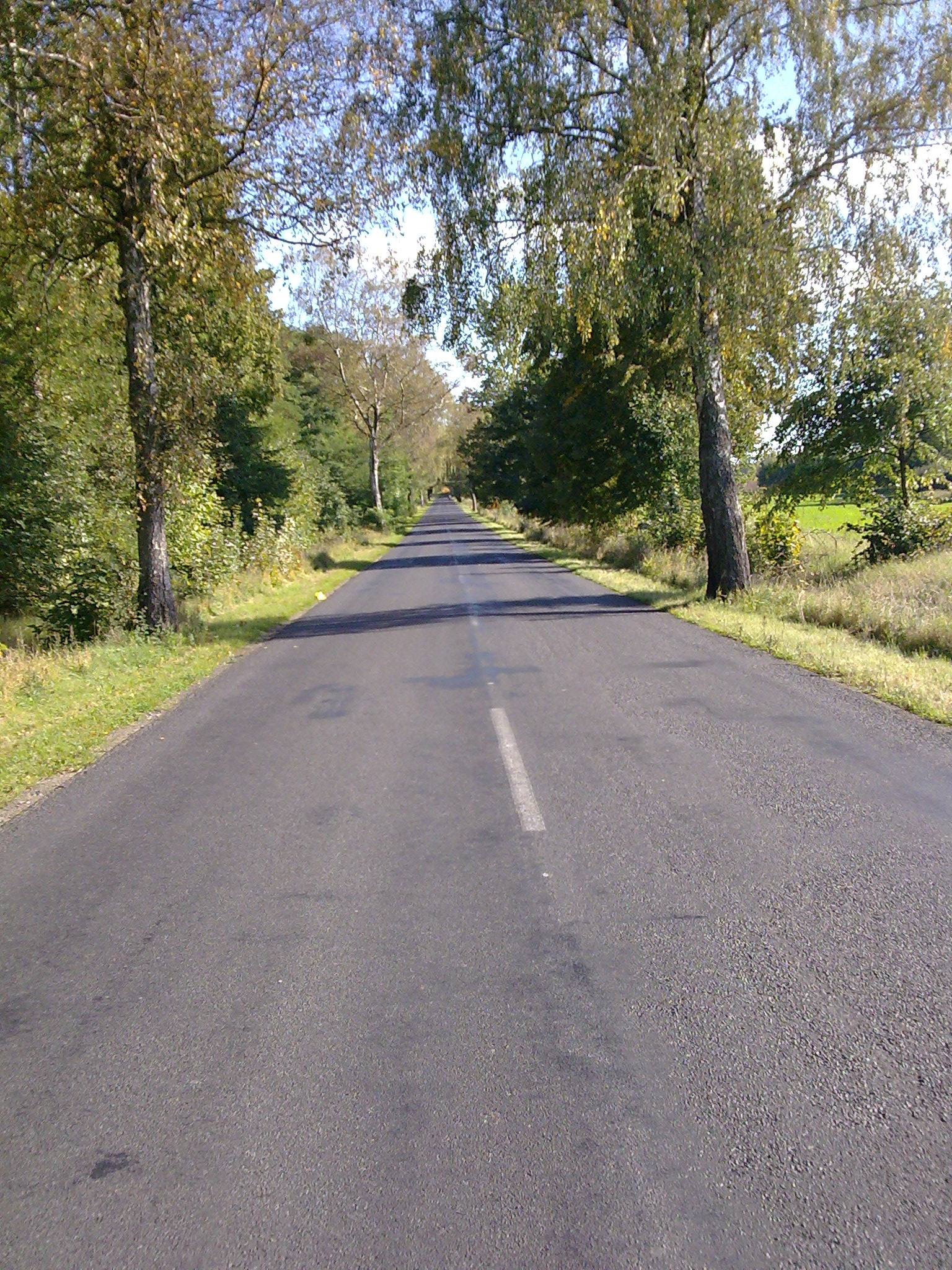
Droga wojewódzka nr 201 pomiędzy Człuchowem a Czarnym (województwo pomorskie)

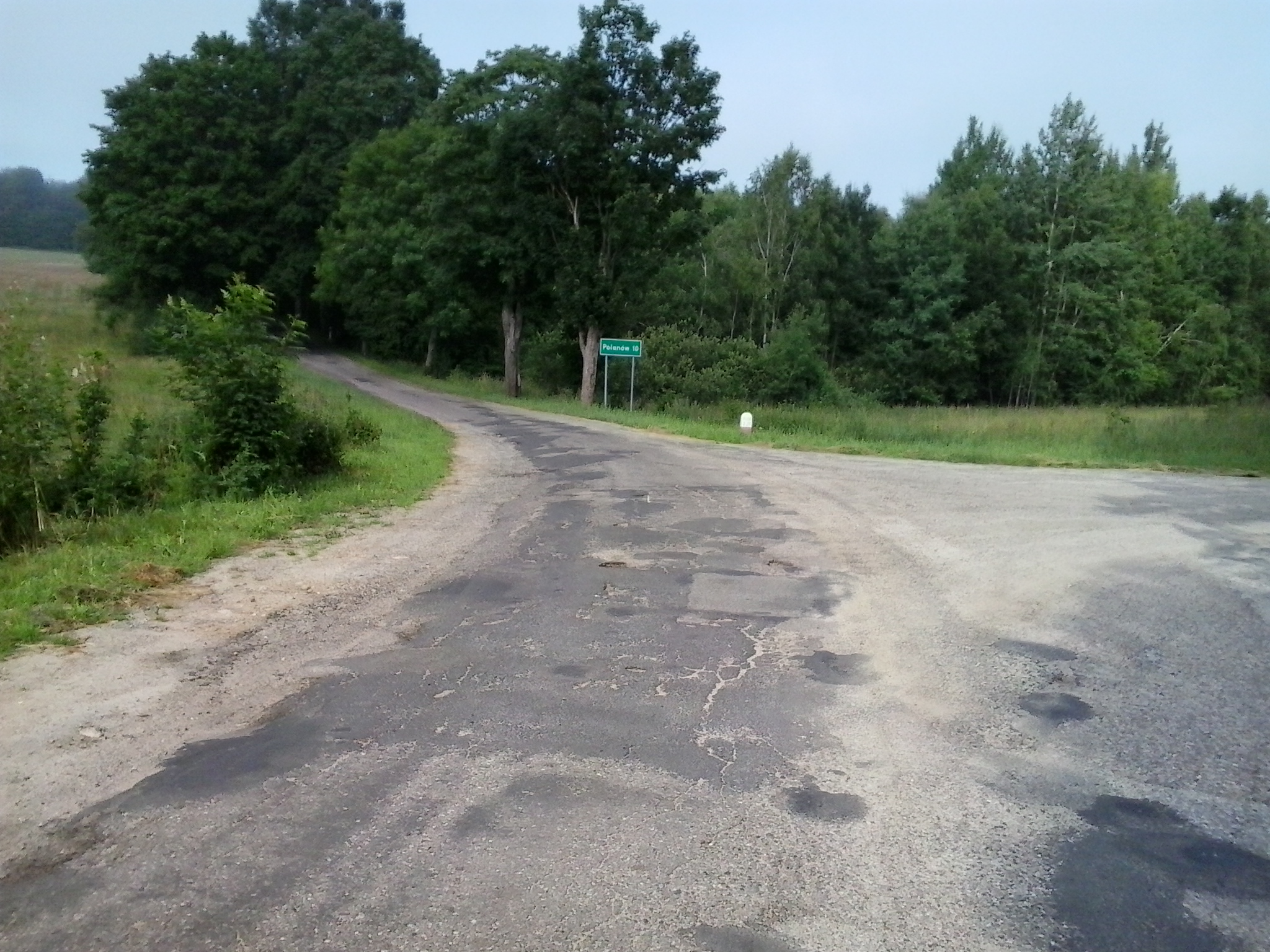
Droga wojewódzka nr 208 koło Mzdowa (województwo pomorskie)

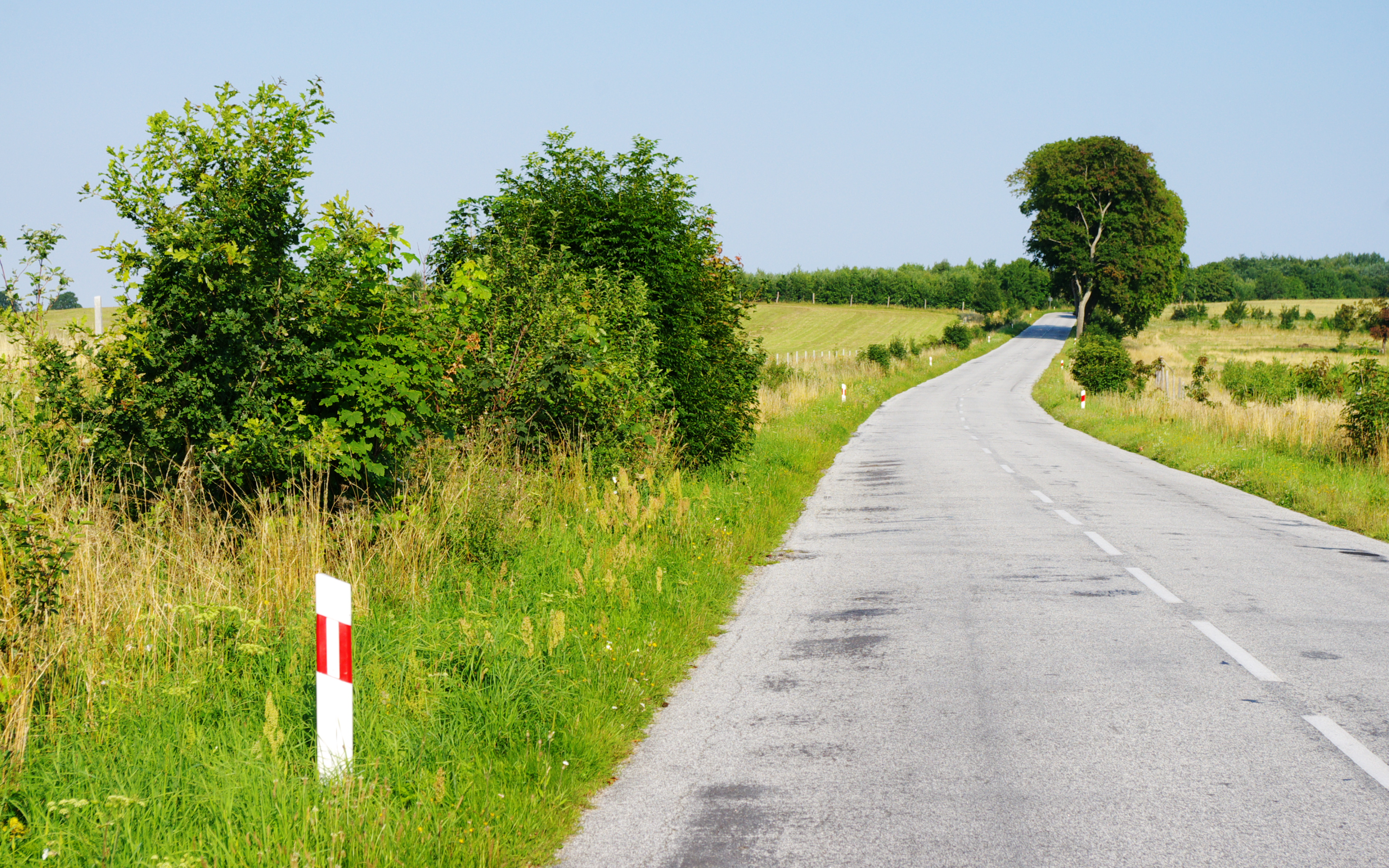
Droga wojewódzka nr 209 pomiędzy Korzybiem a Barcinem (województwo pomorskie)

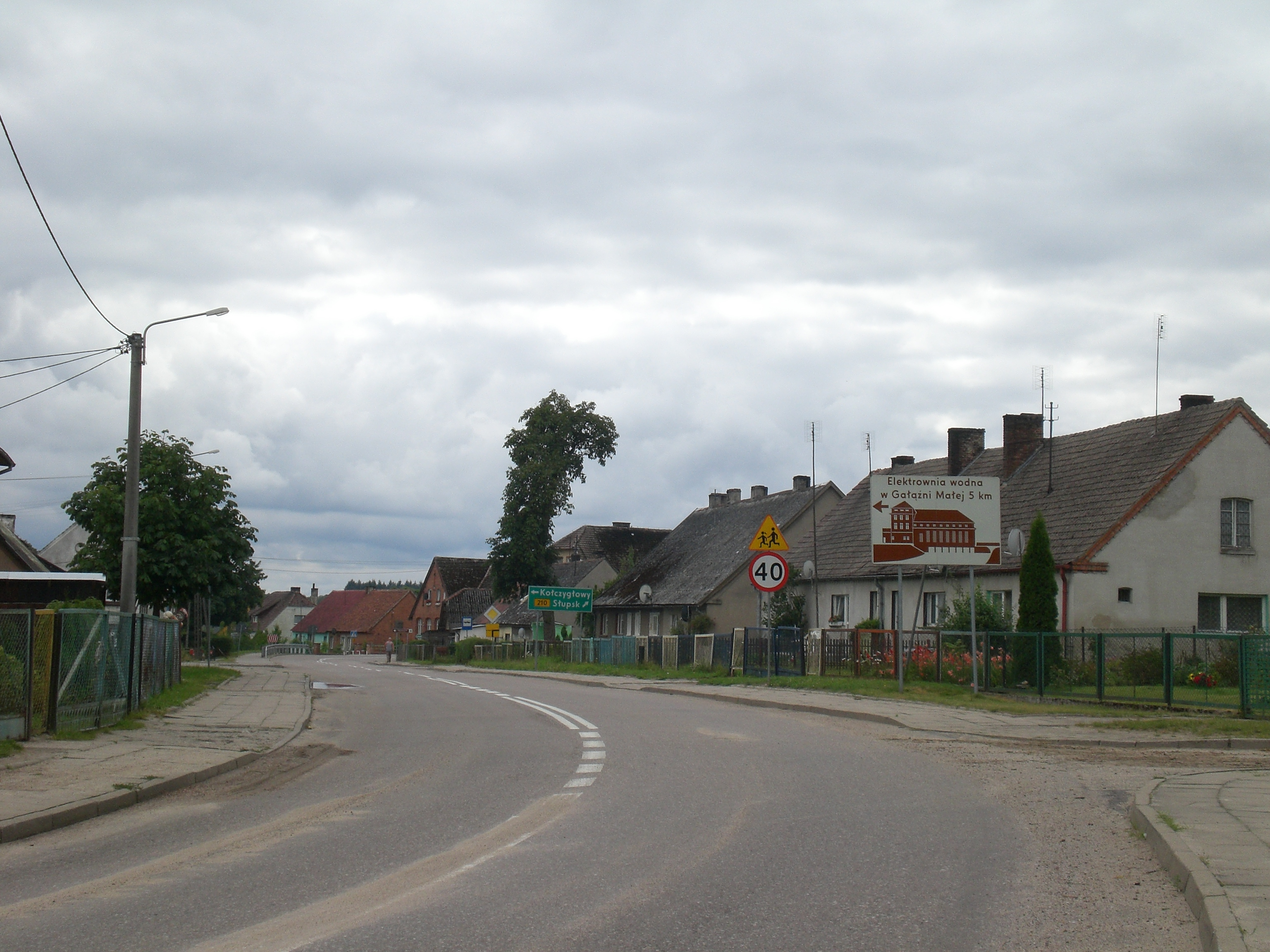
Droga wojewódzka nr 210 w Motarzynie (województwo pomorskie)

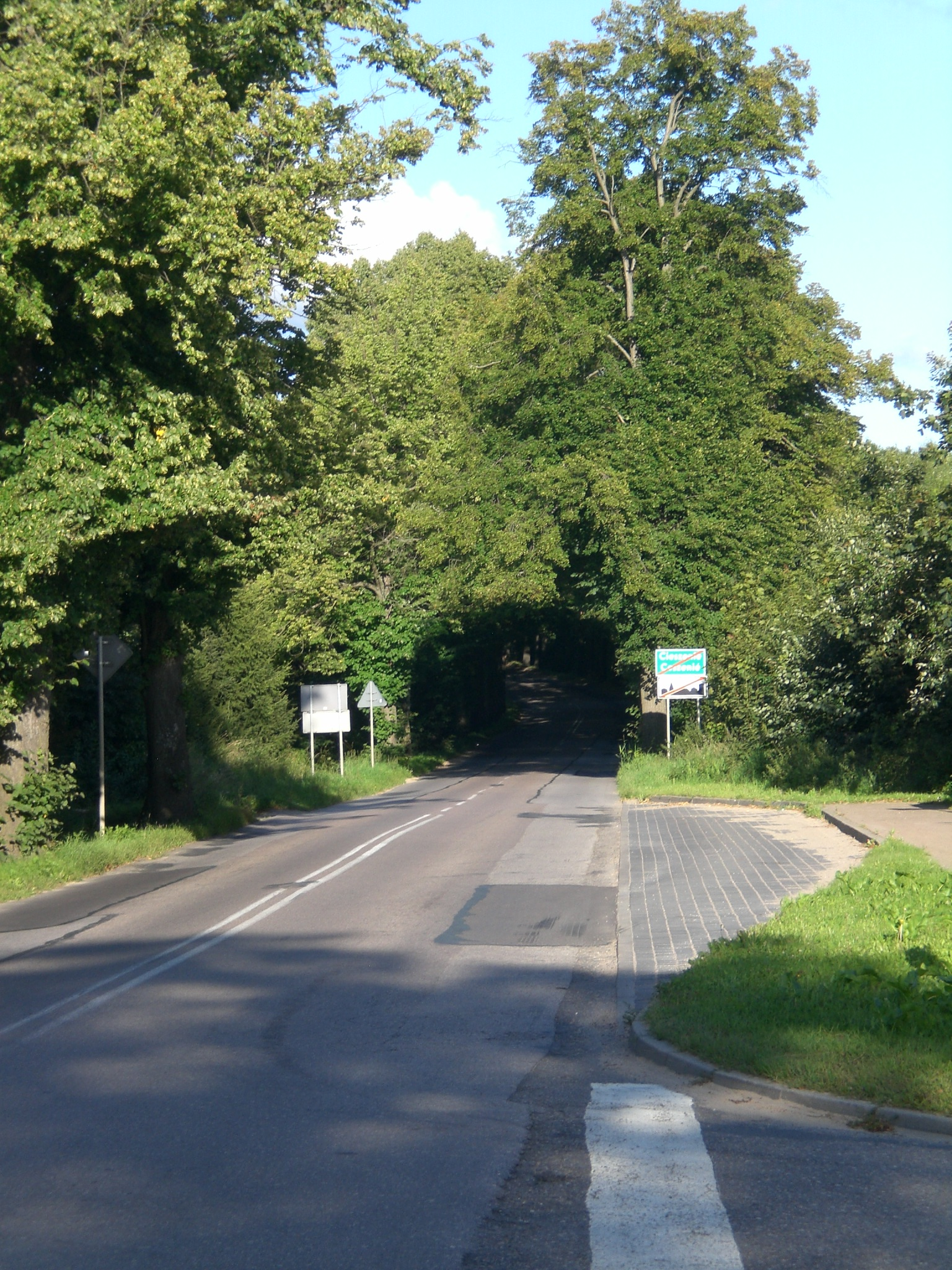
Droga wojewódzka nr 211 w miejscowości Cieszenie (województwo pomorskie)

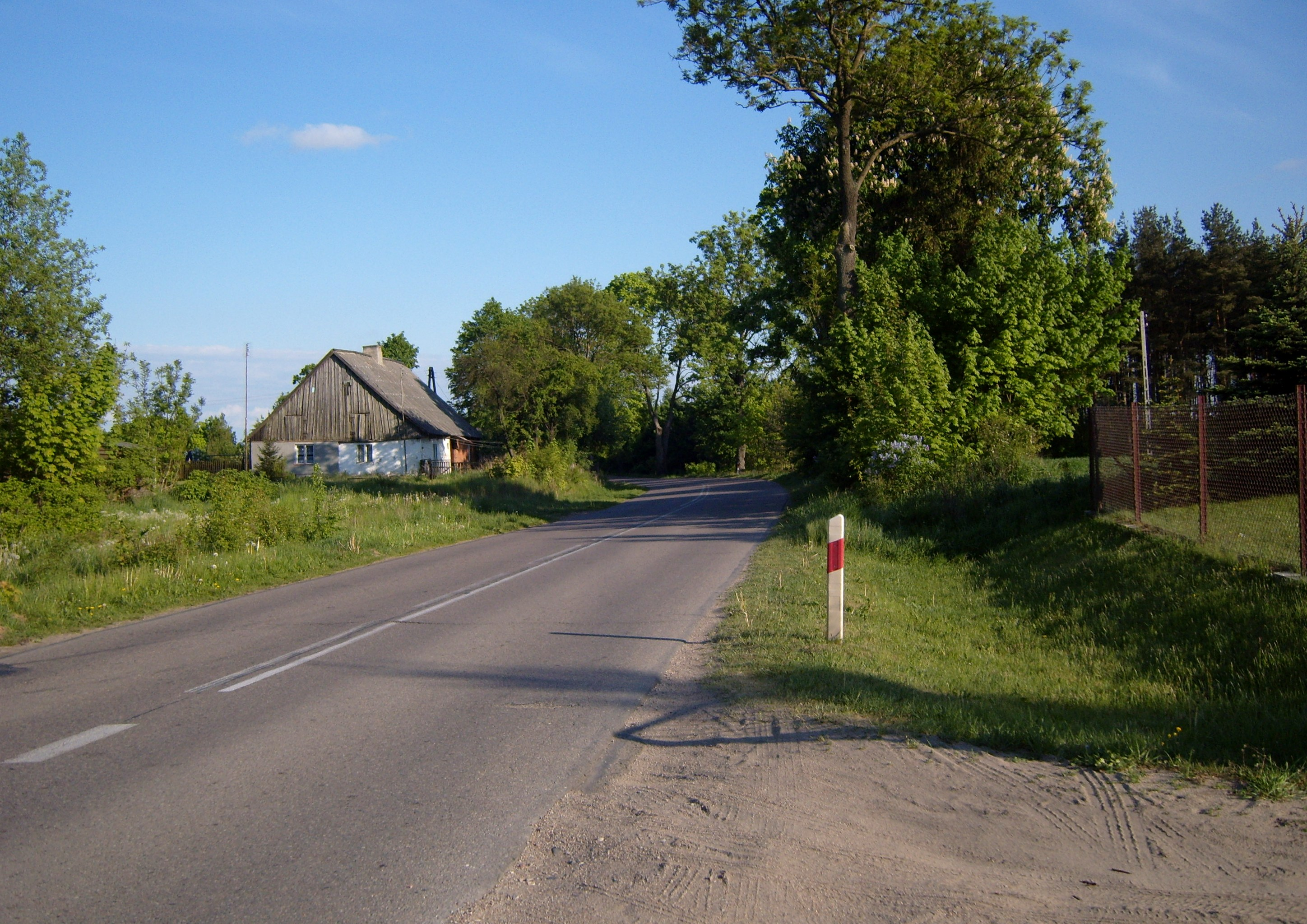
Droga wojewódzka nr 214 w Borzechowie (województwo pomorskie)

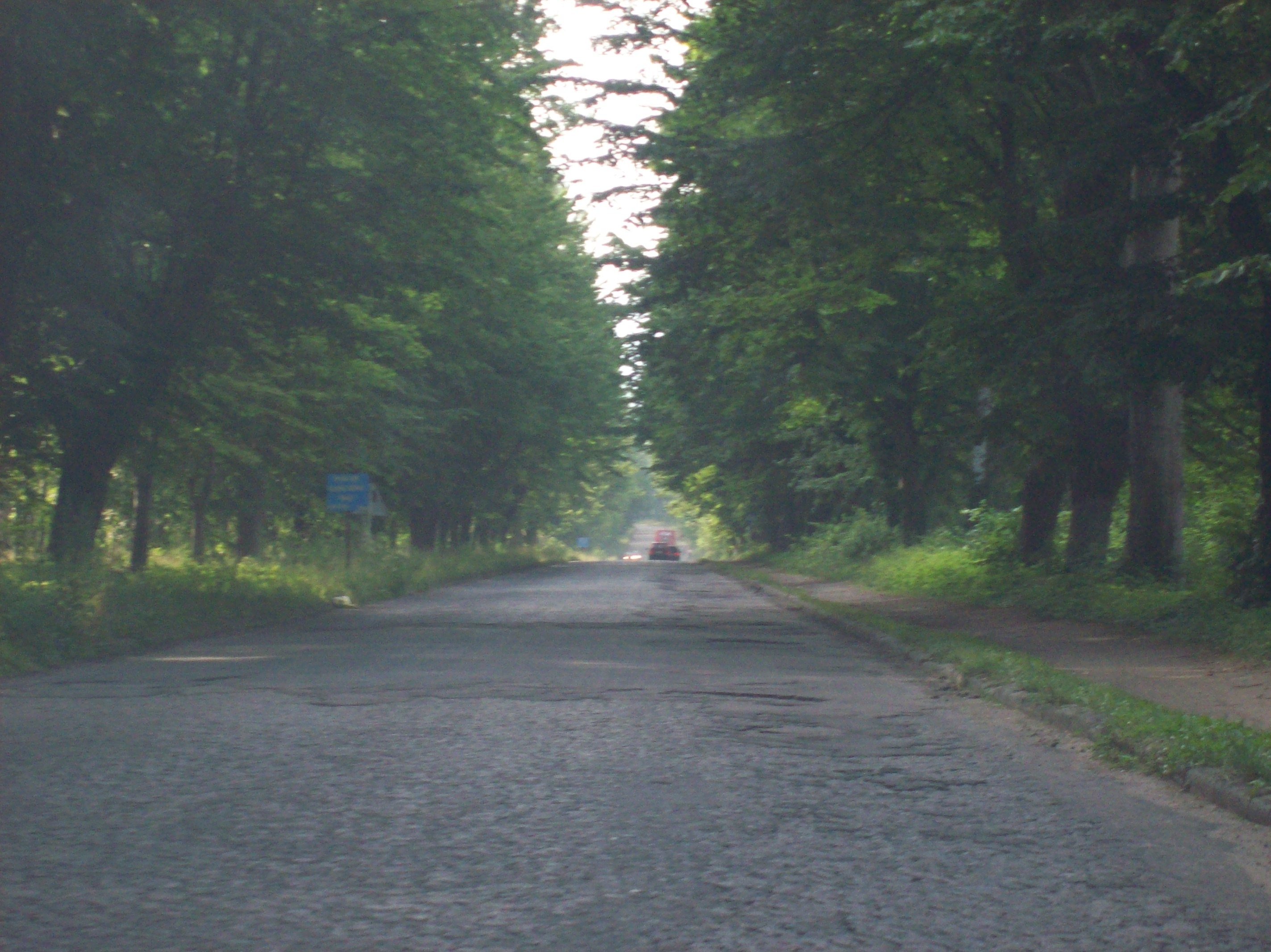
Droga wojewódzka nr 215 w Rozewiu (województwo pomorskie)

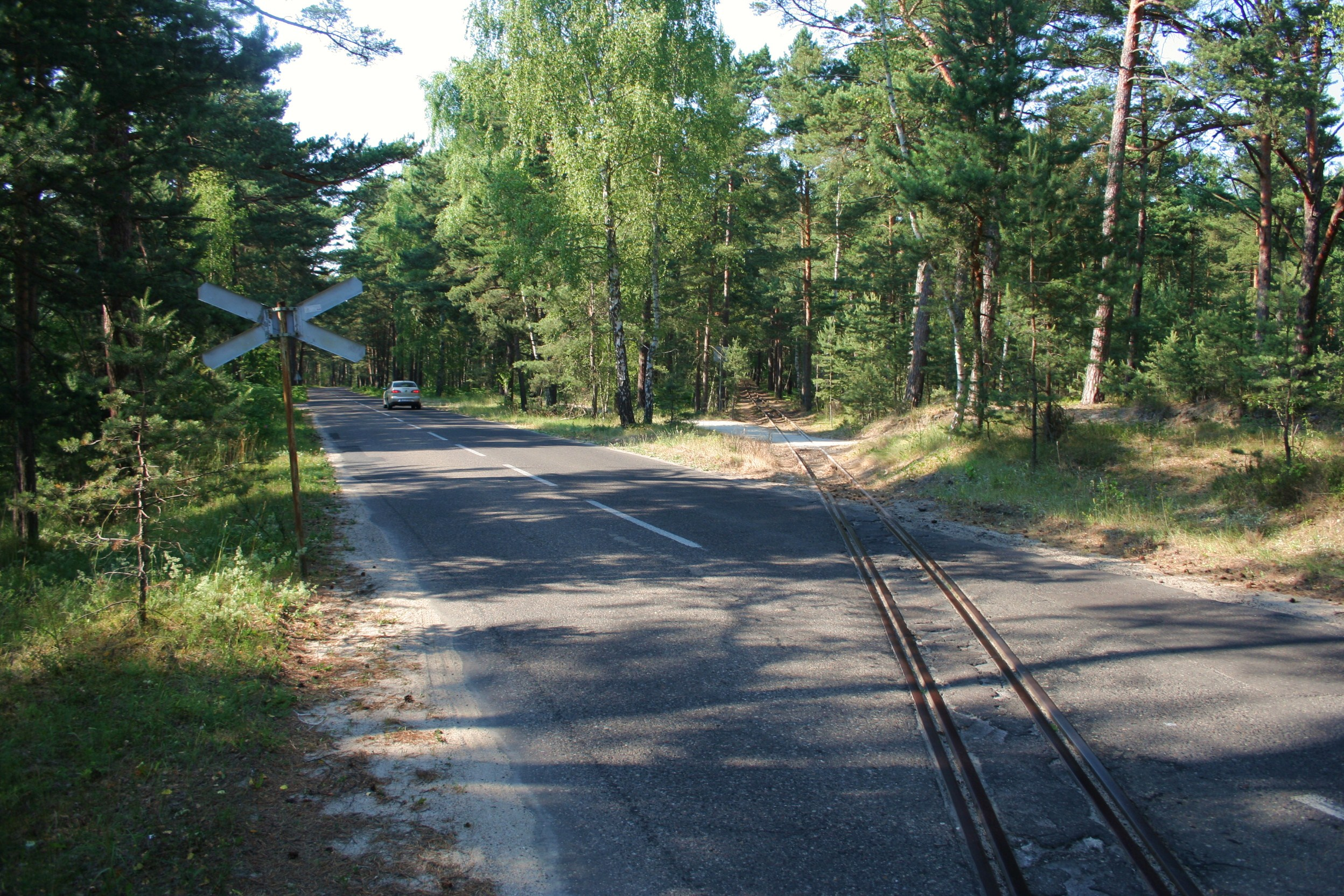
Droga wojewódzka nr 216 na Helu (województwo pomorskie)

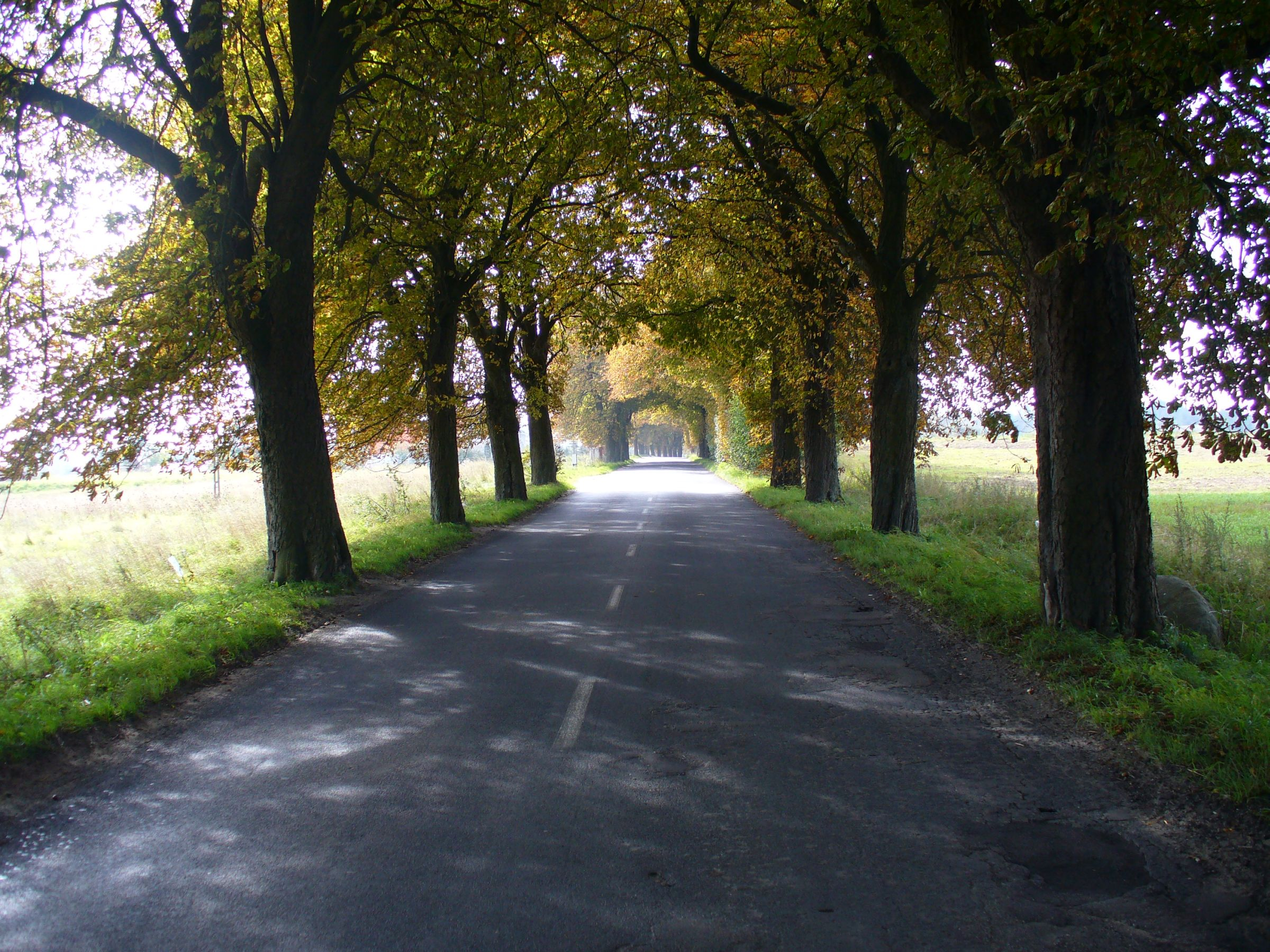
Droga wojewódzka nr 218 w Nowym Dworze Wejherowskim (województwo pomorskie)

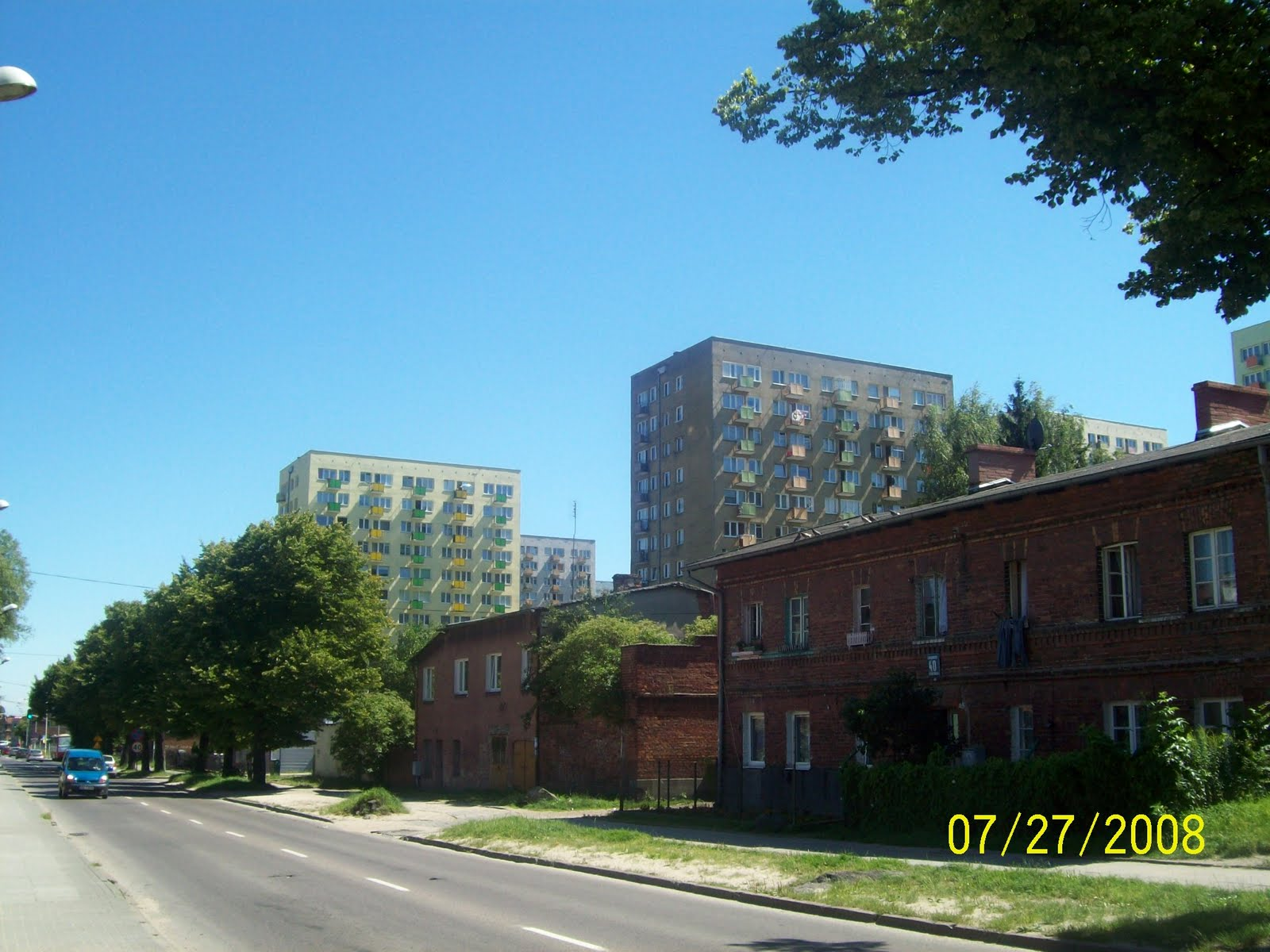
Droga wojewódzka nr 221 w Gdańsku-Oruni (województwo pomorskie)

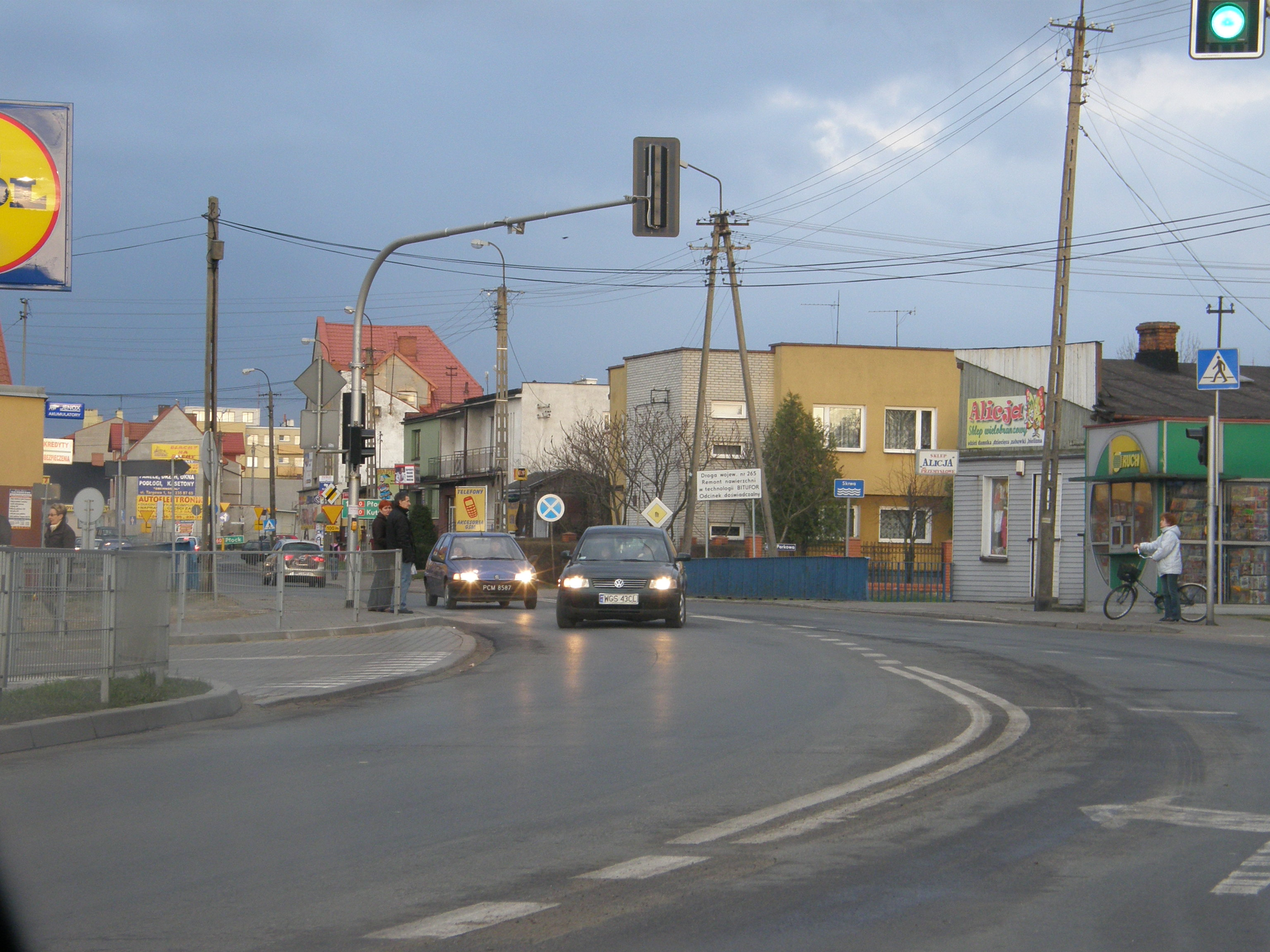
Droga wojewódzka nr 265 w Gostyninie (województwo mazowieckie)

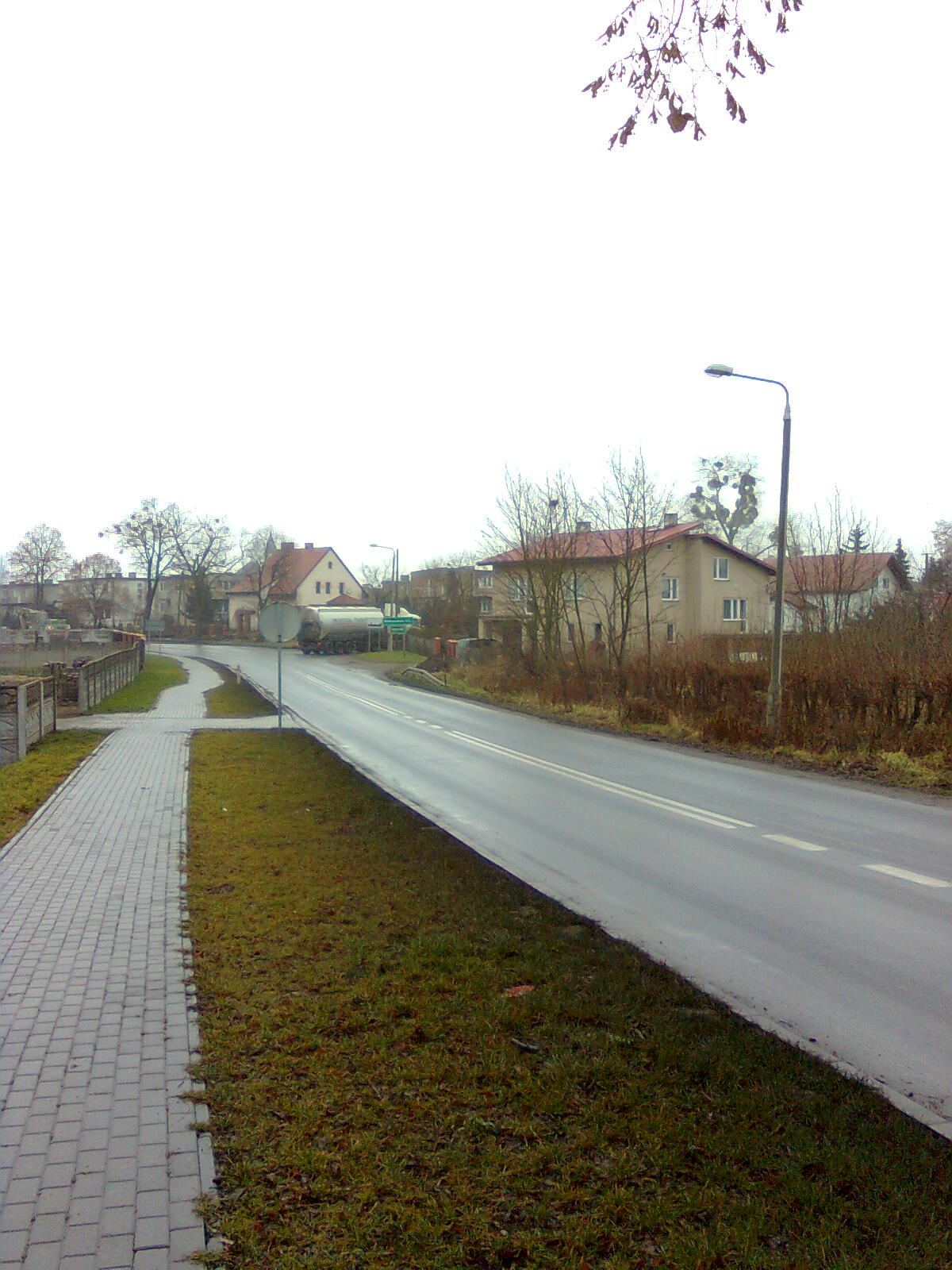
Droga wojewódzka nr 266 w Aleksandrowie Kujawskim (województwo kujawsko-pomorskie)

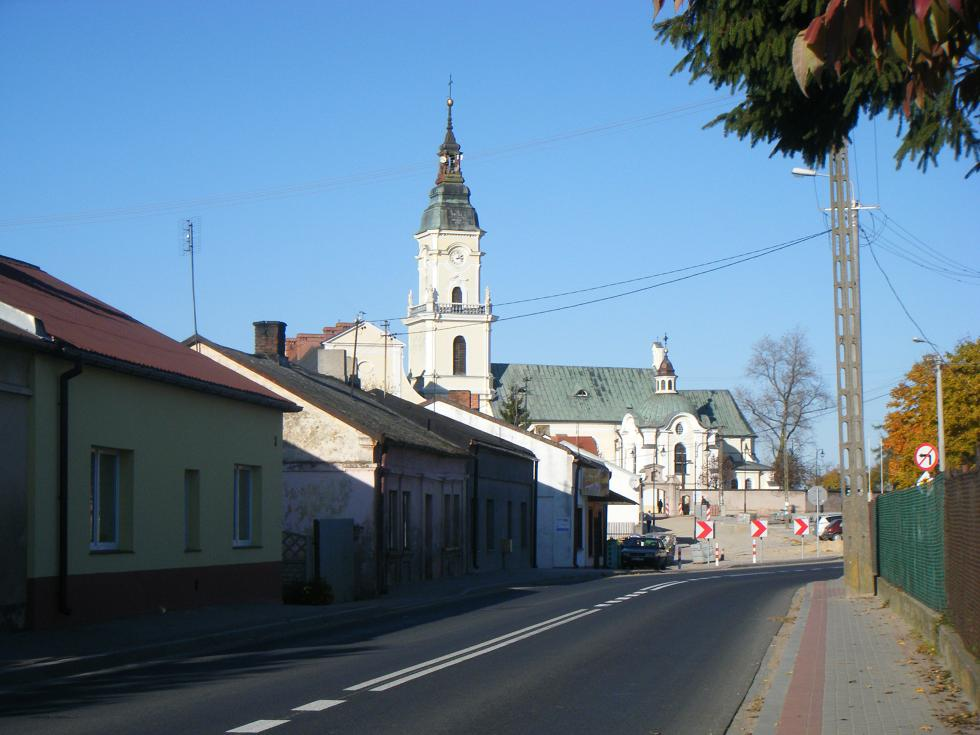
Droga wojewódzka nr 270 w Brdowie (województwo wielkopolskie)

| droga wojewódzka 200    | stacja kolejowa Cierpice – 10 |
| droga wojewódzka 201    | Gwda Mała – Czarne – Barkowo |
| droga wojewódzka 202    | Czarne – Rzeczenica |
| droga wojewódzka 203    | Koszalin – Darłowo – Postomino – Ustka |
| droga wojewódzka 204    | stacja kolejowa Solec Kujawski – 249 |
| droga wojewódzka 205    | Darłówko – Darłowo – Krupy – Sławno – Polanów – Bobolice                                                                                   |
| droga wojewódzka 206    | Koszalin – Polanów – Miastko |
| droga wojewódzka 207    | 402 (Wielki Lubień) – Dragacz – Michale – 16 (Grudziądz)                                                                                   |
| droga wojewódzka 208    | Barcino – Wielin |
| droga wojewódzka 209    | Warszkowo – Suchorze – Bytów |
| droga wojewódzka 210    | Słupsk – Unichowo |
| droga wojewódzka 211    | Nowa Dąbrowa – Czarna Dąbrówka – Puzdrowo – … – Sierakowice – Kartuzy – Żukowo                                                             |
| droga wojewódzka 212    | Osowo Lęborskie – Bytów – Chojnice – Zamarte                                                                                               |
| droga wojewódzka 213    | Słupsk – Wicko – Żelazno – Sulicice – Celbowo                                                                                              |
| droga wojewódzka 214    | Łeba – Lębork – Sierakowice – Puzdrowo – Kościerzyna – Warlubie                                                                            |
| droga wojewódzka 215    | Władysławowo – Sulicice |
| droga wojewódzka 216    | Reda – Władysławowo – Hel |
| droga wojewódzka 217    | stacja kolejowa Warlubie – 91 |
| droga wojewódzka 218    | Gdańsk – Chwaszczyno – … – 224 – Wejherowo – Krokowa                                                                                       |
| droga wojewódzka 219    | stacja kolejowa Brodzkie Młyny – 234 |
| droga wojewódzka 220    | stacja kolejowa Morzeszczyn – 234 |
| droga wojewódzka 221    | Gdańsk – Przywidz – Kościerzyna |
| droga wojewódzka 222    | Gdańsk – Godziszewo – Starogard Gdański – Skórcz                                                                                           |
| droga wojewódzka 223    | 238 (Bydgoszcz) – 5 (węzeł Bydgoszcz Błonie)                                                                                               |
| droga wojewódzka 224    | Sopieszyno – Łebno – Przodkowo – Kartuzy – Nowa Karczma – Skarszewy – Godziszewo – Tczew                                                   |
| droga wojewódzka 225    | stacja kolejowa Pelplin – 229 |
| droga wojewódzka 226    | Nowa Karczma – Mierzeszyn – Pruszcz Gdański – Przejazdowo – 501                                                                            |
| droga wojewódzka 227    | Pruszcz Gdański – Trutnowy – Cedry Wielkie – Cedry Małe                                                                                    |
| droga wojewódzka 228    | Bytów – Klukowa Huta – Kartuzy |
| droga wojewódzka 229    | Jabłowo – Pelplin – Rudno – Wielkie Walichnowy                                                                                             |
| droga wojewódzka 230    | Wielgłowy – Brzuśce – Pelplin – Cierzpice                                                                                                  |
| droga wojewódzka 231    | Skórcz – Kolonia Ostrowicka |
| droga wojewódzka 232    | 80 (Bydgoszcz) – 239 (Bydgoszcz) |
| droga wojewódzka 233    | Trzepowo – Borowina – Mierzeszyn |
| droga wojewódzka 234    | Skórcz – Morzeszczyn – Gniew |
| droga wojewódzka 235    | Korne – Chojnice |
| droga wojewódzka 236    | Konarzyny – Swornegacie – Brusy |
| droga wojewódzka 237    | Czersk – Tuchola – Gostycyn – Mąkowarsko                                                                                                   |
| droga wojewódzka 238    | 5 (węzeł Bydgoszcz Opławiec) – 239 (Bydgoszcz)                                                                                             |
| droga wojewódzka 239    | 5 (węzeł Bydgoszcz Północ) – Bydgoszcz – 10 (węzeł Bydgoszcz Południe)                                                                     |
| droga wojewódzka 240    | Chojnice – Tuchola – Świecie |
| droga wojewódzka 241    | Tuchola – Sępólno Krajeńskie – Więcbork – Nakło nad Notecią – Wągrowiec – 11 (Rogoźno)                                                     |
| droga wojewódzka 242    | Więcbork – Łobżenica – Wyrzysk – Gołańcz – 241 (Morakowo)                                                                                  |
| droga wojewódzka 243    | Mrocza – 25 (Koronowo) |
| droga wojewódzka 244    | Kamieniec – Wojnowo – Gogolinek – Bożenkowo – Strzelce Dolne                                                                               |
| droga wojewódzka 245    | 5 (Gruczno) – Głogówko Królewskie – 91 (Chełmno)                                                                                           |
| droga wojewódzka 246    | Paterek – Samoklęski Małe – Szubin – Łabiszyn – Złotniki Kujawskie – Gniewkowo – Dąbrowa Biskupia                                          |
| droga wojewódzka 247    | Kcynia – Szubin |
| droga wojewódzka 248    | Zbrachlin – Topólno – Borówno |
| droga wojewódzka 249    | 80 (Czarnowo) – rzeka Wisła – Solec Kujawski – 10                                                                                          |
| droga wojewódzka 250    | Suchatówka – Służewo |
| droga wojewódzka 251    | 241 (Kaliska) – Damasławek – Żnin – Barcin – Pakość – Inowrocław – 25 (Sławęcinek)                                                         |
| droga wojewódzka 252    | 15 (Jacewo) – Zakrzewo – Włocławek |
| droga wojewódzka 253    | Łabiszyn – Murczyn |
| droga wojewódzka 254    | Brzoza – Łabiszyn – Barcin – Mogilno – Wylatowo                                                                                            |
| droga wojewódzka 255    | Pakość – Broniewice – Strzelno |
| droga wojewódzka 256    | 5 (Trzeciewiec) – Włóki – Bydgoszcz |
| droga wojewódzka 257    | 273 (Mała Nieszawka) – rzeka Wisła – 80 (Toruń)                                                                                            |
| droga wojewódzka 258    | 91 – rzeka Wisła – Silno – Osiek – Obrowo                                                                                                  |
| droga wojewódzka 259    | stacja kolejowa Smętowo – 231 |
| droga wojewódzka 260    | 15 (Gniezno) – Witkowo – 92 (Wólka) |
| droga wojewódzka 261    | stacja kolejowa Gniew – 91 |
| droga wojewódzka 262    | Kwieciszewo – Gębice – Orchowo – 263 |
| droga wojewódzka 263    | 92 (Słupca) – Ślesin – Sompolno – Kłodawa – 473 (Dąbie)                                                                                    |
| droga wojewódzka 264    | 263 (Sławoszewek) – Kleczew – 92 (Konin)                                                                                                   |
| droga wojewódzka 265    | Brześć Kujawski – Kowal – Gostynin |
| droga wojewódzka 266    | Ciechocinek – Służewo – Radziejów – Sompolno – 25 (Konin)                                                                                  |
| droga wojewódzka 267    | Ujma Duża – Osięciny – Piotrków Kujawski                                                                                                   |
| droga wojewódzka 268    | Brzezie – Wieniec – Brześć Kujawski |
| droga wojewódzka 269    | 263 (Sompolinek) – Izbica Kujawska – Chodecz – Choceń – Kowal                                                                              |
| droga wojewódzka 270    | Brześć Kujawski – Izbica Kujawska – Koło                                                                                                   |
| droga wojewódzka 271    | stacja kolejowa Opalenie – 90 |
| droga wojewódzka 272    | 5 (węzeł Świecie Północ) – Sulnowo – Laskowice – Lipienki – Jeżewo – Grupa – Dolna Grupa                                                   |
| droga wojewódzka 273    | 10 (Cierpice) – Mała Nieszawka – 257 |
| droga wojewódzka 274    | stacja kolejowa Bydgoszcz Emilianowo – 10                                                                                                  |
| droga wojewódzka 275    | Inowrocław (ul. Narutowicza) – 251 (Inowrocław)                                                                                            |
| droga wojewódzka 276    | Krosno Odrzańskie – Świebodzin |
| droga wojewódzka 277    | Skąpe – Sulechów |
| droga wojewódzka 278    | Szklarka Radnicka – Nietkowice – Sulechów – Sława – Wschowa                                                                                |
| droga wojewódzka 279    | Zielona Góra – Buchałów – Leśniów Wielki – Wysokie                                                                                         |
| droga wojewódzka 280    | Zielona Góra – Czerwieńsk – Brody |
| droga wojewódzka 281    | Zielona Góra – Wysokie – Pomorsko |
| droga wojewódzka 282    | 27 (Zielona Góra) – Bojadła |
| droga wojewódzka 283    | 282 (Zielona Góra) – Zatonie – Kożuchów – Lasocin – Rejów                                                                                  |
| droga wojewódzka 284    | stacja kolejowa Złotniki Kujawskie – 25 |
| droga wojewódzka 285    | Gubin – Grabice – Starosiedle |
| droga wojewódzka 286    | Gubin – Biecz |
| droga wojewódzka 287    | Kosierz – Bobrowice – Lubsko – Żary |
| droga wojewódzka 288    | Dąbie – Lubiatów – Bogaczów – Nowogród Bobrzański                                                                                          |
| droga wojewódzka 289    | granica państwa – Zasieki – Lubsko – Nowogród Bobrzański                                                                                   |
| droga wojewódzka 290    | Niwiska – Mirocin Dolny |
| droga wojewódzka 291    | stacja kolejowa Otłoczyn – 91 |
| droga wojewódzka 292    | 315 (Nowa Sól) – Bytom Odrzański – Głogów – 12 – … – 12 – Studzionki – Nieszczyce – Chobienia – Ścinawa – 36 – … – 36 – Zaborów – Lisowice |
| droga wojewódzka 293    | 5 (węzeł Bydgoszcz Miedzyń) – 238 (Bydgoszcz, rondo Grunwaldzkie)                                                                          |
| droga wojewódzka 294    | Trzebiel – Tuplice – Jasień |
| droga wojewódzka 295    | Nowogród Bobrzański – Żagań |
| droga wojewódzka 296    | Kożuchów – Żagań – Iłowa – Ruszów – Godzieszów – 30 (Lubań)                                                                                |
| droga wojewódzka 297    | Nowa Sól – Kożuchów – Szprotawa – 12 – … – 12 – Bolesławiec – 94 – … – 94 – Lwówek Śląski – 30 (Pasiecznik)                                |
| droga wojewódzka nr 298 | (uchylony) |
| droga wojewódzka 299    | stacja kolejowa Gniewkowo – 15 |

### 300–399

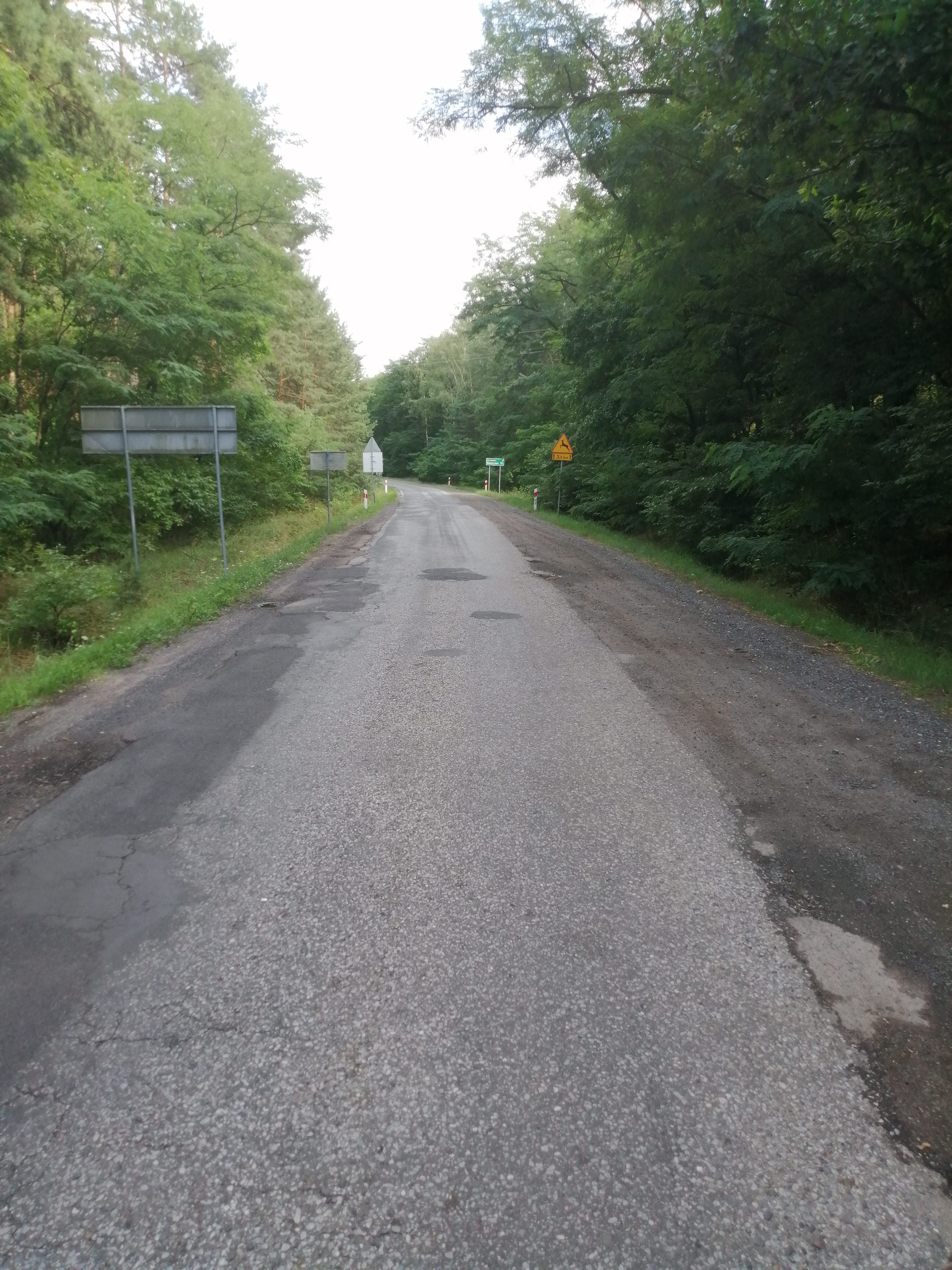
Droga wojewódzka nr 316 w Sławocinie

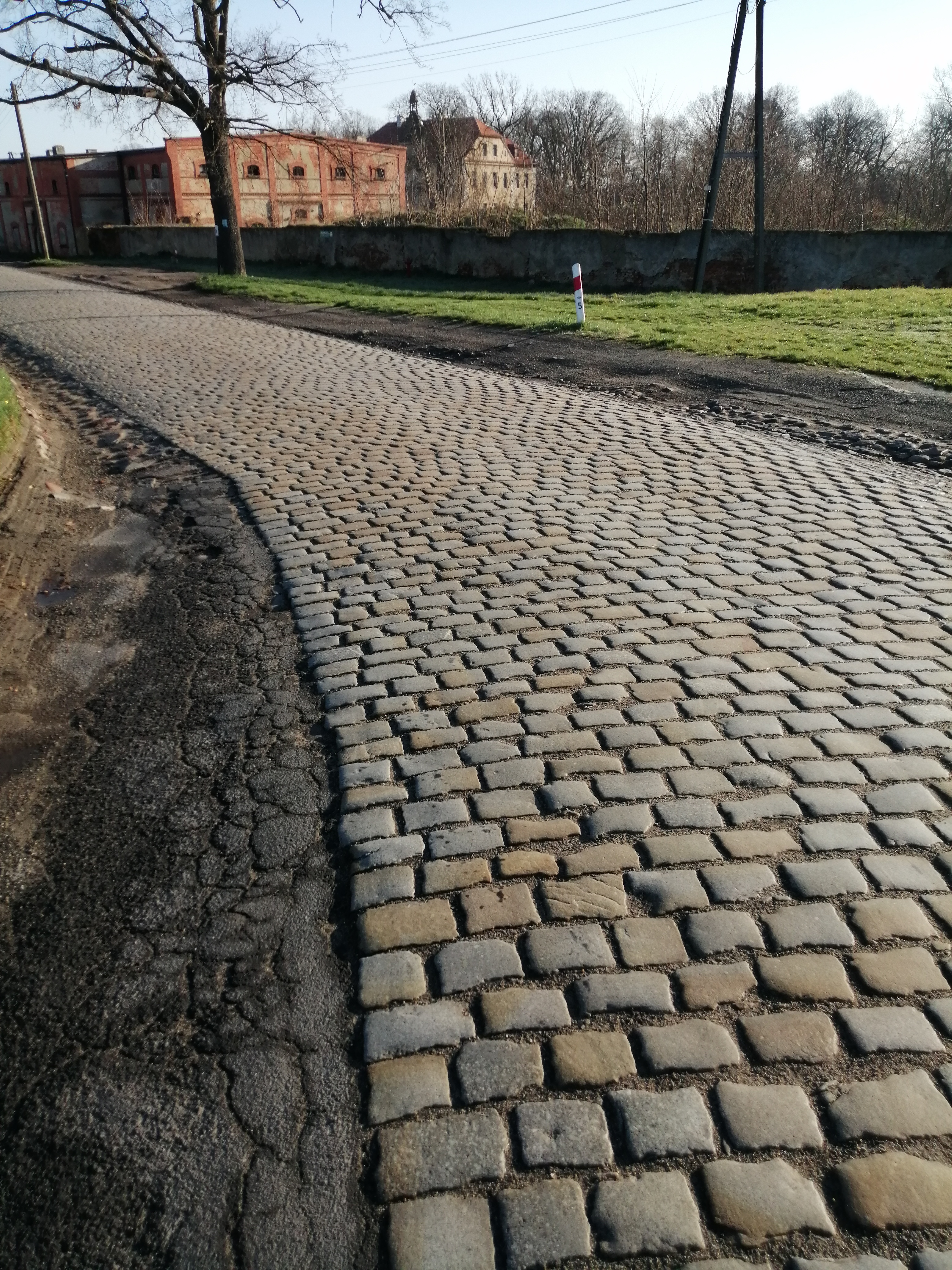
Droga wojewódzka nr 345 w Chełmie

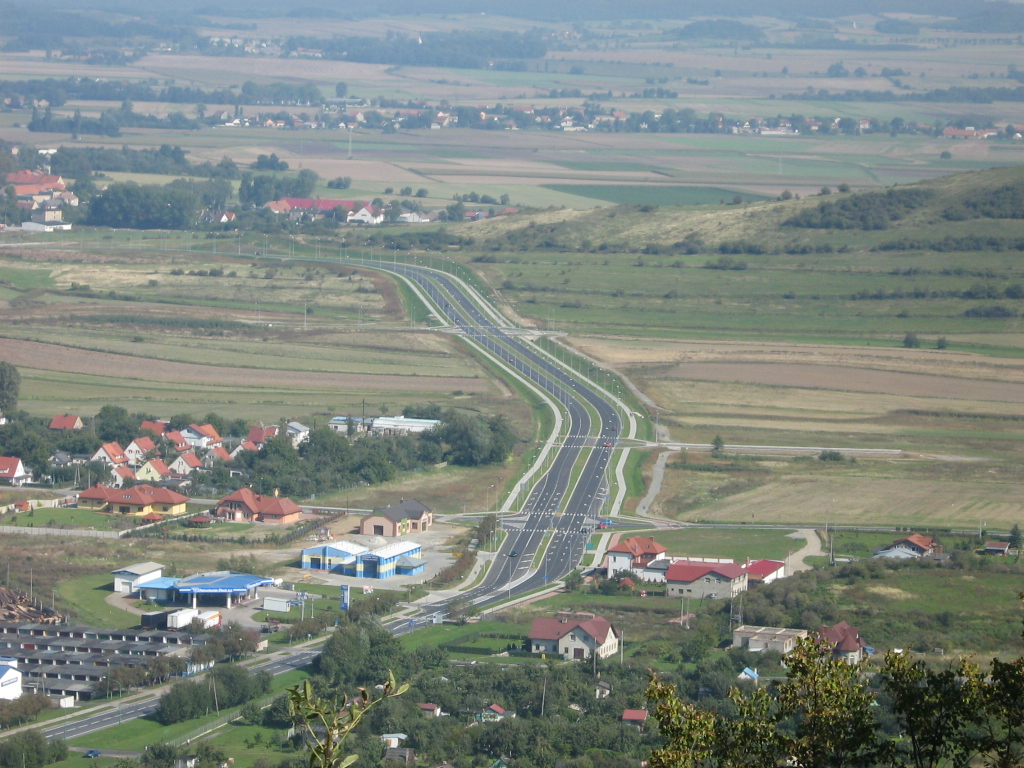
Obwodnica Bielawy w ciągu drogi wojewódzkiej nr 384 (województwo dolnośląskie)

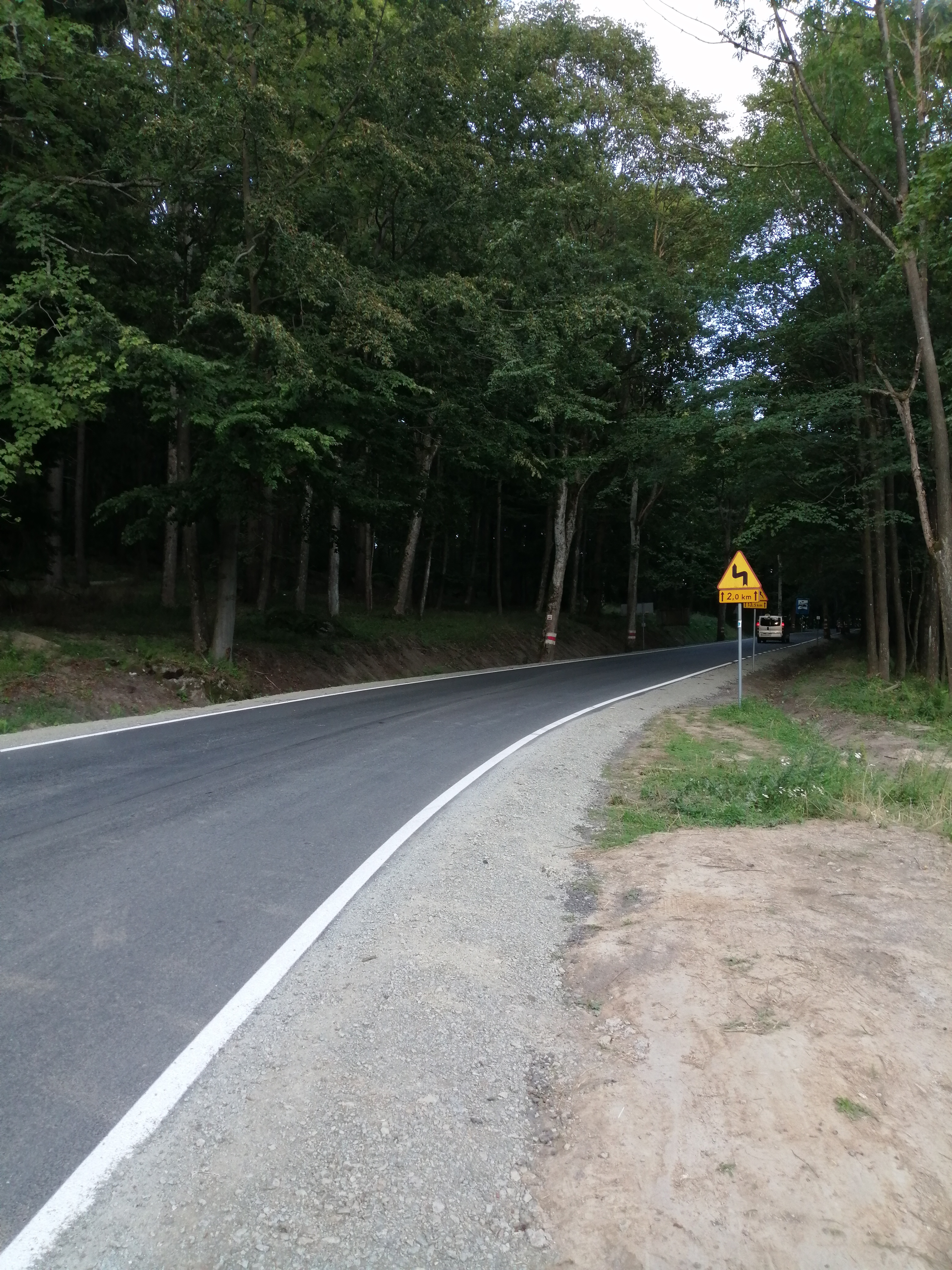
Droga wojewódzka nr 387 w Kotlinie Kłodzkiej

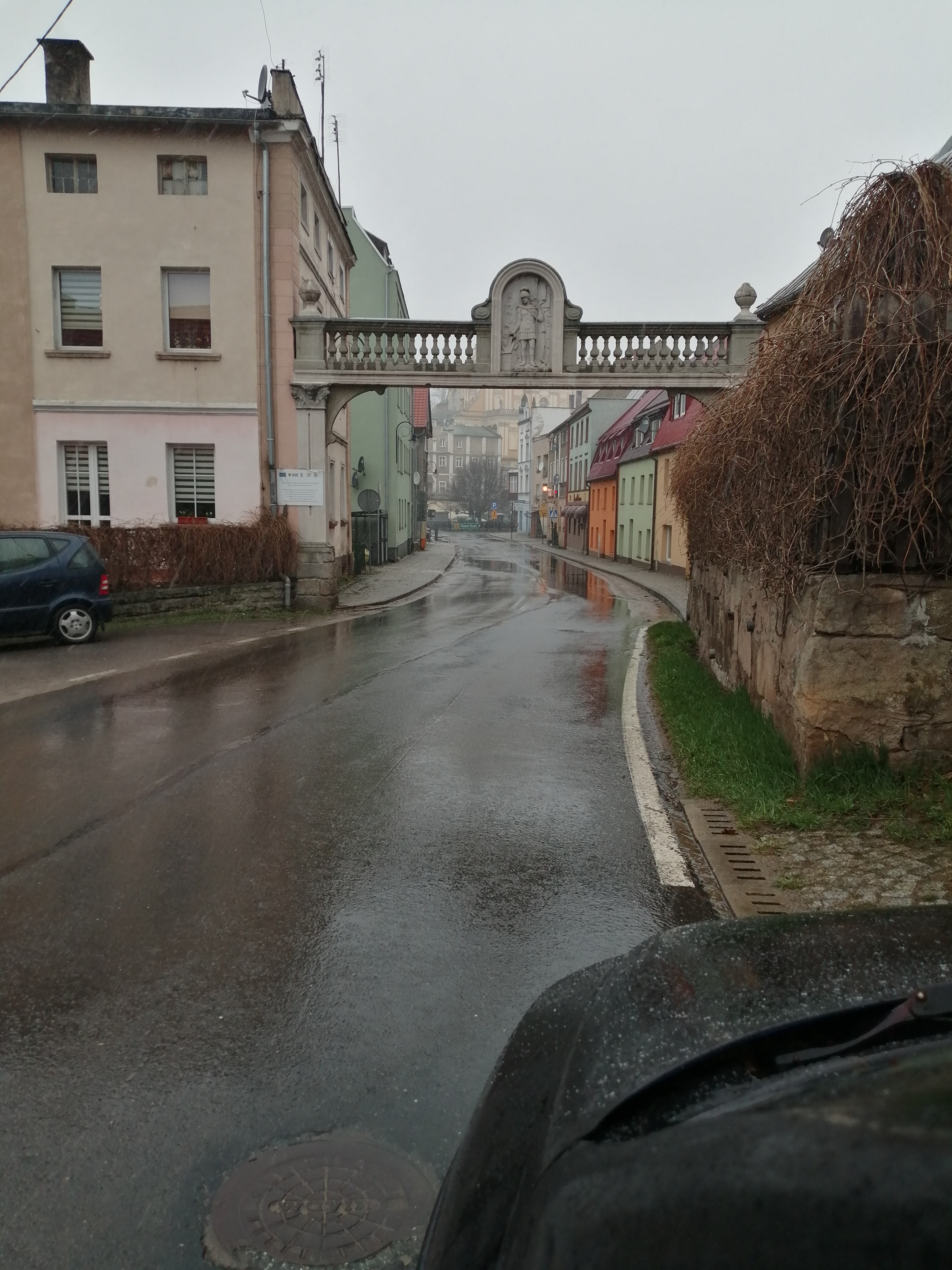
Droga wojewódzka nr 388 w Kotlinie Kłodzkiej

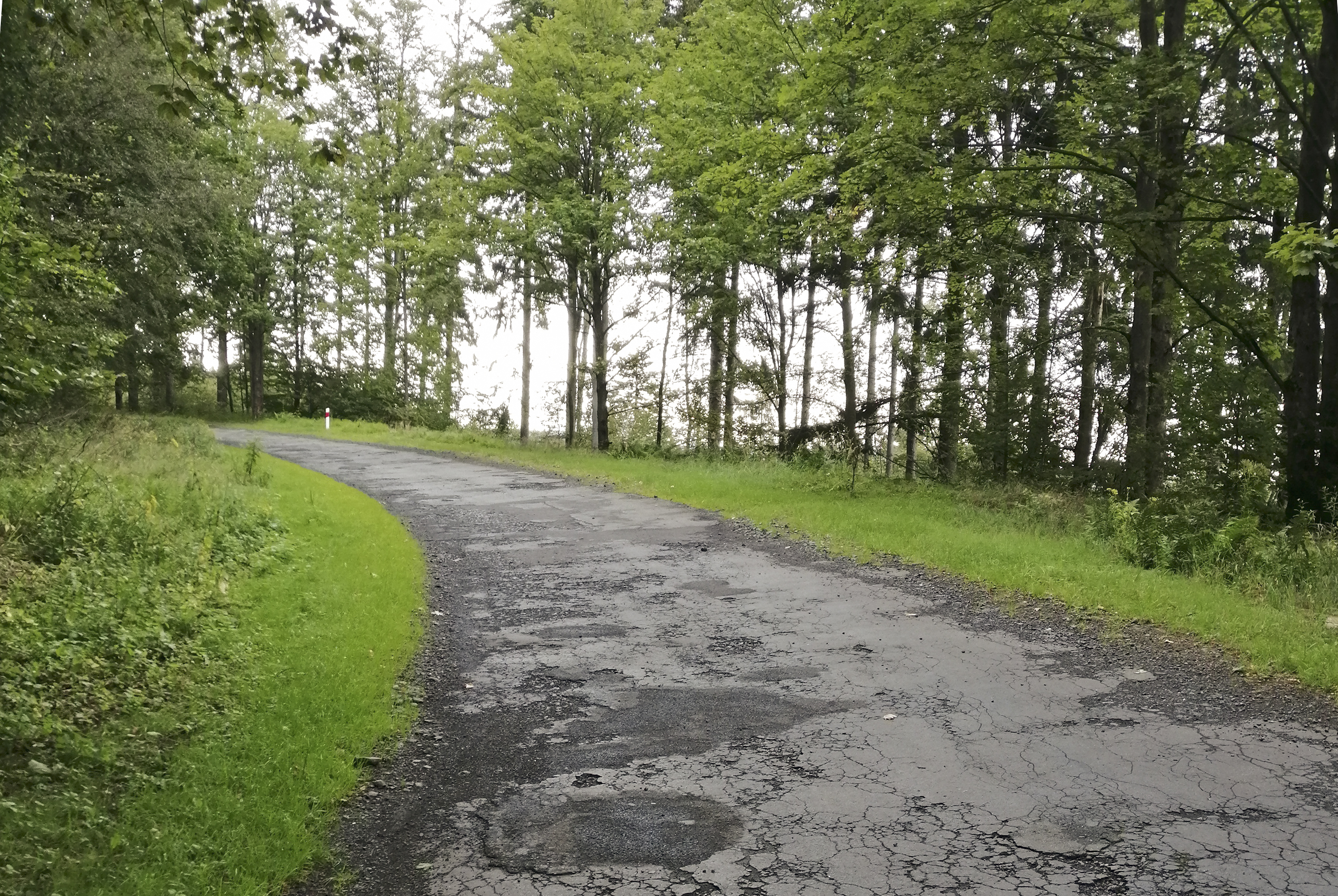
Droga wojewódzka nr 389 w Kotlinie Kłodzkiej

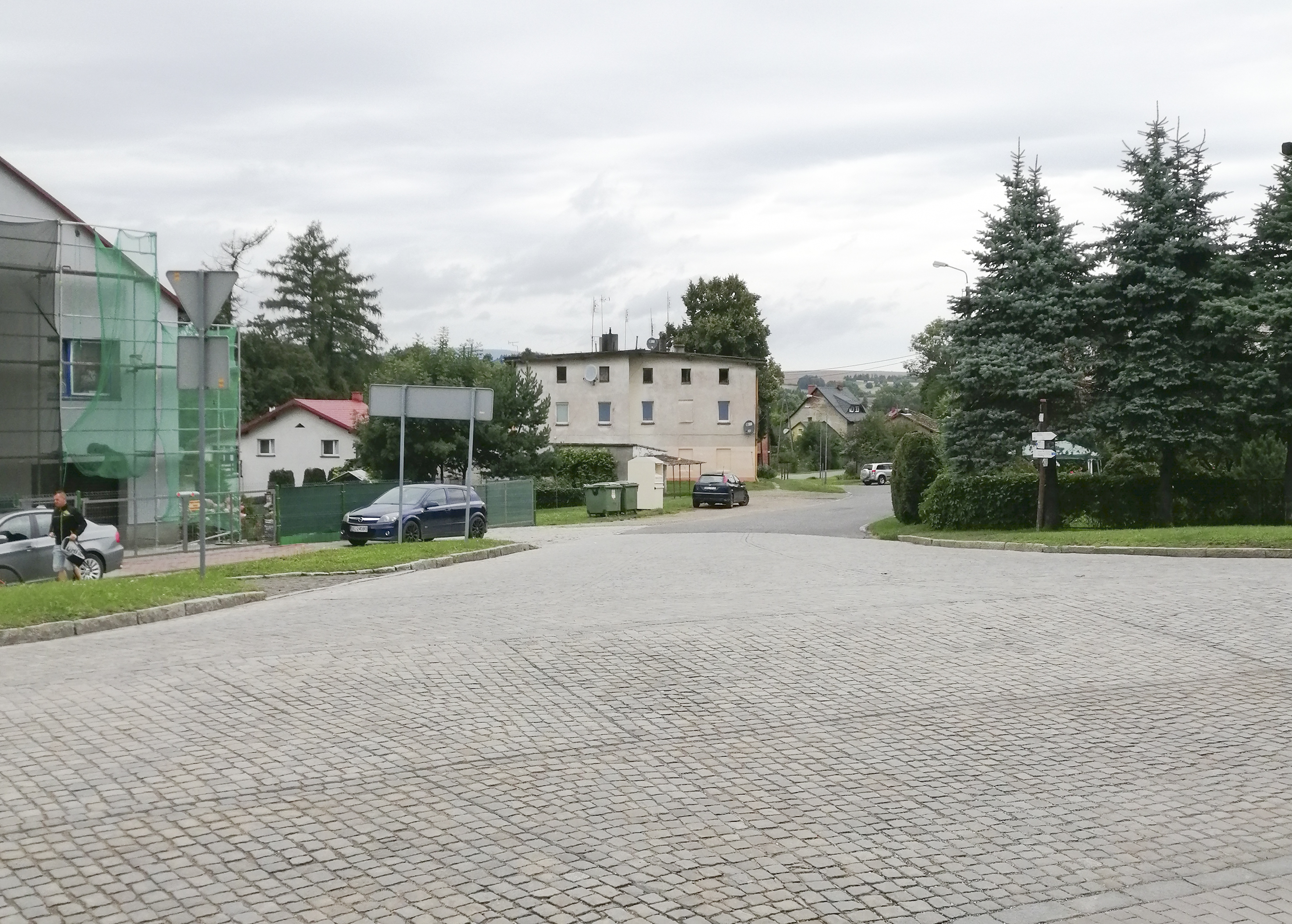
Koniec drogi wojewódzkiej nr 389 w Międzylesiu. Na pierwszym planie droga krajowa nr 33

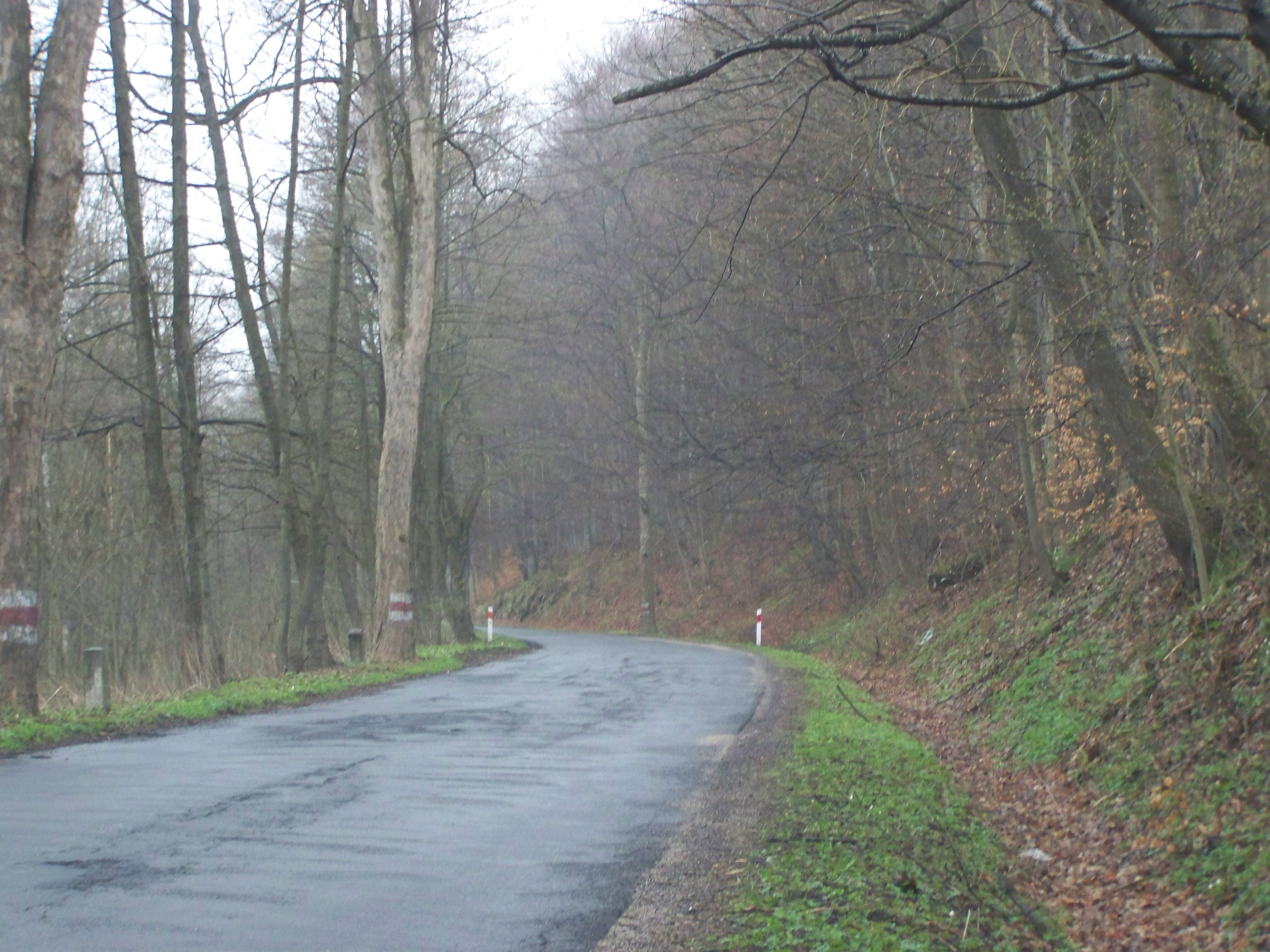
Droga wojewódzka nr 390 pomiędzy Lądkiem Zdrój i Orłowcem (województwo dolnośląskie)

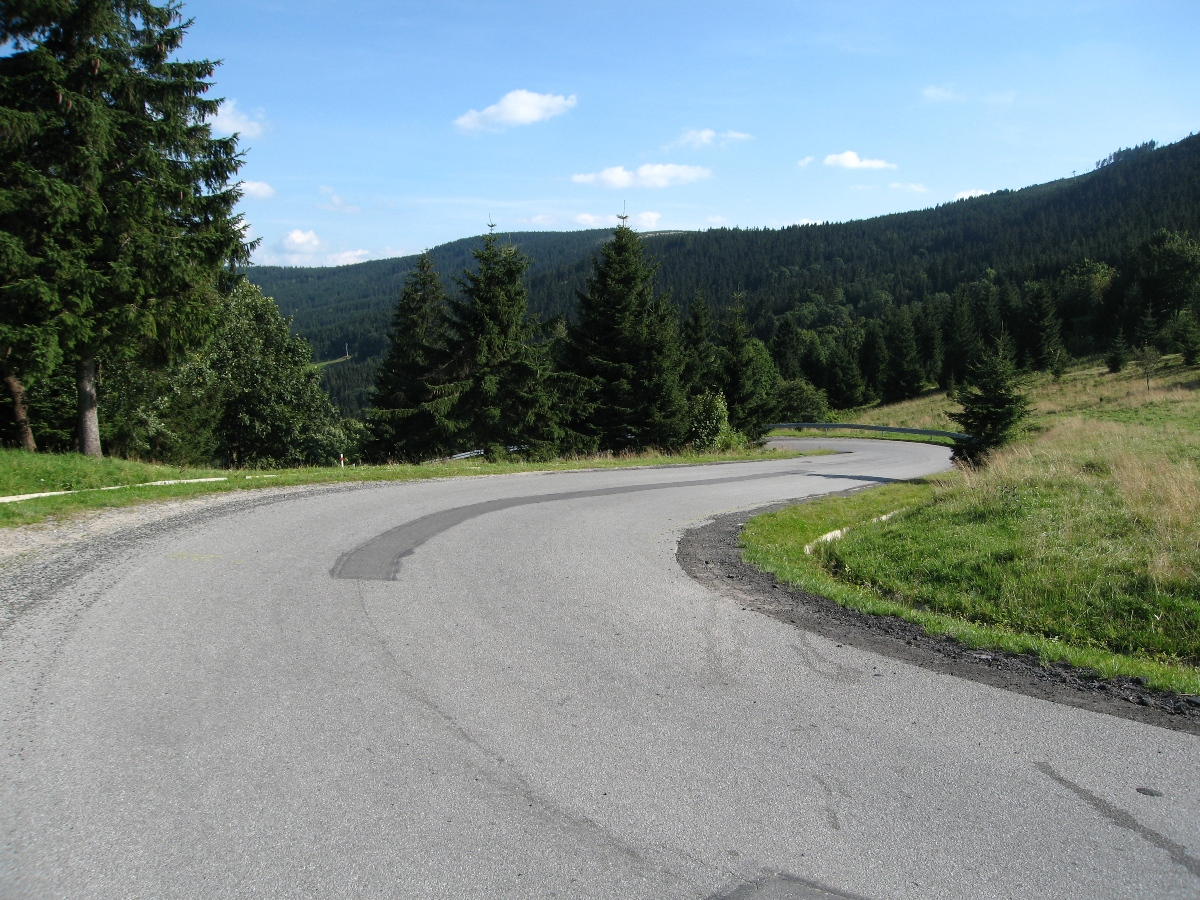
Droga wojewódzka nr 392 w okolicy przełęczy Puchaczówka (województwo dolnośląskie)

| droga wojewódzka 300    | Iłowa – Gozdnica |
| droga wojewódzka 301    | 91 (Janowice) – Tadzin – Bądkowo – Krotoszyn – Osięciny |
| droga wojewódzka 302    | 303 (Babimost) – Zbąszyń – 305 (Glinno) |
| droga wojewódzka 303    | Świebodzin – Babimost – Siedlec – 32 (Powodowo) |
| droga wojewódzka 304    | 32 (Okunin) – Nowe Kramsko – 303 (Babimost) |
| droga wojewódzka 305    | 92 (Bolewice) – Nowy Tomyśl – Wolsztyn – Wschowa – Wroniniec |
| droga wojewódzka 306    | 187 (Lipnica) – Duszniki – Buk – Stęszew – 431 (Nowe Dymaczewo) |
| droga wojewódzka 307    | 433 (Poznań) – Buk – Opalenica – 308 (Bukowiec) |
| droga wojewódzka 308    | 305 (Nowy Tomyśl) – Grodzisk Wielkopolski – … – Grodzisk Wielkopolski – 5 (węzeł Kościan Północ) – Kościan – 434 (Kunowo) |
| droga wojewódzka 309    | 36 – Kaczkowo – 5 (węzeł Śmigiel Południe) |
| droga wojewódzka 310    | 5 (węzeł Czempiń) – Czempiń – 432 (Śrem) |
| droga wojewódzka 311    | 5 (węzeł Czempiń) – Stęszew – 2 (węzeł Poznań Komorniki) |
| droga wojewódzka 312    | 32 (Rakoniewice) – 5 (węzeł Śmigiel Północ) |
| droga wojewódzka 313    | Babimost – Kargowa – Klenica |
| droga wojewódzka 314    | Kargowa – 315 (Świętno) |
| droga wojewódzka 315    | 32 (Wolsztyn) – Konotop – Nowa Sól |
| droga wojewódzka 316    | Sławocin – Ciosaniec – 305 (Kaszczor) |
| droga wojewódzka 317    | 62 (Włocławek) – 265 (Kruszyn) |
| droga wojewódzka 318    | Lubięcin – Sława |
| droga wojewódzka 319    | Stare Strącze – Krzepielów – 12 (Serby) |
| droga wojewódzka 320    | 4 (węzeł Legnica Wschód) – Nowa Wieś Legnicka – Jawor – Sokola – 3 (Bolków) |
| droga wojewódzka 321    | Przyborów – Siedlisko – Różanówka – Kierzno – 319 (Grodziec Mały) |
| droga wojewódzka nr 322 | (uchylony) |
| droga wojewódzka 323    | 12 (Leszno) – Góra – Studzionki – Rudna – Rynarcice – 3 (Lubin) |
| droga wojewódzka 324    | Szlichtyngowa – Wroniniec – Góra – 36 |
| droga wojewódzka 325    | Tarnów Jezierny – Siedlisko – Bytom Odrzański – Dębianka – Różanówka |
| droga wojewódzka 326    | 292 – rzeka Odra – 325 |
| droga wojewódzka 327    | 320 (Bolków) – 5 (Wierzchosławice) |
| droga wojewódzka 328    | 333 (Nowe Miasteczko) – Przemków – 12 – … – 12 – Chocianów – Chojnów – 94 – … – 94 – Nowa Wieś Złotoryjska – Złotoryja – Jerzmanice-Zdrój – Świerzawa – Wojcieszów – Kaczorów – 3 – … – 3 – Marciszów                                                                                       |
| droga wojewódzka 329    | Głogów – Jerzmanowa – Potoczek – 3 (węzeł Głogów Południe) |
| droga wojewódzka nr 330 | (uchylony) |
| droga wojewódzka 331    | Chocianów – 333 (Polkowice) |
| droga wojewódzka 332    | granica państwa (Sieniawka) – granica państwa (Kopaczów) |
| droga wojewódzka 333    | 292 (Nowa Sól) – Nowe Miasteczko – Kłobuczyn – Potoczek – Polkowice – Lubin – 36 – … – 36 – 3 (węzeł Lubin Południe) – Chróstnik – Rzeszotary – 94 (Legnica) – … – 3 (węzeł Legnica Zachód) – Legnica – 4 (węzeł Legnica Wschód)                                                            |
| droga wojewódzka 334    | Ciechanów – Chobienia – Jemielno – Krzelów – Moczydlnica Dworska – 338 (Bożeń) |
| droga wojewódzka 335    | Chojnów – 3 (węzeł Lubin Zachód) |
| droga wojewódzka nr 336 | (uchylony) |
| droga wojewódzka 337    | 3 (Jelenia Góra, Grabary) – 3 (Jelenia Góra, Maciejowa) |
| droga wojewódzka 338    | Wińsko – Bożeń – Wołów – Lubiąż – 94 (Kawice) |
| droga wojewódzka 339    | 5 (węzeł Żmigród) – Strupina – Wołów |
| droga wojewódzka 340    | 36 (Ścinawa) – Wołów – 5 (węzeł Trzebnica) – … – Trzebnica – Dobroszyce – Oleśnica |
| droga wojewódzka 341    | 340 (Radecz) – Brzeg Dolny – Miękinia – 94 (Błonie) |
| droga wojewódzka 342    | 5 (Wrocław) – Pęgów – Oborniki Śląskie |
| droga wojewódzka nr 343 | (uchylony) |
| droga wojewódzka nr 344 | (uchylony) |
| droga wojewódzka 345    | 94 (Wilczków) – Budziszów Wielki – 5 (Strzegom) |
| droga wojewódzka 346    | Środa Śląska – Kąty Wrocławskie – Gniechowice – Wierzbice – 8 – … – 8 – Gaj Oławski – Godzikowice |
| droga wojewódzka 347    | Wrocław – Pietrzykowice – Kąty Wrocławskie |
| droga wojewódzka nr 348 | (uchylony) |
| droga wojewódzka nr 349 | (uchylony) |
| droga wojewódzka 350    | Łęknica – Przewóz – Gozdnica – Ruszów – Osiecznica – Bolesławiec |
| droga wojewódzka 351    | 296 (Jagodzin) – Pieńsk – Jędrzychowice – Zgorzelec – 94 (Jędrzychowice) |
| droga wojewódzka 352    | Zgorzelec – Bogatynia-Zatonie – 332 (Sieniawka) |
| droga wojewódzka 353    | Pieńsk – Dłużyna Dolna – Strzelno |
| droga wojewódzka nr 354 | (uchylony) |
| droga wojewódzka 355    | 352 (Koźmin) – Zawidów – granica państwa |
| droga wojewódzka nr 356 | (uchylony) |
| droga wojewódzka 357    | 355 (Sulików) – Lubań – Nowogrodziec – 94 (Brzeźnik) |
| droga wojewódzka 358    | Włosień – Leśna – Pobiedna – Czerniawa-Zdrój – Orłowice – Świeradów-Zdrój – Szklarska Poręba |
| droga wojewódzka 359    | 5 (węzeł Żmigródek) – Żmigród – Prusice – 15 (Nowy Dwór) – … – Trzebnica – Wisznia Mała – Psary – 5 (węzeł Wrocław Północ) |
| droga wojewódzka 360    | Gryfów Śląski – Giebułtów – Świecie |
| droga wojewódzka 361    | 30 (Krzewie Wielkie) – Mirsk – Orłowice – Czerniawa-Zdrój – granica państwa |
| droga wojewódzka nr 362 | (uchylony) |
| droga wojewódzka 363    | 3 (Bolków) – 320 (Bolków) |
| droga wojewódzka 364    | Gryfów Śląski – Lwówek Śląski – Jerzmanice-Zdrój – Złotoryja – Legnica |
| droga wojewódzka 365    | 3 (Jelenia Góra) – Stara Kraśnica – Piotrowice – 363 (Piotrowice Osiedle) |
| droga wojewódzka nr 366 | (uchylony) |
| droga wojewódzka 367    | 3 (Jelenia Góra, Grabary) – Kowary – Przełęcz Kowarska – Kamienna Góra – 5 – … – 5 – Czarny Bór – Boguszów-Gorce – Wałbrzych |
| droga wojewódzka nr 368 | (uchylony) |
| droga wojewódzka 369    | Przełęcz Kowarska – Rozdroże Kowarskie – Lubawka |
| droga wojewódzka 370    | Rozdroże Kowarskie – granica państwa |
| droga wojewódzka 371    | granica państwa – 389 (Mostowice) |
| droga wojewódzka 372    | 8 (węzeł Wrocław Psie Pole) – Mirków – Łany – Siechnice – Iwiny – Radomierzyce |
| droga wojewódzka nr 373 | (uchylony) |
| droga wojewódzka 374    | 382 (Stanowice) – Świebodzice |
| droga wojewódzka 375    | 5 (Dobromierz) – Stare Bogaczowice – Struga – 376 (Szczawno-Zdrój) |
| droga wojewódzka 376    | 35 (Szczawno-Zdrój) – Lubomin – 367 (Jabłów) |
| droga wojewódzka 377    | Nowe – Twarda Góra – Pieniążkowo |
| droga wojewódzka 378    | 39 (Biedrzychów) – Łojowice – 401 (Grodków) |
| droga wojewódzka 379    | Wałbrzych – Stary Julianów – Modliszów – Świdnica |
| droga wojewódzka 380    | 35 (Wałbrzych) – 381 (Wałbrzych) |
| droga wojewódzka 381    | Wałbrzych – Jedlina-Zdrój – Głuszyca – Nowa Ruda – Święcko – Kłodzko |
| droga wojewódzka 382    | 297 (Bolesławiec) – Warta Bolesławiecka – Zagrodno – Nowa Wieś Złotoryjska – Złotoryja – Jawor – 3 (węzeł Jawor Północ) – … – 3 (węzeł Jawor Wschód) – Strzegom – Słotwina – 35 – … – 35 – Świdnica – Dzierżoniów – Ząbkowice Śląskie – 8 – … – 8 – Paczków – 46 – … – 46 – granica państwa |
| droga wojewódzka 383    | Jedlina-Zdrój – Walim – Pieszyce – Dzierżoniów |
| droga wojewódzka 384    | Nowa Ruda – Wolibórz – Bielawa – Dzierżoniów – Łagiewniki |
| droga wojewódzka 385    | Wolibórz – Srebrna Góra – Ząbkowice Śląskie – 8 – … – 8 – Ziębice – Grodków – Kopice – 46 (Jaczowice) |
| droga wojewódzka 386    | granica państwa – Tłumaczów – Ścinawka Górna – Ścinawka Średnia – Ścinawka Dolna – 381 (Gorzuchów) |
| droga wojewódzka 387    | Ścinawka Średnia – Kudowa Zdrój |
| droga wojewódzka 388    | Ratno Dolne – Polanica-Zdrój – Bystrzyca Kłodzka |
| droga wojewódzka 389    | 8 (Zielone Ludowe) – Duszniki-Zdrój – Zieleniec – Mostowice – Międzylesie |
| droga wojewódzka 390    | Kamieniec Ząbkowicki – Płonica – Złoty Stok – 46 – … – 46 – Lądek-Zdrój |
| droga wojewódzka 391    | Warlubie – Rulewo – Rozgarty – 272 |
| droga wojewódzka 392    | Żelazno – Lądek-Zdrój – Stronie Śląskie – Bystrzyca Kłodzka |
| droga wojewódzka 393    | Lubań – Kościelniki Średnie – Leśna |
| droga wojewódzka 394    | Przyłubie – Solec Kujawski – 397 |
| droga wojewódzka 395    | 94 (Wrocław) – Żerniki Wrocławskie – 396 (Strzelin) |
| droga wojewódzka 396    | 8 (węzeł Oleśnica Północ) – Spalice – Oleśnica – Bierutów – Oława – 94 – … – 94 – Gaj Oławski – Strzelin – Henryków – Ziębice – Ząbkowice Śląskie |
| droga wojewódzka 397    | 394 – 10 |
| droga wojewódzka 398    | Złotniki Kujawskie – Niszczewice – Liszkowo |
| droga wojewódzka 399    | Liszkowo – Żelechlin |

### 400–499

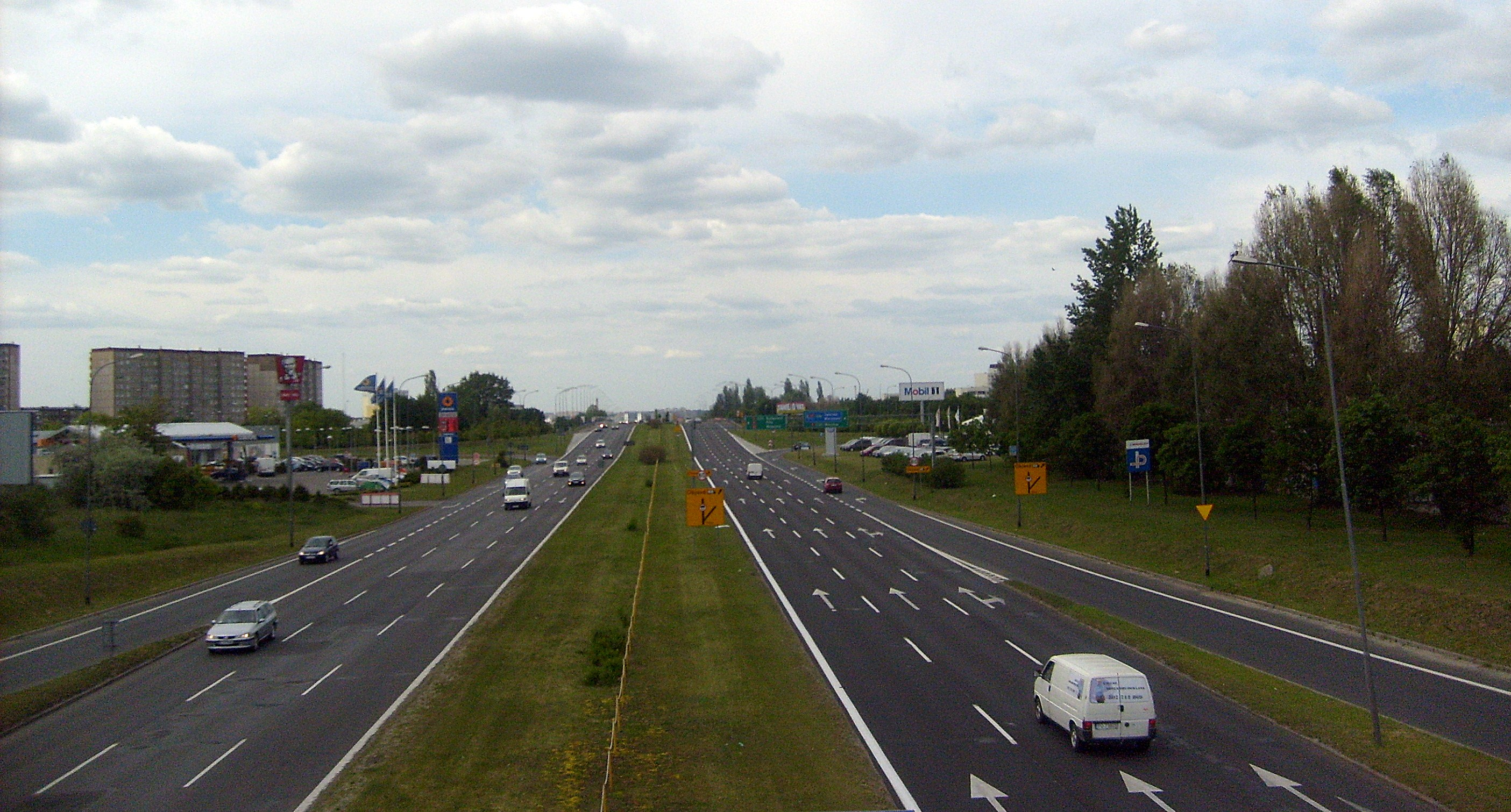
Droga wojewódzka nr 433 w Poznaniu

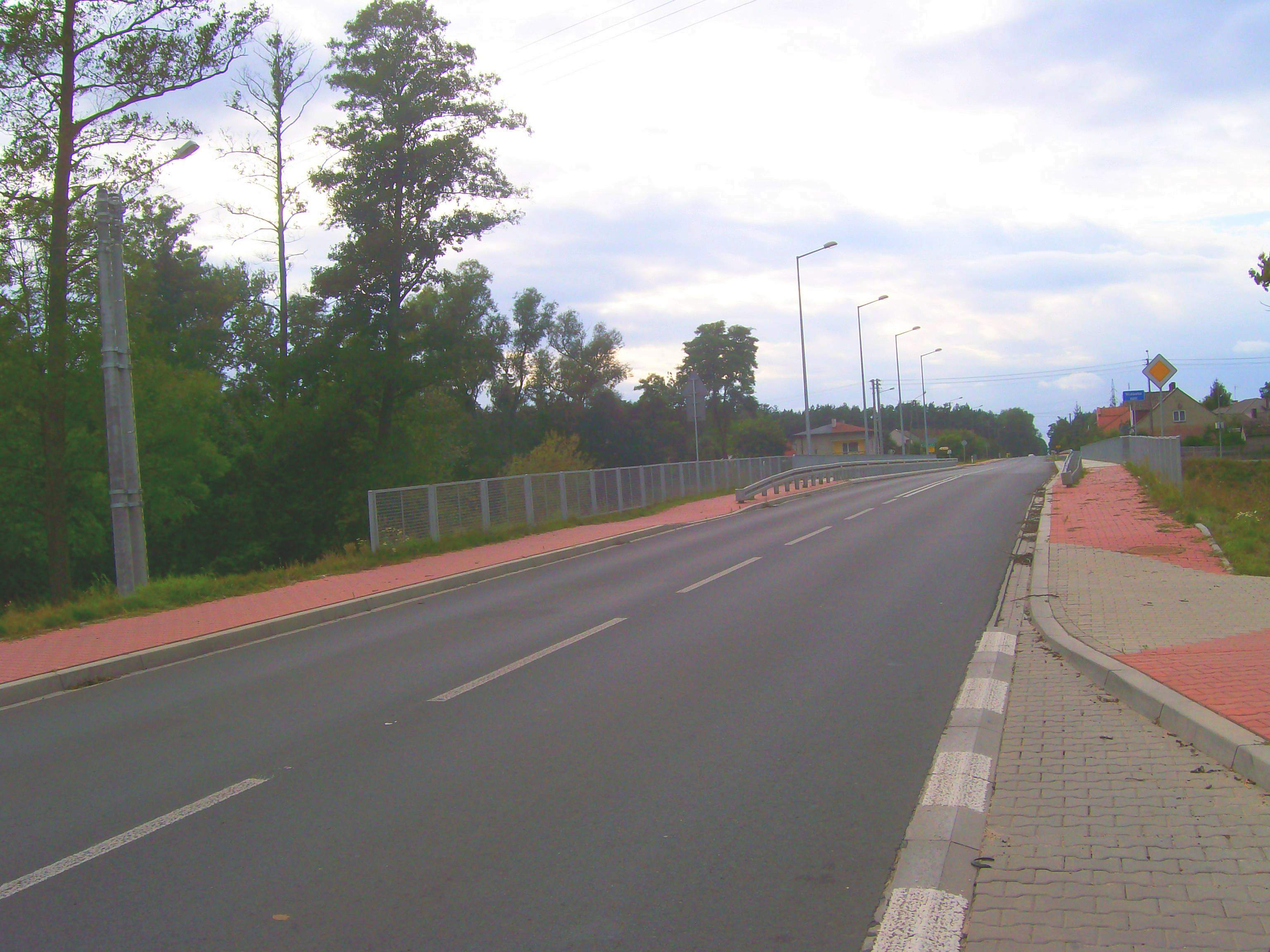
Droga wojewódzka nr 481 w Rogóźnie (województwo łódzkie, powiat łaski)

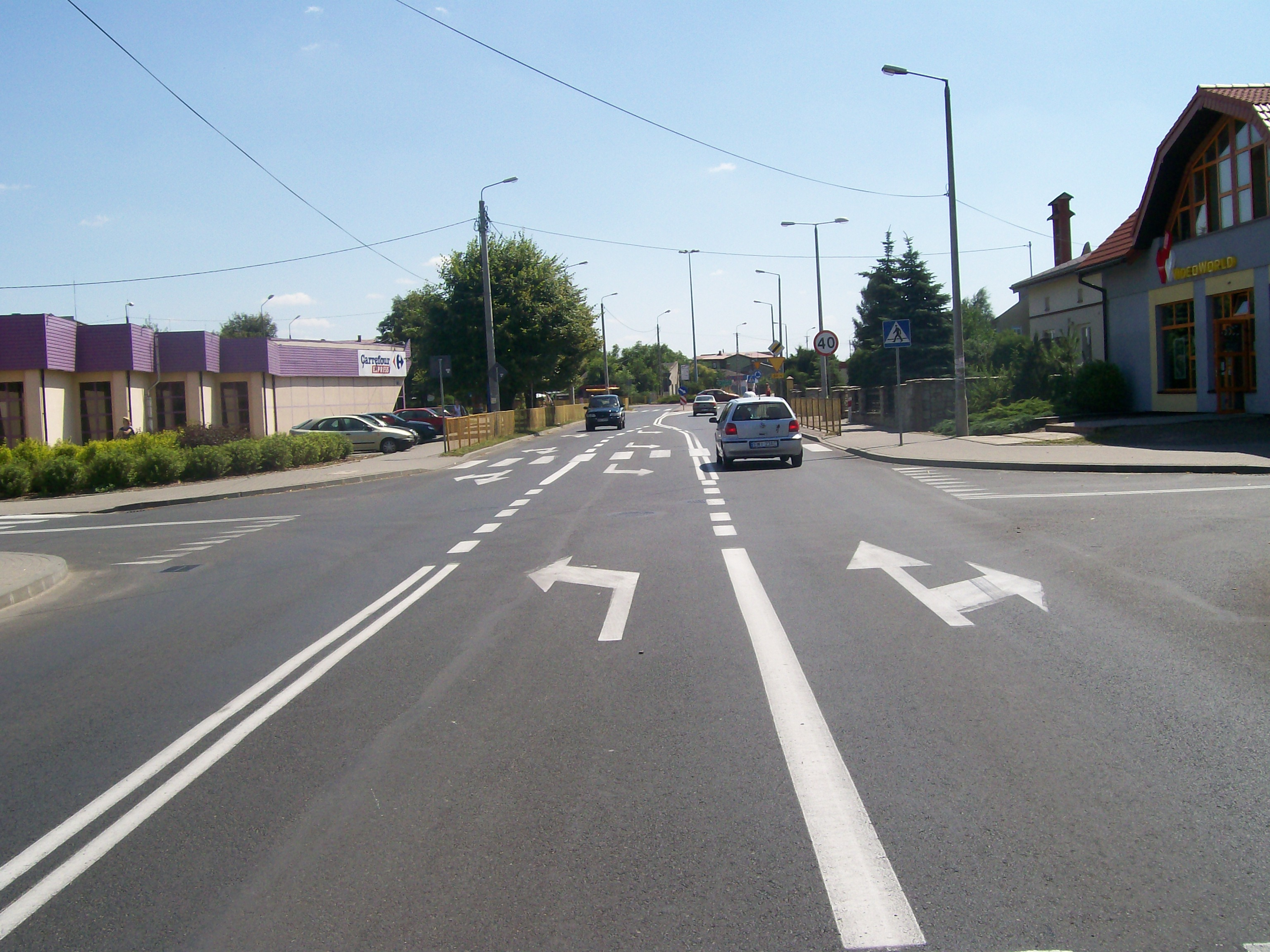
Droga wojewódzka nr 486 w Wieluniu (województwo łódzkie)

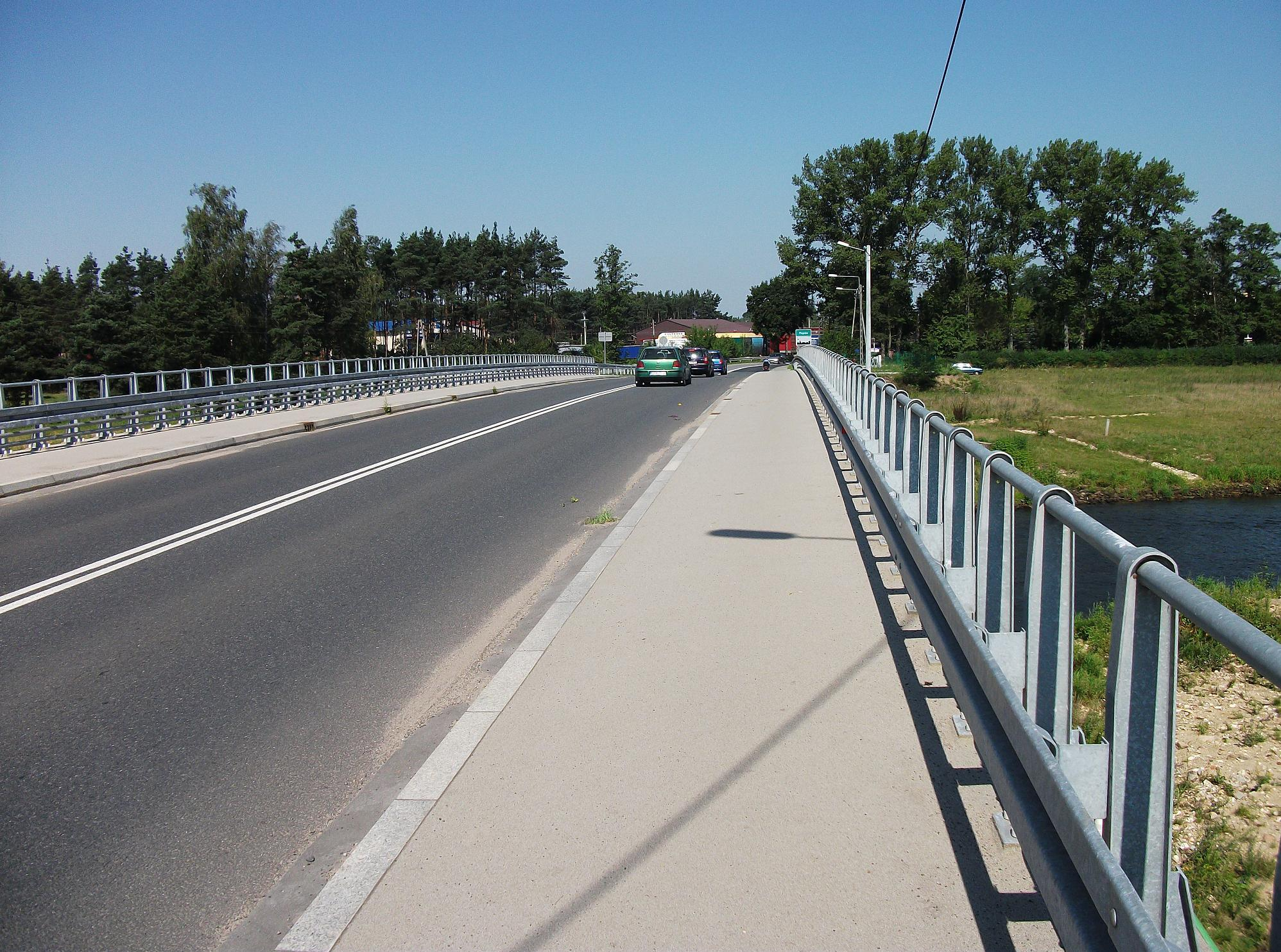
Most w ciągu drogi wojewódzkiej nr 491 przez Liswartę w Zawadach (województwo śląskie, powiat kłobucki)

| droga wojewódzka 400    | Więcławice – Latkowo                                                                                                 |
| droga wojewódzka 401    | 94 (Żłobizna) – Grodków – Skoroszyce – 46 (Pakosławice)                                                              |
| droga wojewódzka 402    | 91 (Fletnowo) – Wielki Lubień – rzeka Wisła – 16 (Grudziądz)                                                         |
| droga wojewódzka 403    | 39 (Łukowice Brzeskie) – 401                                                                                         |
| droga wojewódzka nr 404 | (uchylony) |
| droga wojewódzka 405    | Niemodlin – Tułowice – Korfantów                                                                                     |
| droga wojewódzka 406    | Nysa – Jasienica Dolna – 405 (Włostowa)                                                                              |
| droga wojewódzka 407    | Nysa – Korfantów – Łącznik – 414                                                                                     |
| droga wojewódzka 408    | Kędzierzyn-Koźle – Gliwice                                                                                           |
| droga wojewódzka 409    | Dębina – Krapkowice – Strzelce Opolskie                                                                              |
| droga wojewódzka 410    | Kędzierzyn-Koźle – Kobylice – Biadaczów – rzeka Odra – 408 (Brzeźce)                                                 |
| droga wojewódzka 411    | Nysa – 40 (Głuchołazy)                                                                                               |
| droga wojewódzka 412    | Tupadły – Kobylniki                                                                                                  |
| droga wojewódzka nr 413 | (uchylony) |
| droga wojewódzka 414    | 94 (Wrzoski) – Opole – Prószków – Biała – Prudnik (40)                                                               |
| droga wojewódzka 415    | 45 (Zimnice) – Rogów Opolski – 409 (Krapkowice)                                                                      |
| droga wojewódzka 416    | 45 (Żywocice) – Głogówek – Głubczyce – Kietrz – Racibórz                                                             |
| droga wojewódzka 417    | 40 (Laskowice) – Klisino – Szonów – Szczyty – Racibórz                                                               |
| droga wojewódzka 418    | 45 (Reńska Wieś) – Kędzierzyn-Koźle                                                                                  |
| droga wojewódzka 419    | Nowa Cerekwia – Niekazanice – Branice – granica państwa                                                              |
| droga wojewódzka 420    | Kietrz – Dzierżysław – Pilszcz – granica państwa                                                                     |
| droga wojewódzka 421    | Szczyty – Błażejowice – Nędza                                                                                        |
| droga wojewódzka 422    | 421 (Łany) – Dzielnica – Przewóz – rzeka Odra – Dziergowice                                                          |
| droga wojewódzka 423    | Opole – Krapkowice – Zdzieszowice – Kędzierzyn-Koźle                                                                 |
| droga wojewódzka 424    | Gwoździce – rzeka Odra – Odrowąż – 409 (Gogolin)                                                                     |
| droga wojewódzka 425    | Bierawa – Kuźnia Raciborska – Rudy                                                                                   |
| droga wojewódzka 426    | Zawadzkie – 94 (Strzelce Opolskie) – … – 94 (Strzelce Opolskie) – Olszowa – Kędzierzyn-Koźle                         |
| droga wojewódzka 427    | 45 – Zakrzów – Kochaniec – Roszowice – Dzielnica                                                                     |
| droga wojewódzka nr 428 | (uchylony) |
| droga wojewódzka 429    | Wawelno – Komprachcice – Prószków – 45                                                                               |
| droga wojewódzka 430    | 196 (Poznań) – 431 (Mosina)                                                                                          |
| droga wojewódzka 431    | 306 (Nowe Dymaczewo) – Mosina – 434 (Kórnik)                                                                         |
| droga wojewódzka 432    | 12 (Leszno) – Krzywiń – Śrem – Środa Wielkopolska – 15                                                               |
| droga wojewódzka 433    | 2 (Poznań, węzeł Poznań Krzesiny) – Poznań (ul. Obornicka – granica miasta)                                          |
| droga wojewódzka 434    | 5 (węzeł Kleszczewo) – Kórnik – Śrem – Kunowo – Gostyń – … – Krobia – 36                                             |
| droga wojewódzka 435    | 94 (Opole) – Opole – 45 (Opole) – … – 45 (Opole) – Wawelno – Niemodlin – 46                                          |
| droga wojewódzka 436    | 434 (Pysząca) – Książ Wielkopolski – 11 (Nowe Miasto nad Wartą)                                                      |
| droga wojewódzka 437    | 434 (Dolsk) – Koszkowo – 12                                                                                          |
| droga wojewódzka 438    | Borek Wielkopolski – 15 (Koźmin Wielkopolski)                                                                        |
| droga wojewódzka 439    | 359 (Żmigródek) – Żmigródek – Sułów – Milicz – … – Twardogóra – Syców – Nowy Dwór – 8 (węzeł Syców Zachód)           |
| droga wojewódzka nr 440 | (uchylony) |
| droga wojewódzka 441    | 15 (Miłosław) – 442 (Borzykowo)                                                                                      |
| droga wojewódzka 442    | 15 (Września) – Pyzdry – Gizałki – 12 (Kalisz)                                                                       |
| droga wojewódzka 443    | 11 (węzeł Jarocin) – Jarocin – Gizałki – Rychwał – 72 (Tuliszków)                                                    |
| droga wojewódzka 444    | 36 (Krotoszyn) – Odolanów – 11 (Ostrzeszów)                                                                          |
| droga wojewódzka 445    | 444 (Odolanów) – Ostrów Wielkopolski                                                                                 |
| droga wojewódzka nr 446 | (uchylony) |
| droga wojewódzka 447    | 11 (Antonin) – 449 (Grabów nad Prosną)                                                                               |
| droga wojewódzka nr 448 | (uchylony) |
| droga wojewódzka 449    | 8 (węzeł Syców Wschód) – Syców – Ostrzeszów – Błaszki                                                                |
| droga wojewódzka 450    | Kalisz – Grabów nad Prosną – granica województwa                                                                     |
| droga wojewódzka 451    | 396 (Bierutów) – Namysłów                                                                                            |
| droga wojewódzka nr 452 | (uchylony) |
| droga wojewódzka nr 453 | (uchylony) |
| droga wojewódzka 454    | Opole – Pokój – Namysłów                                                                                             |
| droga wojewódzka 455    | Wrocław (Plac Grunwaldzki) – 372 (Wrocław Wojnów) – Łany – Kamieniec Wrocławski – Czernica – Jelcz Laskowice – Oława |
| droga wojewódzka 456    | 304 – port lotniczy Zielona Góra-Babimost                                                                            |
| droga wojewódzka 457    | 39 (Pisarzowice) – Popielów – Dobrzeń Wielki                                                                         |
| droga wojewódzka 458    | Obórki – Lewin Brzeski – Skorogoszcz – Popielów                                                                      |
| droga wojewódzka 459    | Opole – Narok – Skorogoszcz                                                                                          |
| droga wojewódzka 460    | Kościerzyce – rzeka Odra – Pawłów – Kopanie – 462                                                                    |
| droga wojewódzka 461    | Kup – Jełowa |
| droga wojewódzka 462    | Stobrawa – rzeka Odra – Kopanie – Łosiów – Krzyżowice                                                                |
| droga wojewódzka 463    | Bierdzany – Ozimek – Zawadzkie                                                                                       |
| droga wojewódzka 464    | Narok – rzeka Odra – Chróścice                                                                                       |
| droga wojewódzka 465    | Żelazna – rzeka Odra – Dobrzeń Mały                                                                                  |
| droga wojewódzka 466    | 92 (Słupca) – Ciążeń – 442 (Pyzdry)                                                                                  |
| droga wojewódzka 467    | 466 (Ciążeń) – 92 (Golina)                                                                                           |
| droga wojewódzka 468    | 91 (Gdańsk) – Sopot – Gdynia – Wejherowo – 6 (węzeł Bożepole Wielkie)                                                |
| droga wojewódzka 469    | Uniejów – Stary Gostków – Wróblew                                                                                    |
| droga wojewódzka 470    | 92 (Kościelec) – Marulew – Turek – 12 (Kalisz)                                                                       |
| droga wojewódzka 471    | 12 (Opatówek) – Koźminek – Lisków – 83 (Dąbrowa)                                                                     |
| droga wojewódzka 472    | 468 – port lotniczy Gdańsk-Rębiechowo                                                                                |
| droga wojewódzka 473    | Koło – Dąbie – Uniejów – Szadek – Łask – Piotrków Trybunalski                                                        |
| droga wojewódzka 474    | 6 – 468 (przejście przez Gdynię)                                                                                     |
| droga wojewódzka 475    | 488 (Zgierz) – Aleksandrów Łódzki – 72 – … – 72 – 14 (węzeł Pabianice Północ)                                        |
| droga wojewódzka 476    | 74 – Bełchatów – 74                                                                                                  |
| droga wojewódzka 477    | Złoczew – 8 |
| droga wojewódzka 478    | 83 (Dąbrowa) – Księża Wólka – Krępa                                                                                  |
| droga wojewódzka 479    | Dąbrówka – Sieradz                                                                                                   |
| droga wojewódzka 480    | Sieradz – Widawa – Szczerców                                                                                         |
| droga wojewódzka 481    | Łask – Widawa – Widoradz                                                                                             |
| droga wojewódzka 482    | Łódź (granica miasta) – Łask – Zduńska Wola – Sieradz – Złoczew – Wieruszów – Kępno – 8 (węzeł Syców Wschód)         |
| droga wojewódzka 483    | Łask – Szczerców – Nowa Brzeźnica – Częstochowa                                                                      |
| droga wojewódzka 484    | Buczek – Zelów – Bełchatów – Kamieńsk                                                                                |
| droga wojewódzka 485    | Pabianice – Wadlew – Bełchatów                                                                                       |
| droga wojewódzka 486    | 43 (Wieluń) – Działoszyn                                                                                             |
| droga wojewódzka 487    | Byczyna – Gorzów Śląski – Olesno                                                                                     |
| droga wojewódzka 488    | 91 (Emilia) – Zgierz – Łódź – … – Łódź – 8 (węzeł Rzgów)                                                             |
| droga wojewódzka 489    | 46 (Głębinów) – 41 (Niwnica)                                                                                         |
| droga wojewódzka 490    | Ostrów Wielkopolski (ul. Sosnowa) – Przygodzice – 11 (węzeł Przygodzice)                                             |
| droga wojewódzka 491    | 42 (Działoszyn) – Łobodno – Częstochowa                                                                              |
| droga wojewódzka 492    | Ważne Młyny – Łobodno – Kłobuck – Wręczyca Wielka – Blachownia                                                       |
| droga wojewódzka 493    | 11 (Kolonia Ciarki) – Olesno – 11 (Szyszków)                                                                         |
| droga wojewódzka 494    | Bierdzany – Olesno – Wręczyca Wielka – Częstochowa                                                                   |
| droga wojewódzka 498    | 16 (Grudziądz) – 55 (Grudziądz)                                                                                      |
| droga wojewódzka 499    | 91 (Ostaszewo) – Sławkowo – 599 (Mirakowo)                                                                           |

### 500–599

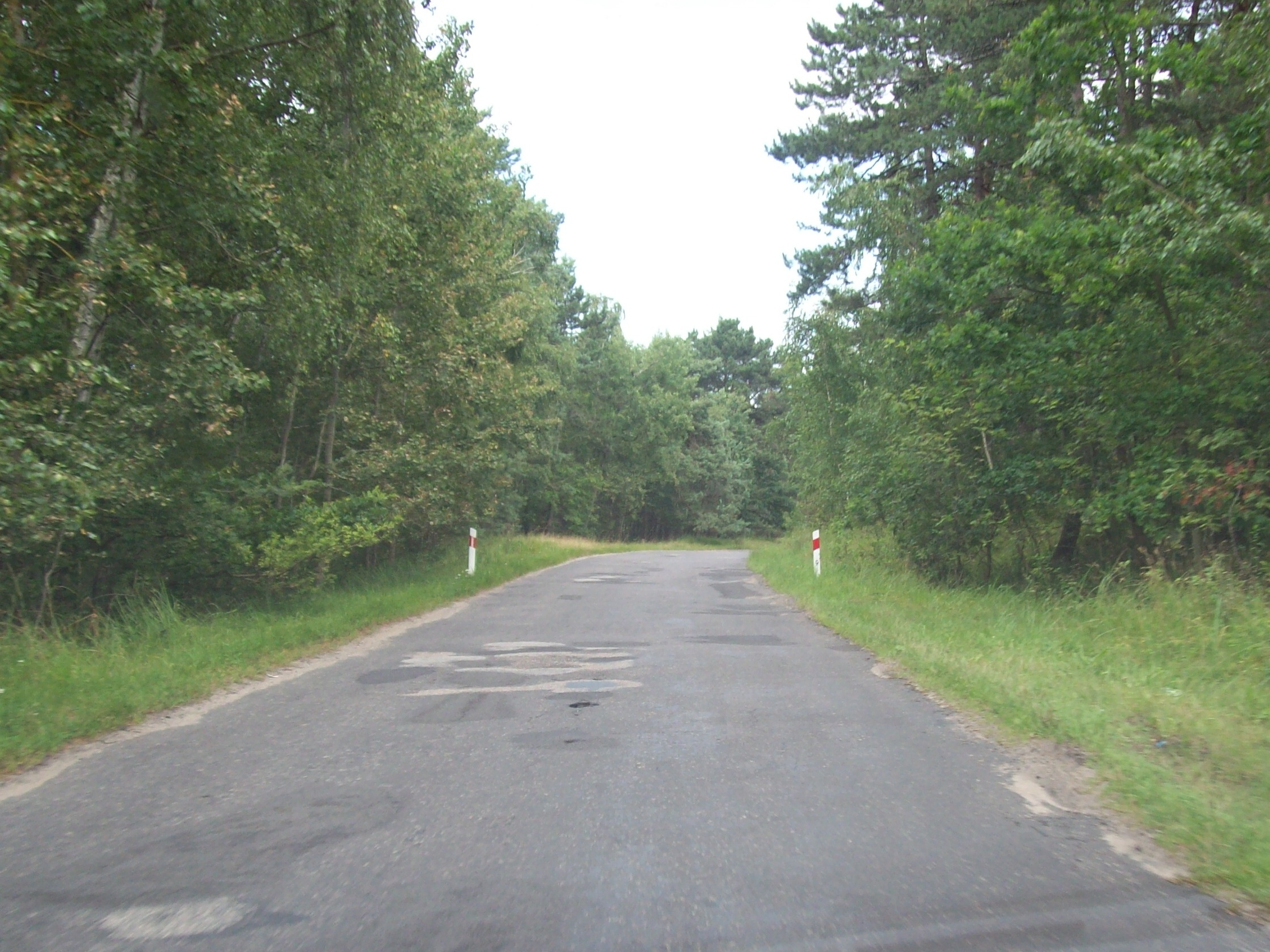
Droga wojewódzka nr 501 w Krynicy Morskiej (województwo pomorskie)

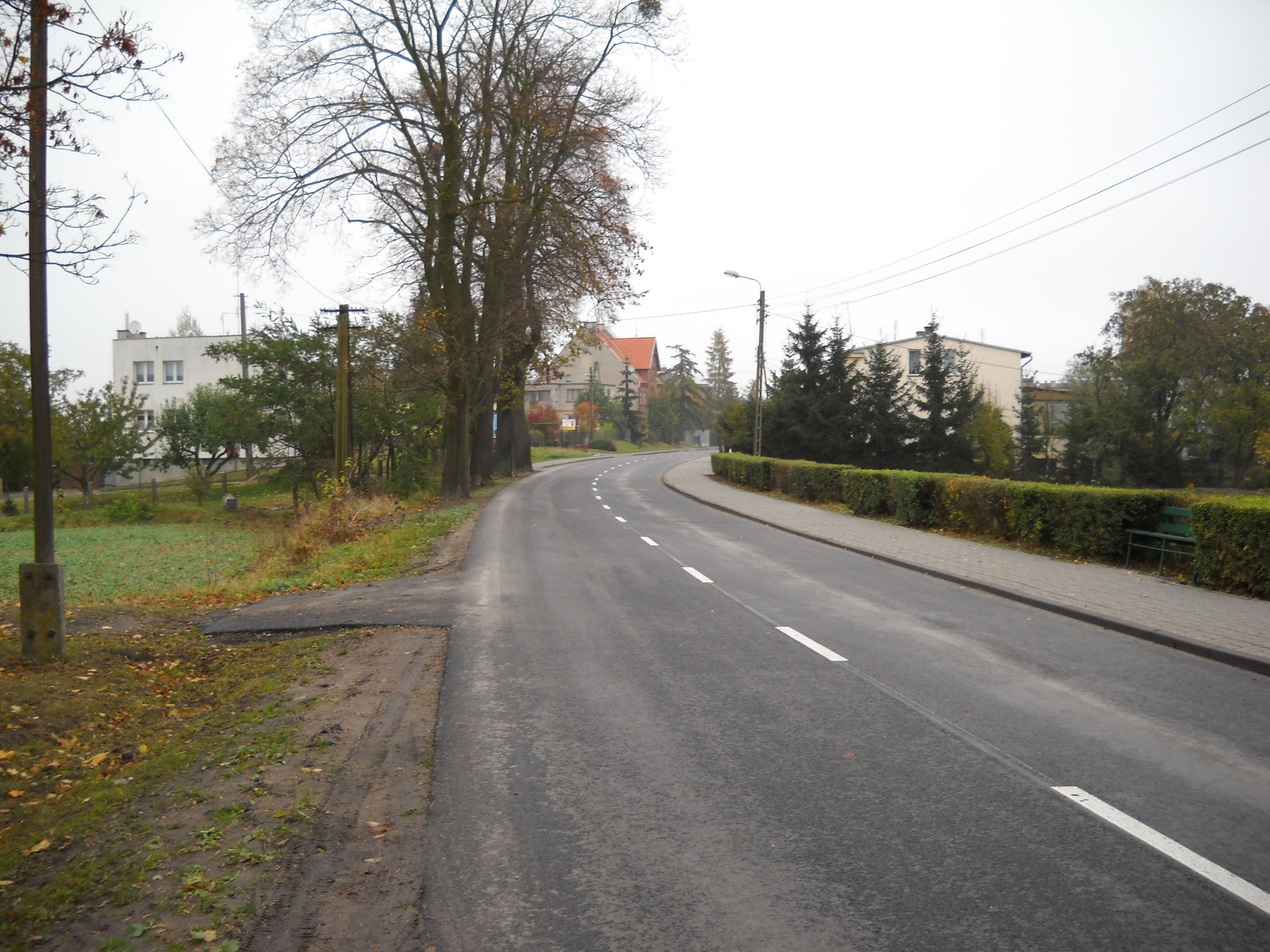
Droga wojewódzka nr 538 w Łasinie (województwo kujawsko-pomorskie)

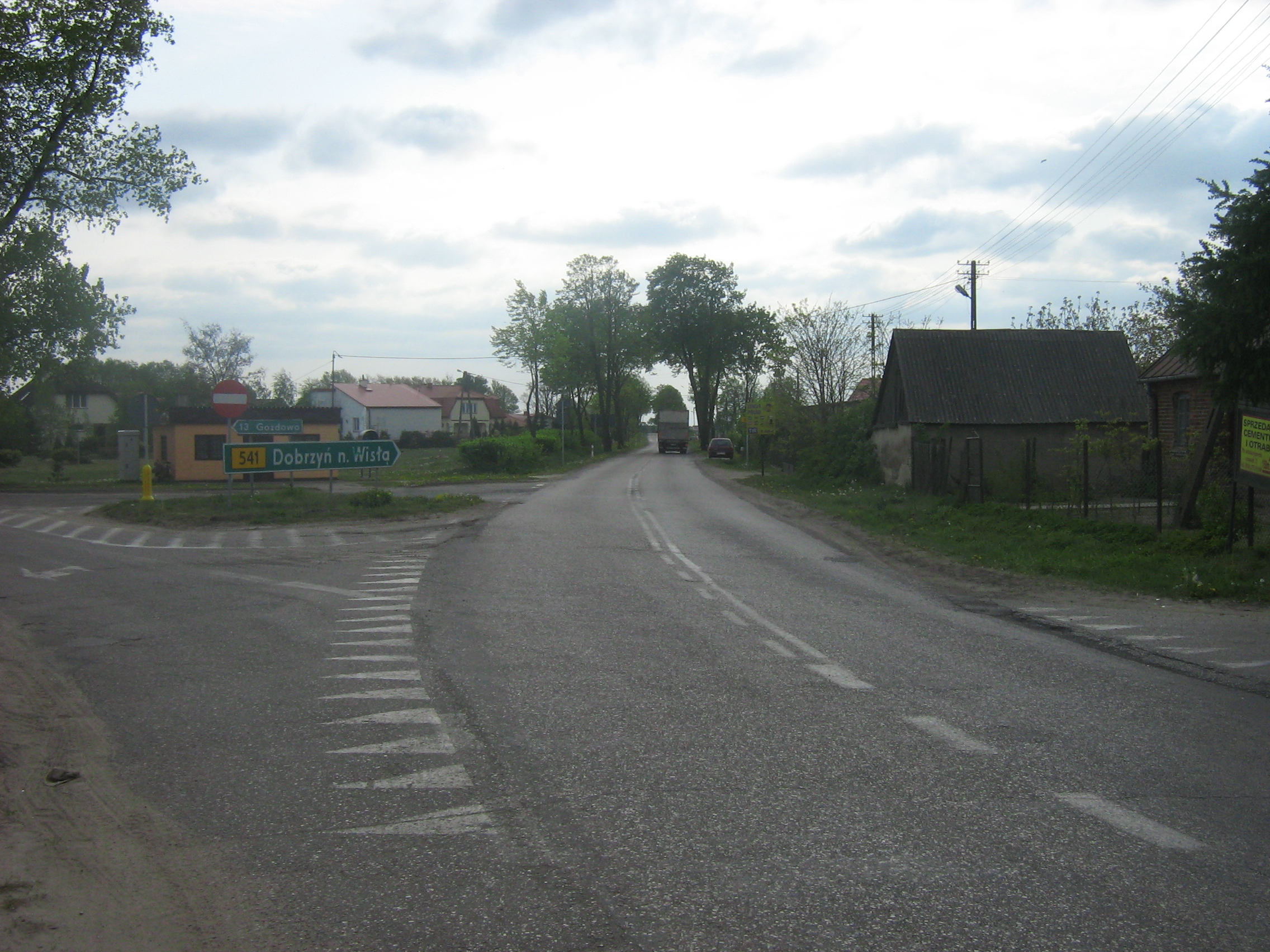
Droga wojewódzka nr 541 w Piaskach (województwo mazowieckie, powiat sierpecki)

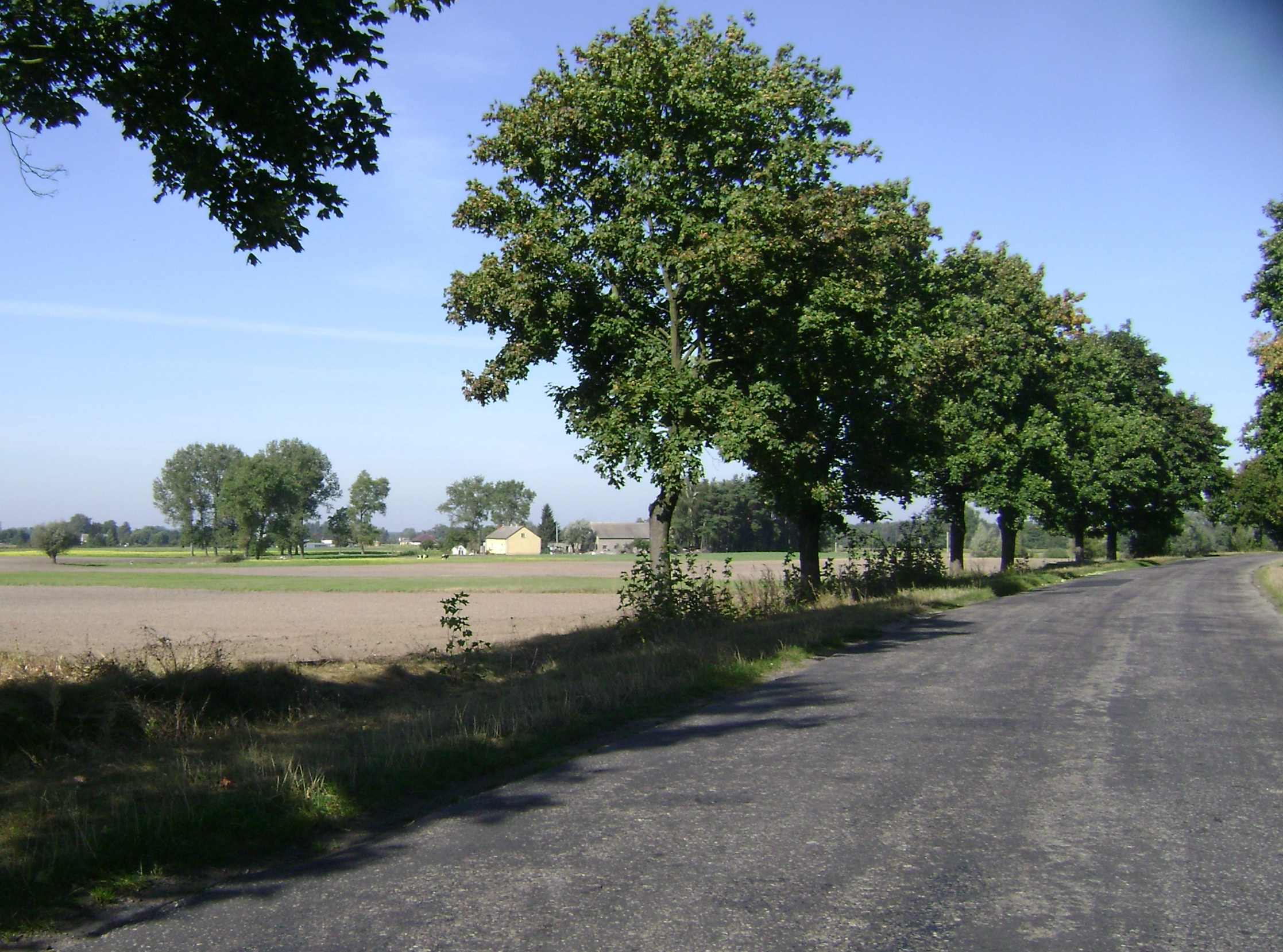
Droga wojewódzka nr 558 (województwo kujawsko-pomorskie)

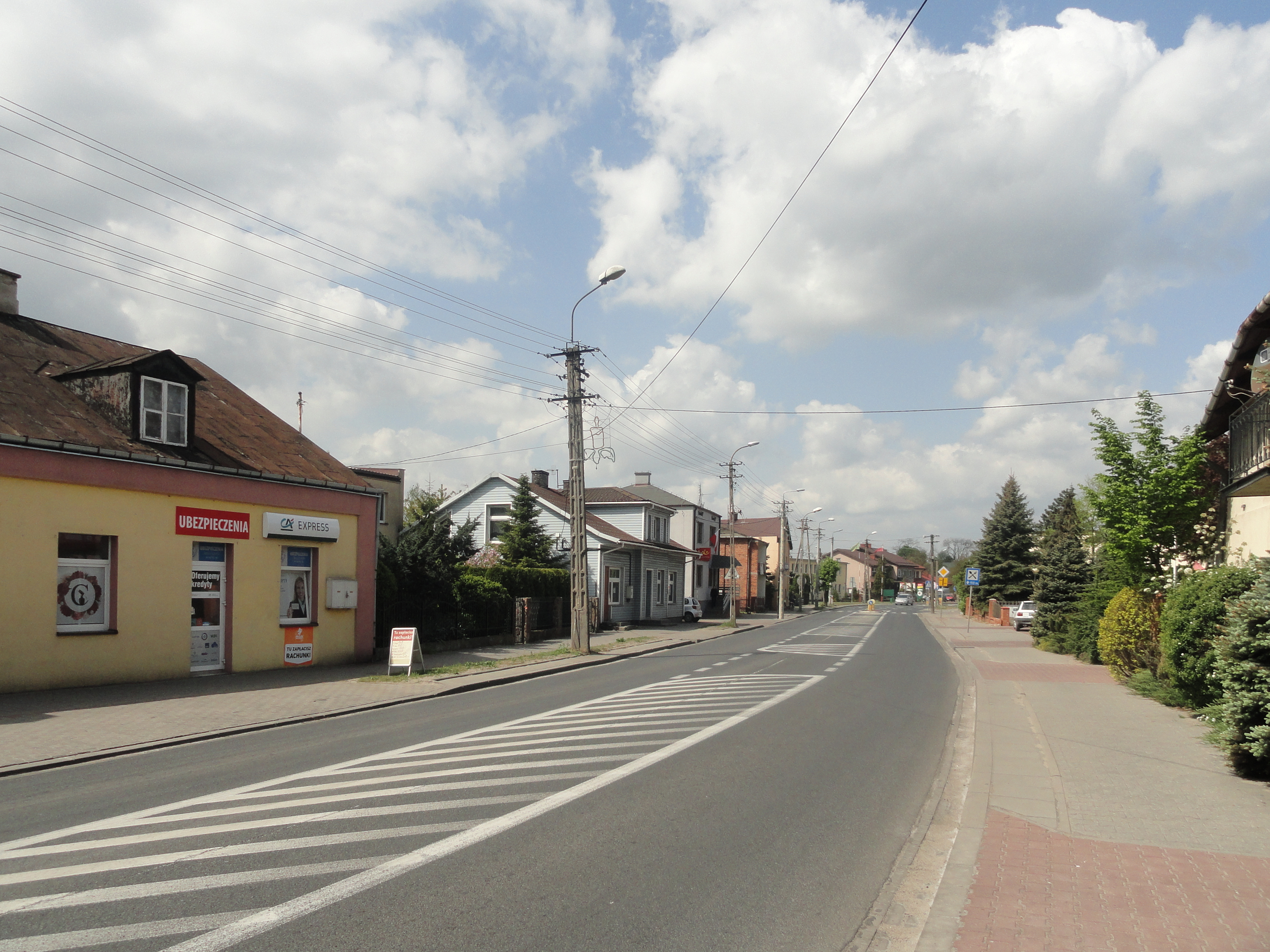
Droga wojewódzka nr 577 w Sannikach (województwo mazowieckie)

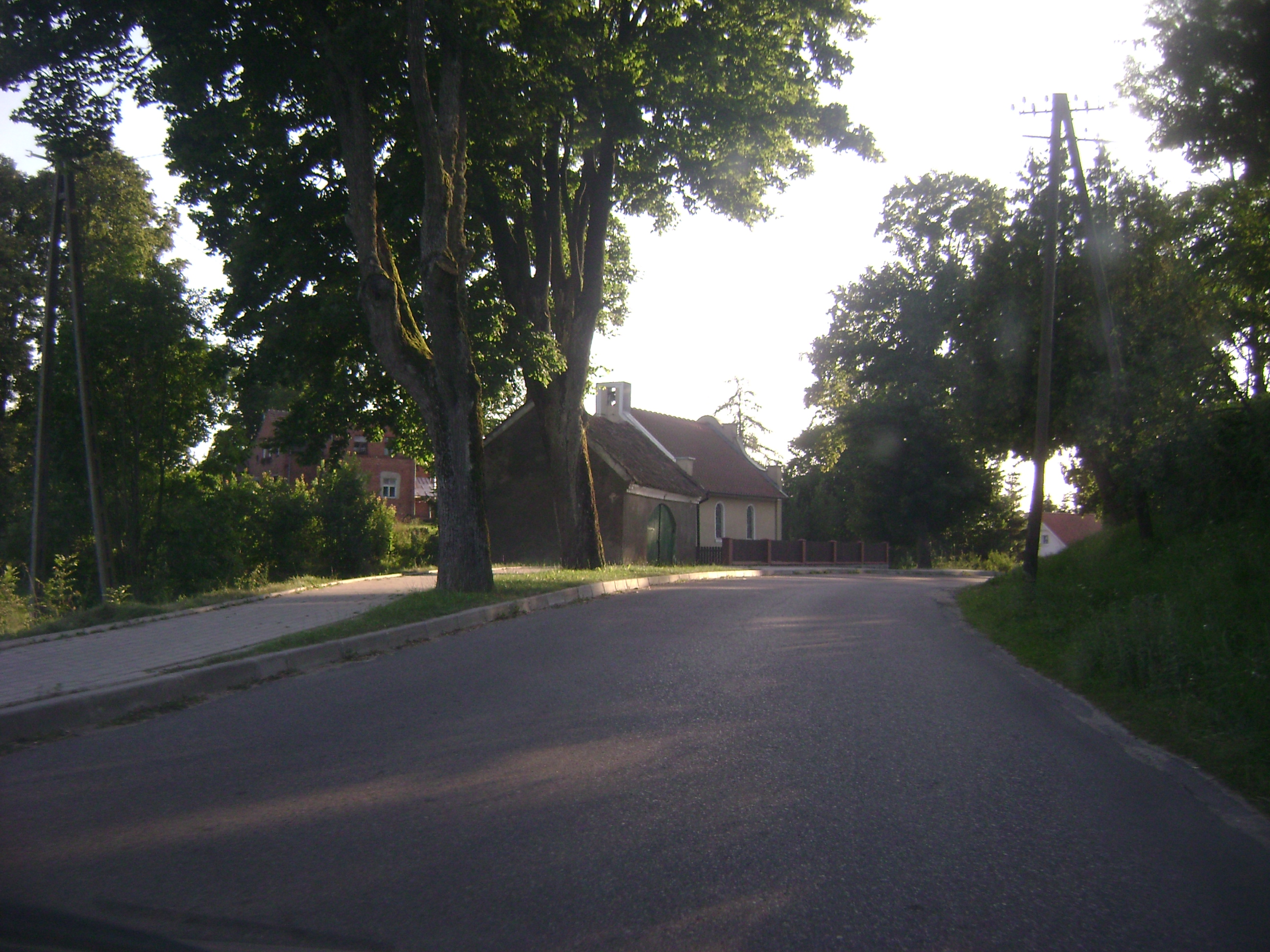
Droga wojewódzka nr 590 (województwo warmińsko-mazurskie)

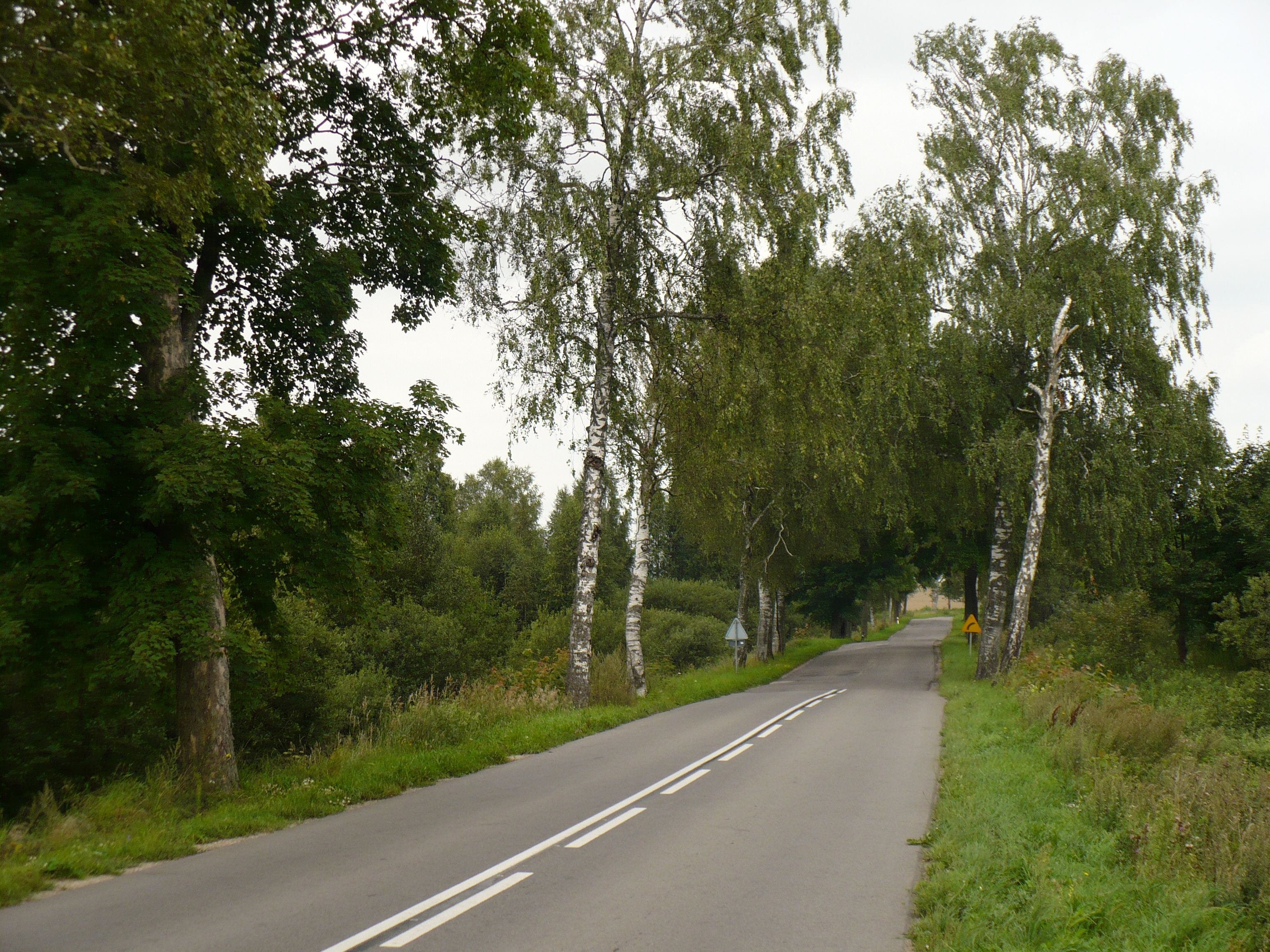
Droga wojewódzka nr 595 (województwo warmińsko-mazurskie)

| droga wojewódzka 500    | 7 – 22 (przejście przez Elbląg)                                                                    |  |
| droga wojewódzka 501    | 6 (Gdańsk) – Przejazdowo – Mikoszewo – Krynica Morska – Nowa Karczma                               |  |
| droga wojewódzka 502    | Stegna – Nowy Dwór Gdański                                                                         |  |
| droga wojewódzka 503    | Elbląg – Tolkmicko – Pogrodzie                                                                     |  |
| droga wojewódzka 504    | Elbląg – Pogrodzie – Braniewo                                                                      |  |
| droga wojewódzka 505    | Frombork – Młynary – Pasłęk                                                                        |  |
| droga wojewódzka 506    | Chruściel – Stare Siedlisko – Nowica                                                               |  |
| droga wojewódzka 507    | Braniewo – Pieniężno – Orneta – Dobre Miasto                                                       |  |
| droga wojewódzka 508    | Jedwabno – Wielbark                                                                                |  |
| droga wojewódzka 509    | Elbląg – Młynary – Drwęczno                                                                        |  |
| droga wojewódzka 510    | granica państwa – Lelkowo – Pieniężno                                                              |  |
| droga wojewódzka 511    | granica państwa – Górowo Iławeckie – Lidzbark Warmiński                                            |  |
| droga wojewódzka 512    | Pieniężno – Górowo Iławeckie – Bartoszyce – Szczurkowo                                             |  |
| droga wojewódzka 513    | 527 (Krosno) – Pasłęk – Orneta – Lidzbark Warmiński – Kiwity – Wozławki                            |  |
| droga wojewódzka 514    | stacja kolejowa Grudziądz Mniszek – 55                                                             |  |
| droga wojewódzka 515    | Malbork – Dzierzgoń – 521 (Różnowo)                                                                |  |
| droga wojewódzka nr 516 | (uchylony)                                                                                         |  |
| droga wojewódzka 517    | Sztum – Tropy Sztumskie                                                                            |  |
| droga wojewódzka 518    | Gniew – rzeka Wisła – Janowo – Gurcz – Kwidzyn                                                     |  |
| droga wojewódzka 519    | Stary Dzierzgoń – Małdyty – Morąg                                                                  |  |
| droga wojewódzka 520    | Prabuty – Kamieniec                                                                                |  |
| droga wojewódzka 521    | Kwidzyn – Prabuty – Susz – Iława                                                                   |  |
| droga wojewódzka 522    | Górki – Prabuty – Trumieje – Sobiewola                                                             |  |
| droga wojewódzka 523    | Gardeja – Trumieje                                                                                 |  |
| droga wojewódzka 524    | Brachlewo – Licze                                                                                  |  |
| droga wojewódzka 525    | stacja kolejowa Ryjewo – Szkaradowo – 518                                                          |  |
| droga wojewódzka 526    | Pasłęk – Śliwica – Lepno – Myślice – Przezmark                                                     |  |
| droga wojewódzka 527    | Dzierzgoń – Rychliki – Pasłęk – Morąg – Łukta – Olsztyn – 16 (węzeł Olsztyn Południe)              |  |
| droga wojewódzka 528    | Orneta – Miłakowo – Morąg                                                                          |  |
| droga wojewódzka 529    | 518 – stacja kolejowa Brachlewo                                                                    |  |
| droga wojewódzka 530    | Ostróda – Łukta – Dobre Miasto                                                                     |  |
| droga wojewódzka 531    | Łukta – Podlejki                                                                                   |  |
| droga wojewódzka 532    | stacja kolejowa Kwidzyn – Rozpędziny – Sadlinki – Okrągła Łąka – Gardeja                           |  |
| droga wojewódzka 533    | Okonin – Mełno                                                                                     |  |
| droga wojewódzka 534    | Grudziądz – Wąbrzeźno – Golub-Dobrzyń – Rypin                                                      |  |
| droga wojewódzka 535    | stacja kolejowa Rogóźno Pomorskie – 16                                                             |  |
| droga wojewódzka 536    | Iława – Sampława                                                                                   |  |
| droga wojewódzka 537    | Lubawa – Frygnowo – Pawłowo                                                                        |  |
| droga wojewódzka 538    | Radzyń Chełmiński – Łasin – Nowe Miasto Lubawskie – Uzdowo – Rozdroże – 7 (węzeł Nidzica Południe) |  |
| droga wojewódzka 539    | Blinno – Ligowo – Tłuchowo                                                                         |  |
| droga wojewódzka 540    | Bielsk – Proboszczewice – Sikórz                                                                   |  |
| droga wojewódzka 541    | Lubawa – Lidzbark – Żuromin – Bieżuń – Sierpc – Tłuchowo – Dobrzyń nad Wisłą                       |  |
| droga wojewódzka 542    | Rychnowo – Działdowo                                                                               |  |
| droga wojewódzka 543    | Paparzyn – Radzyń Chełmiński – Jabłonowo Pomorskie – Grzybno – Szabda – … – 560 (Brodnica)         |  |
| droga wojewódzka 544    | Brodnica – Lidzbark – Działdowo – Mława – Przasnysz – Krasnosielc – Ostrołęka                      |  |
| droga wojewódzka 545    | Działdowo – Nidzica – Jedwabno                                                                     |  |
| droga wojewódzka 546    | Zławieś Wielka – Rzęczkowo – Łubianka                                                              |  |
| droga wojewódzka 547    | stacja kolejowa Grudziądz Owczarki – 16                                                            |  |
| droga wojewódzka 548    | Stolno – Wąbrzeźno – … – Niedźwiedź – Pląchoty                                                     |  |
| droga wojewódzka 549    | Fordon – rzeka Wisła – 551 (Strzyżawa)                                                             |  |
| droga wojewódzka 550    | Chełmno – Brzozowo – Kokocko – Unisław                                                             |  |
| droga wojewódzka 551    | Strzyżawa – Dąbrowa Chełmińska – Unisław – Wybcz – Chełmża – Wąbrzeźno                             |  |
| droga wojewódzka 552    | Różankowo – Łysomice – Grębocin – Lubicz                                                           |  |
| droga wojewódzka 553    | Toruń – Łubianka – Wybcz                                                                           |  |
| droga wojewódzka 554    | Orzechowo – Sierakowo – Kowalewo Pomorskie – Golub-Dobrzyń – Kikół                                 |  |
| droga wojewódzka 555    | 559 (Srebrna) – Siecień – 562 (Murzynowo)                                                          |  |
| droga wojewódzka 556    | Ostrowite – Zbójno                                                                                 |  |
| droga wojewódzka 557    | Rypin – Lipno                                                                                      |  |
| droga wojewódzka 558    | Lipno – Dyblin                                                                                     |  |
| droga wojewódzka 559    | Lipno – Jasień – Brudzeń Duży – Sikórz – Płock                                                     |  |
| droga wojewódzka 560    | Brodnica – Rypin – Sierpc – Bielsk                                                                 |  |
| droga wojewódzka 561    | Bieżuń – Szumanie                                                                                  |  |
| droga wojewódzka 562    | Szpetal Górny – Dobrzyń nad Wisłą – Biskupice – Płock                                              |  |
| droga wojewódzka 563    | Rypin – Żuromin – Mława                                                                            |  |
| droga wojewódzka 564    | 562 (Płock) – rzeka Wisła                                                                          |  |
| droga wojewódzka 565    | Secymin Nowy – rzeka Wisła – Chociszewo                                                            |  |
| droga wojewódzka 566    | stacja kolejowa Czernikowo – 10                                                                    |  |
| droga wojewódzka 567    | Płock – Rogozino – Ciółkowo – Góra                                                                 |  |
| droga wojewódzka 568    | Goślice – Ciółkowo                                                                                 |  |
| droga wojewódzka 569    | Golub-Dobrzyń – Ciechocin – 10 (Dobrzejewice)                                                      |  |
| droga wojewódzka 570    | Wróblewo – Naruszewo – Czerwińsk nad Wisłą                                                         |  |
| droga wojewódzka 571    | Naruszewo – Nasielsk – Winnica – Pułtusk                                                           |  |
| droga wojewódzka 572    | stacja kolejowa Lubicz – 10                                                                        |  |
| droga wojewódzka 573    | Nowy Duninów – Gostynin – Żychlin                                                                  |  |
| droga wojewódzka 574    | Dobrzyków – Gąbin – Szczawin Borowy-Kolonia                                                        |  |
| droga wojewódzka 575    | Płock – Dobrzyków – Słubice – Iłów – Kamion – Śladów – Secymin Polski – Nowy Kazuń                 |  |
| droga wojewódzka 576    | stacja kolejowa Unisław – 551                                                                      |  |
| droga wojewódzka 577    | Łąck – Gąbin – Sanniki – Ruszki                                                                    |  |
| droga wojewódzka 578    | stacja kolejowa Ostromecko – 551                                                                   |  |
| droga wojewódzka 579    | 7 (Kazuń Polski) – Leszno – Błonie – Grodzisk Mazowiecki – Radziejowice                            |  |
| droga wojewódzka 580    | Warszawa – Leszno – Kampinos – Żelazowa Wola – Sochaczew                                           |  |
| droga wojewódzka 581    | Gostynin – Łanięta – Krośniewice                                                                   |  |
| droga wojewódzka 582    | stacja kolejowa Ostaszewo – 91                                                                     |  |
| droga wojewódzka 583    | Bedlno – Żychlin – Sanniki                                                                         |  |
| droga wojewódzka 584    | Sanniki – Kiernozia – Łowicz                                                                       |  |
| droga wojewódzka 585    | stacja kolejowa Toruń Główny – 91                                                                  |  |
| droga wojewódzka 586    | stacja kolejowa Brzoza Toruńska – 1                                                                |  |
| droga wojewódzka 587    | 7 (węzeł Mława Północ) – 7 (węzeł Strzegowo Południe)                                              |  |
| droga wojewódzka 588    | 90 (Opalenie) – rzeka Wisła – Grabówko – Kwidzyn                                                   |  |
| droga wojewódzka 589    | 91 (Grzywna) – Chełmża                                                                             |  |
| droga wojewódzka 590    | Barciany – Korsze – Reszel – Biskupiec                                                             |  |
| droga wojewódzka 591    | granica państwa – Barciany – Kętrzyn – 59 (Mrągowo)                                                |  |
| droga wojewódzka 592    | Bartoszyce – Kraskowo – Kętrzyn – 59 (Giżycko)                                                     |  |
| droga wojewódzka 593    | Miłakowo – Dobre Miasto – Jeziorany – Lutry – Reszel                                               |  |
| droga wojewódzka 594    | Bisztynek – Robawy – Kętrzyn                                                                       |  |
| droga wojewódzka 595    | Jeziorany – Barczewo                                                                               |  |
| droga wojewódzka nr 596 | (uchylony)                                                                                         |  |
| droga wojewódzka 597    | Rzęczkowo – Cichoradz – Siemoń – Unisław                                                           |  |
| droga wojewódzka 598    | Olsztyn – Butryny – Zgniłocha                                                                      |  |
| droga wojewódzka 599    | Mirakowo – Grodno                                                                                  |  |

### 600–699

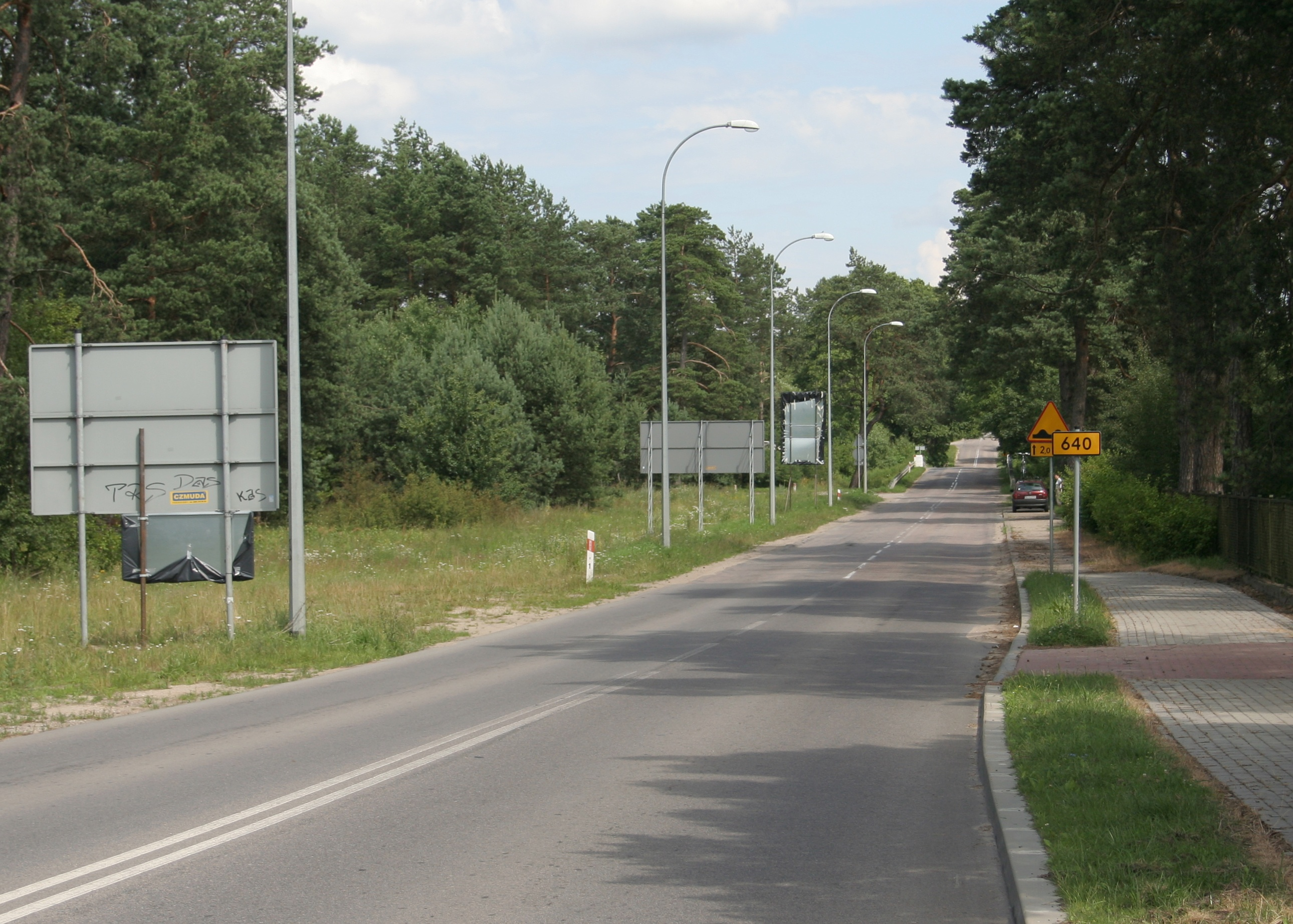
Droga wojewódzka nr 640 w Siemiatyczach (województwo podlaskie)

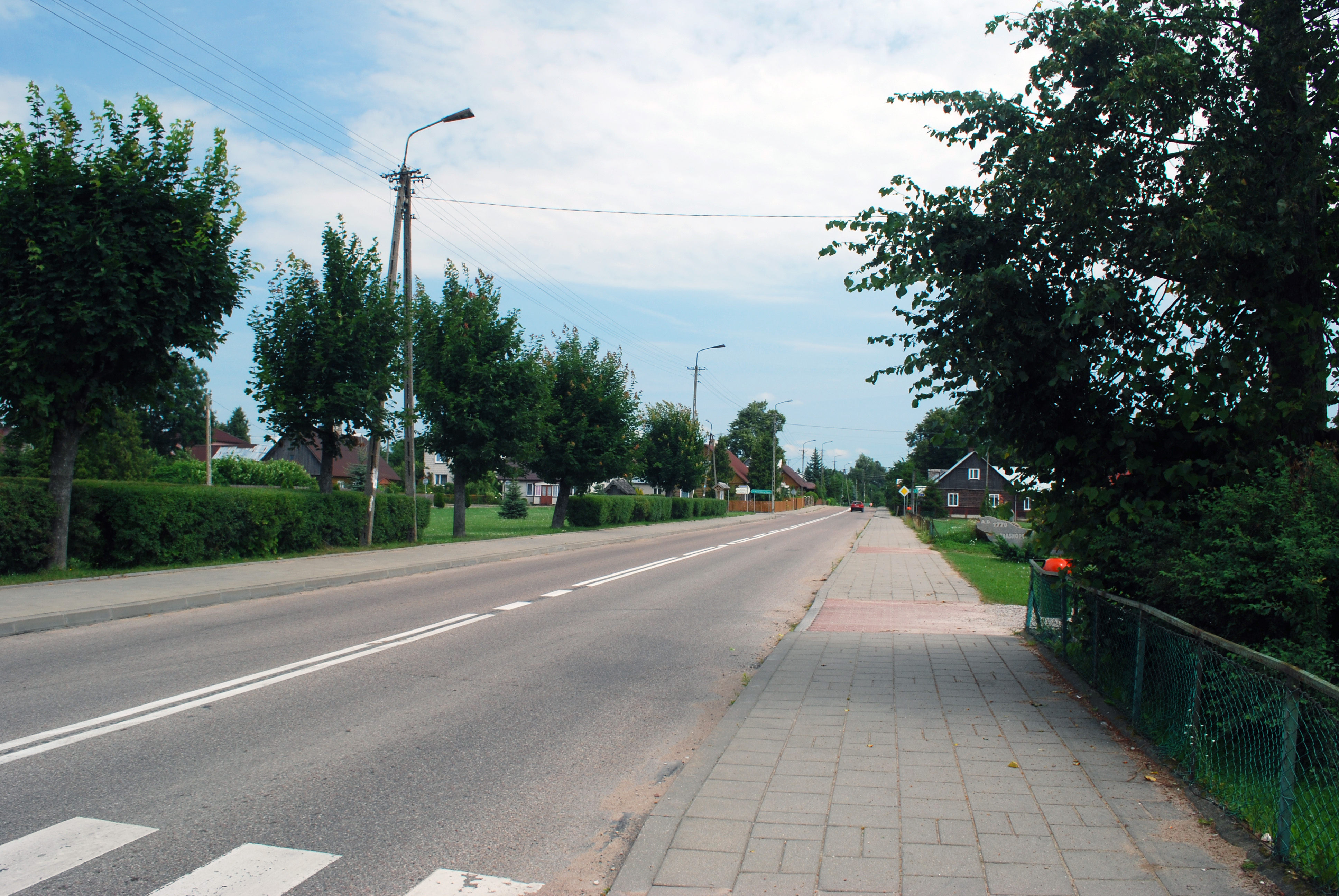
Droga wojewódzka nr 653 w Krasnopolu (województwo podlaskie)

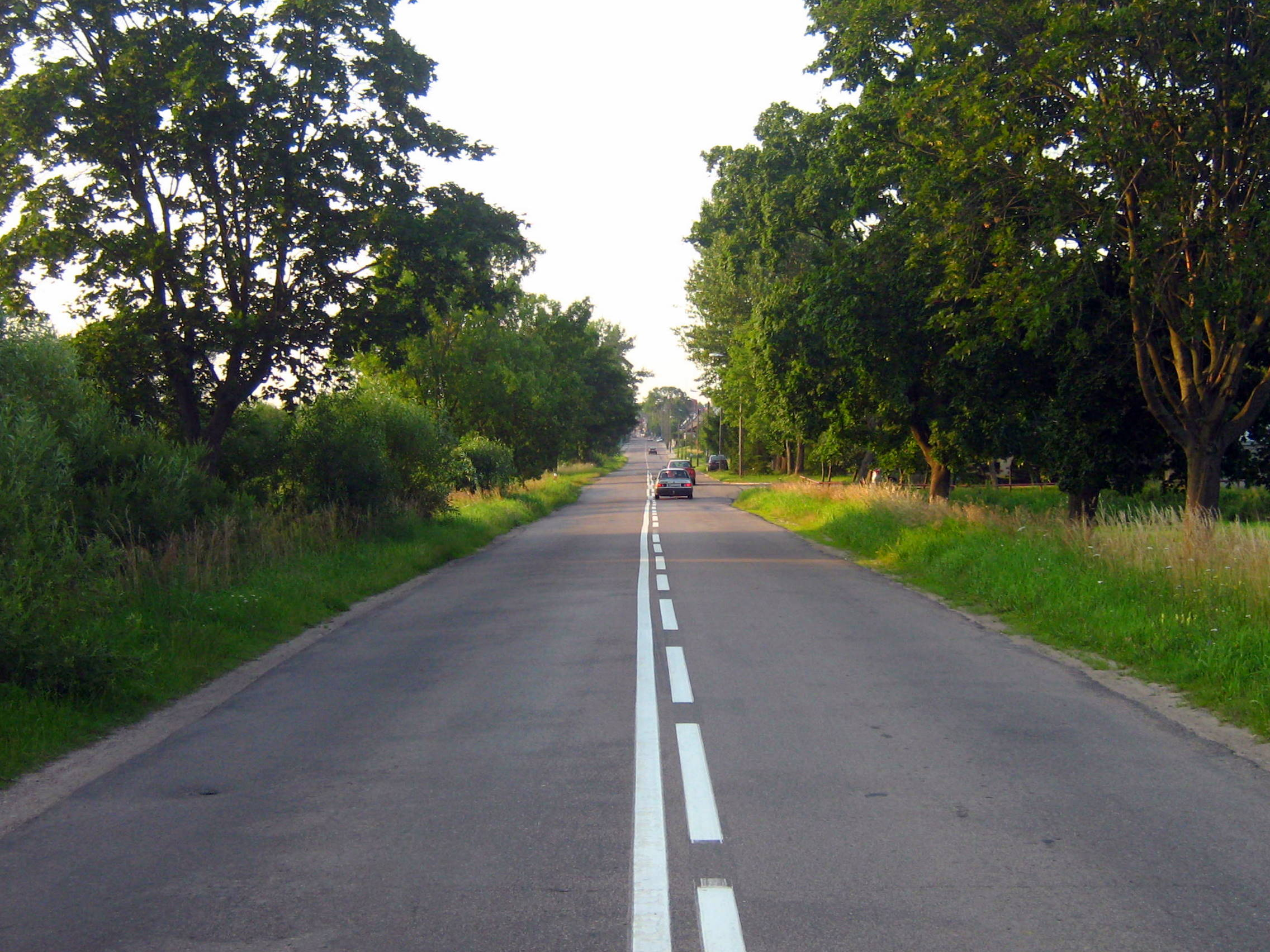
Droga wojewódzka nr 663 w Sejnach (województwo podlaskie)

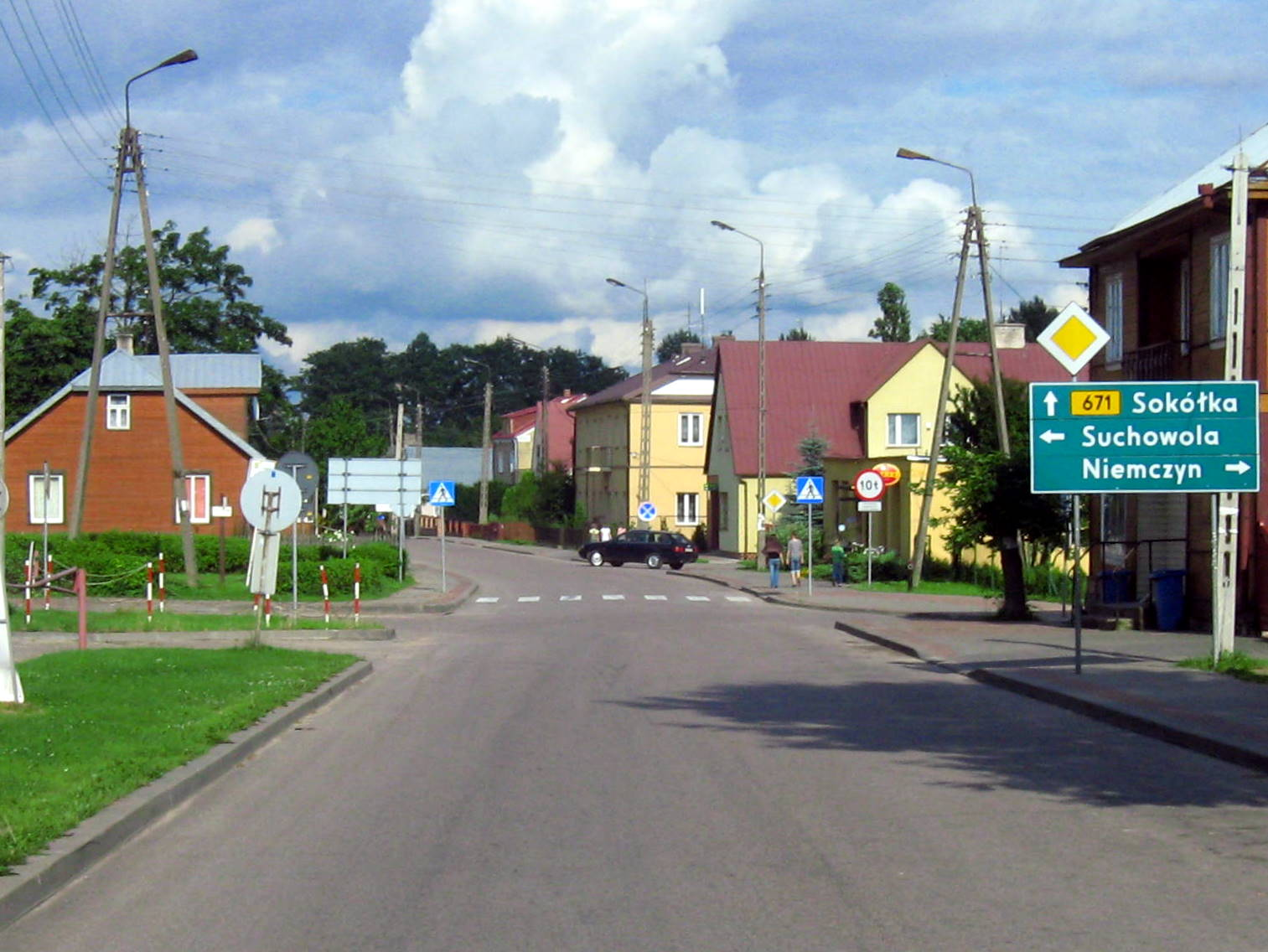
Droga wojewódzka nr 671 w Janowie (województwo podlaskie)

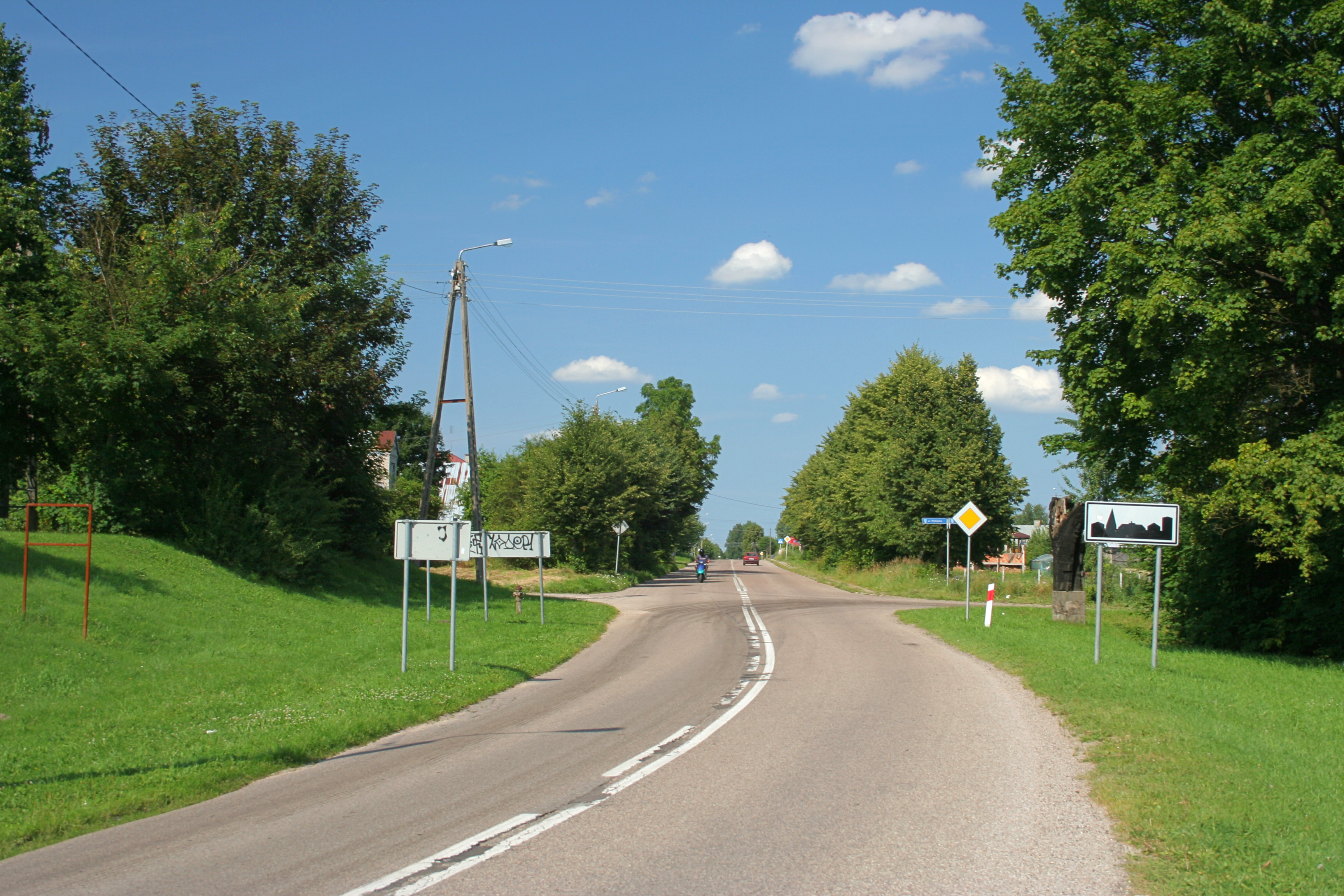
Droga wojewódzka nr 673 w Lipsku (województwo podlaskie)

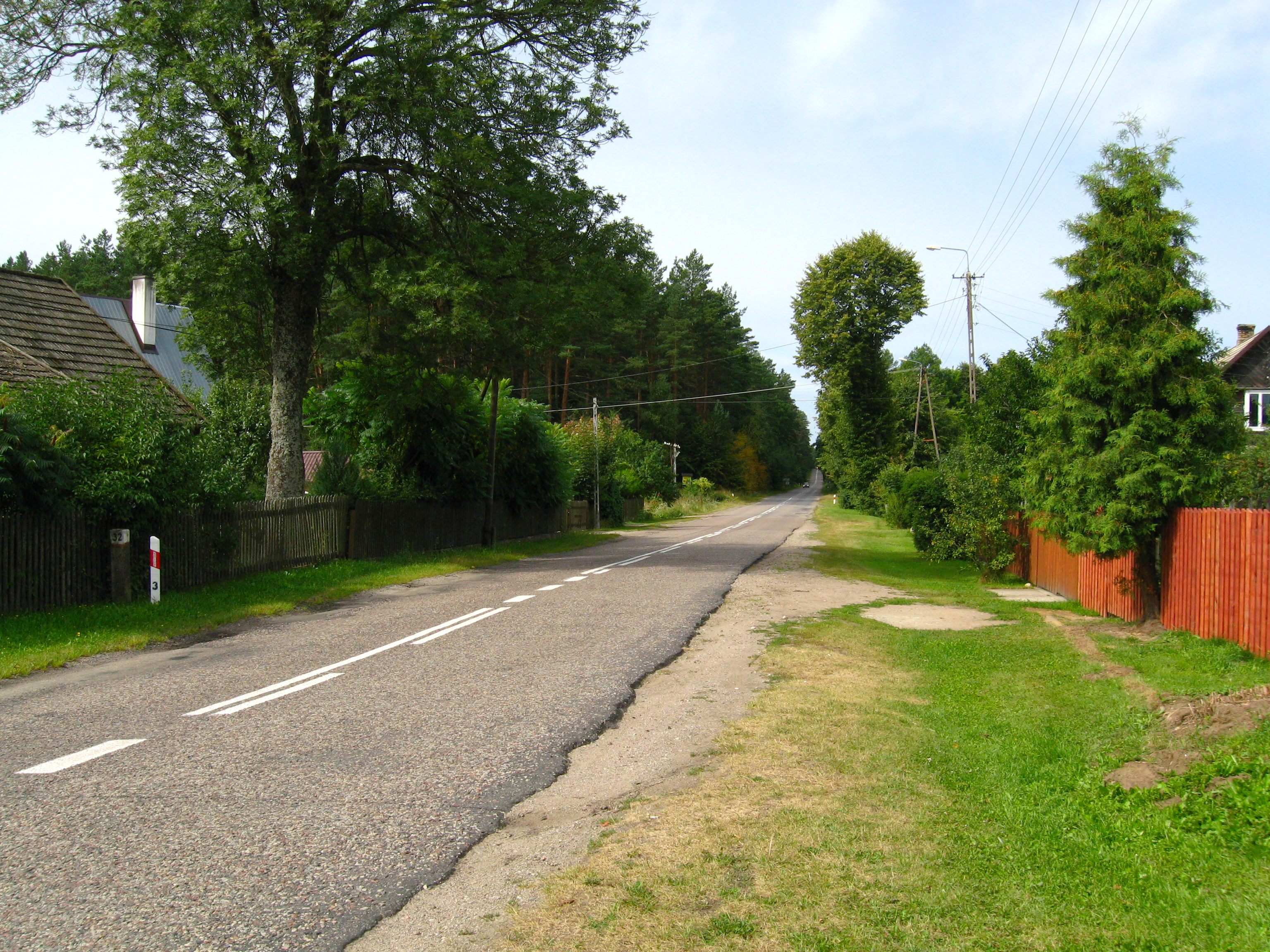
Droga wojewódzka nr 676 (województwo podlaskie)

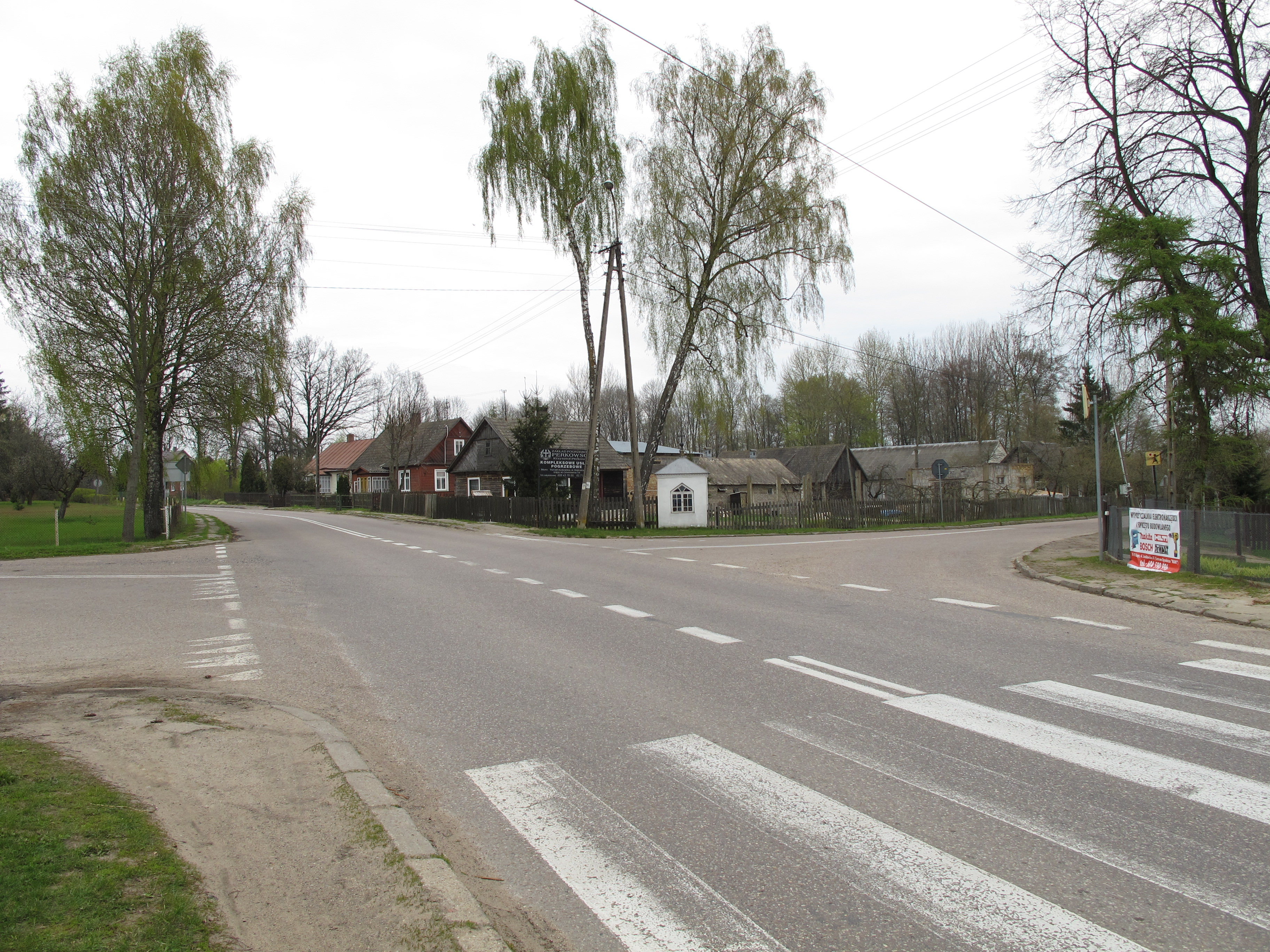
Droga wojewódzka nr 682 (województwo podlaskie)

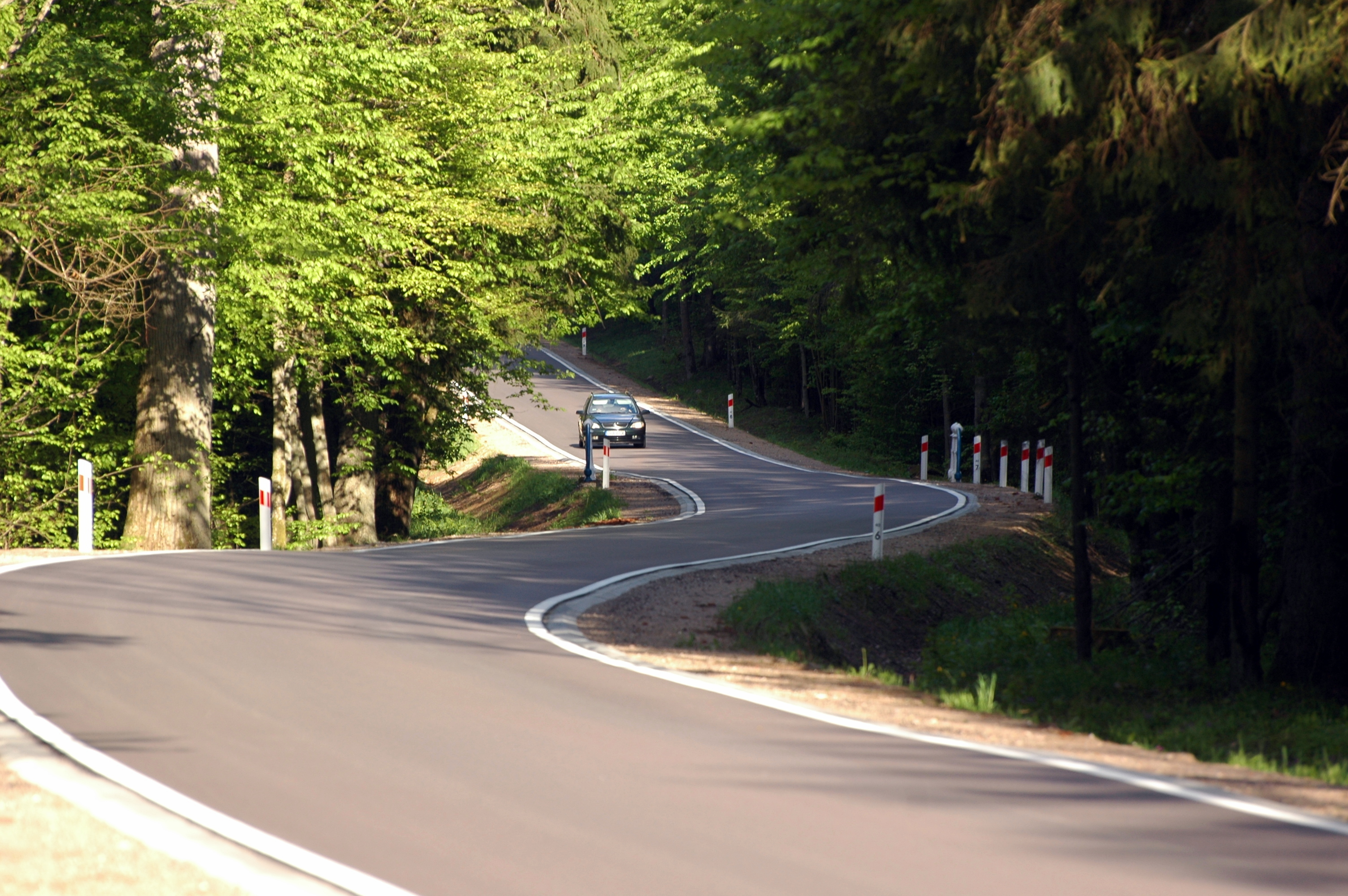
Droga wojewódzka nr 689 biegnąca przez Puszczę Białowieską pomiędzy Hajnówką a Białowieżą (województwo podlaskie)

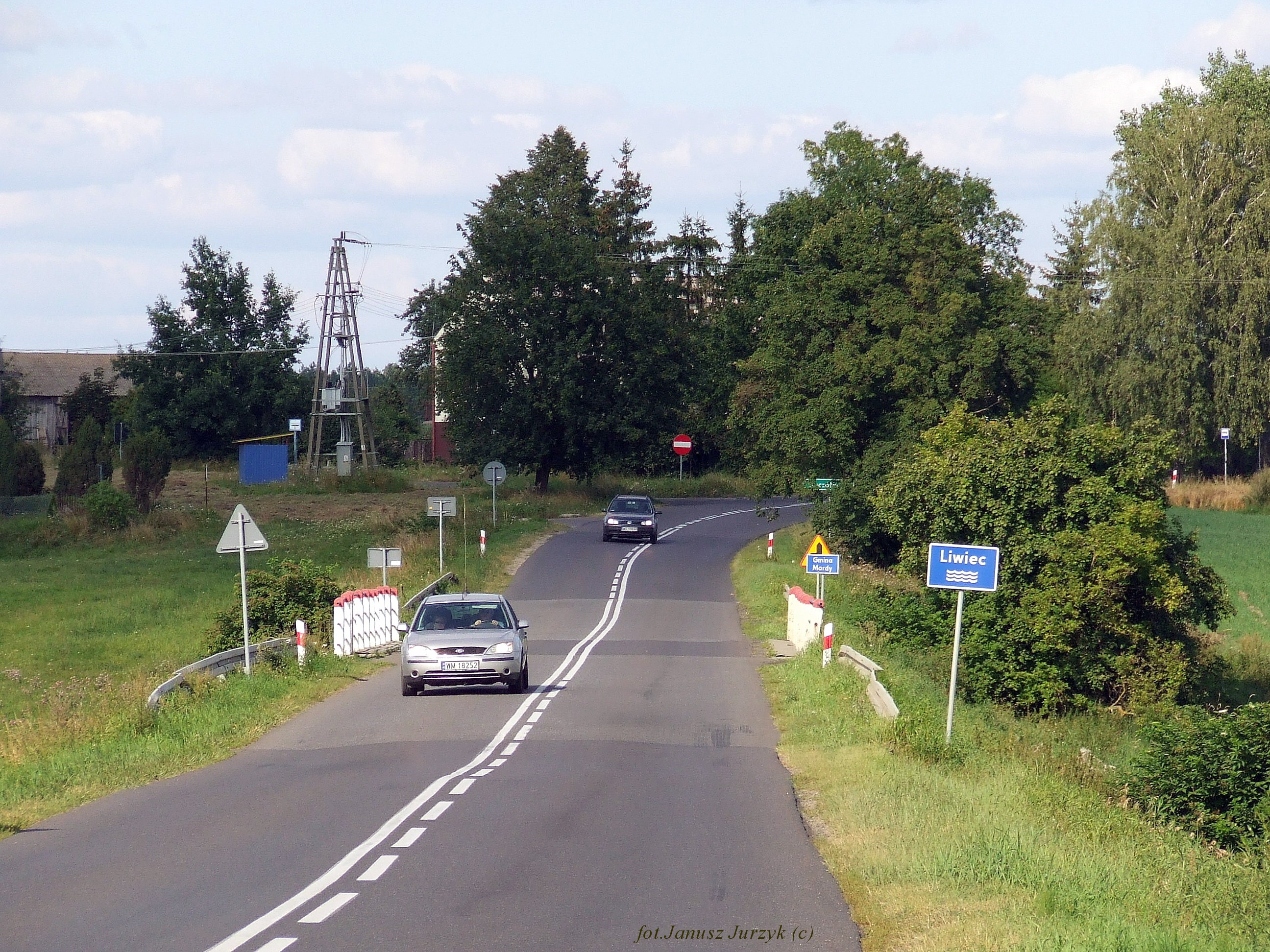
Droga wojewódzka nr 698 w Wyczółkach (województwo mazowieckie)

| droga wojewódzka 600    | Mrągowo – Kałęczyn – Szczytno |
| droga wojewódzka nr 601 | (uchylony) |
| droga wojewódzka 602    | Mątowskie Pastwiska – 603 |
| droga wojewódzka 603    | Biała Góra – Sztum |
| droga wojewódzka 604    | 7 (węzeł Nidzica Północ) – Nidzica – Wielbark                                                                                      |
| droga wojewódzka 605    | Piekło – rzeka Wisła – Biała Góra – 525 (Szkaradowo)                                                                               |
| droga wojewódzka 606    | Tralewo – Benowo |
| droga wojewódzka 607    | Gurcz – Jałowiec – Ryjewo – Sztumska Wieś                                                                                          |
| droga wojewódzka 608    | Ryjewo – Klecewko |
| droga wojewódzka 609    | Mikołajki – Ukta |
| droga wojewódzka 610    | Piecki – Ruciane Nida |
| droga wojewódzka 611    | Sadlinki – Bronisławowo |
| droga wojewódzka 612    | Bronisławowo – Okrągła Łąka – 532                                                                                                  |
| droga wojewódzka nr 613 | (uchylony) |
| droga wojewódzka 614    | Chorzele – Krukowo – Myszyniec |
| droga wojewódzka 615    | Mława – Ciechanów |
| droga wojewódzka 616    | Rembielin – Ciechanów |
| droga wojewódzka 617    | Przasnysz – Ciechanów |
| droga wojewódzka 618    | Gołymin Ośrodek – Pułtusk – Wyszków                                                                                                |
| droga wojewódzka 619    | 5 (Wirwajdy) – Ostróda – 5 (węzeł Ostróda Zachód)                                                                                  |
| droga wojewódzka 620    | Nowe Miasto – Strzegocin – Przewodowo-Parcele                                                                                      |
| droga wojewódzka 621    | 16 (węzeł Ełk Północ) – Ełk – Nowa Wieś Ełcka – 61 (węzeł Ełk Południe)                                                            |
| droga wojewódzka 622    | Chrcynno – Szadki |
| droga wojewódzka 623    | 91 (Rakowiec) – Bielsk – Majewo – Lipia Góra – Barłożno – 231 (Mirotki)                                                            |
| droga wojewódzka 624    | stacja kolejowa Beniaminów – Dąbkowizna – 631 (Wólka Radzymińska)                                                                  |
| droga wojewódzka 625    | 621 (Ełk) – 61 (węzeł Ełk Wschód) – Sędki – Golubka – 61 (węzeł Kalinowo)                                                          |
| droga wojewódzka 626    | Maków Mazowiecki – Nowa Wieś |
| droga wojewódzka 627    | Ostrołęka – Ostrów Mazowiecka – Małkinia – Kosów Lacki – Sokołów Podlaski                                                          |
| droga wojewódzka 628    | Warszawa (ul. Wał Miedzeszyński) – 17 (węzeł Warszawa Wschód)                                                                      |
| droga wojewódzka nr 629 | (uchylony) |
| droga wojewódzka 630    | 85 (Nowy Dwór Mazowiecki) – Jabłonna                                                                                               |
| droga wojewódzka 631    | Nowy Dwór Mazowiecki – Zegrze – Nieporęt – Marki – Warszawa                                                                        |
| droga wojewódzka 632    | 10 (Płońsk) – Nowe Miasto – Nasielsk – Dębe – Legionowo – Rembelszczyzna – Marki – Radzymin                                        |
| droga wojewódzka 633    | Warszawa – Rembelszczyzna – Nieporęt                                                                                               |
| droga wojewódzka 634    | Warszawa – Zielonka – Wołomin – Miąse – Tłuszcz – Wólka Kozłowska                                                                  |
| droga wojewódzka 635    | 8 (węzeł Wołomin) – Czarna – Wołomin                                                                                               |
| droga wojewódzka 636    | Wola Rasztowska – Wólka Kozłowska – Jadów – Zawiszyn                                                                               |
| droga wojewódzka 637    | Warszawa – Stanisławów – Węgrów |
| droga wojewódzka 638    | Sulejówek – Warszawa (Stara Miłosna)                                                                                               |
| droga wojewódzka nr 639 | (uchylony) |
| droga wojewódzka 640    | Anusin (19) – Radziwiłłówka – granica państwa                                                                                      |
| droga wojewódzka 641    | Lipia Góra – Gąsiorki – Rzeżęcin                                                                                                   |
| droga wojewódzka 642    | Sterławki Wielkie – Ryn – Woźnice                                                                                                  |
| droga wojewódzka 643    | Wilkasy – Olszewo |
| droga wojewódzka nr 644 | (uchylony) |
| droga wojewódzka 645    | Myszyniec – Dęby – Nowogród – Łomża – 63 (Stare Modzele)                                                                           |
| droga wojewódzka 646    | Turzno – Brzeżno |
| droga wojewódzka 647    | Dęby – Kolno – Gromadzyn-Wykno – Stawiski                                                                                          |
| droga wojewódzka 648    | Miastkowo – Nowogród – … – Morgowniki – Korzeniste – Stawiski – Przytuły                                                           |
| droga wojewódzka 649    | Pluskowęsy – Mlewo – Sierakowo |
| droga wojewódzka 650    | Stara Różanka – Srokowo – Węgorzewo – Banie Mazurskie – Gołdap                                                                     |
| droga wojewódzka 651    | Gołdap – Żytkiejmy – Szypliszki – Sejny                                                                                            |
| droga wojewódzka 652    | Kowale Oleckie – Suwałki |
| droga wojewódzka 653    | 65 (Sedranki) – Bakałarzewo – Suwałki – Sejny – Poćkuny                                                                            |
| droga wojewódzka 654    | Silno – Grabowiec – Krusz – Złotoria – Kaszczorek – 15 (Toruń)                                                                     |
| droga wojewódzka 655    | Kąp – Wydminy – Olecko – Raczki – Suwałki – Rutka-Tartak                                                                           |
| droga wojewódzka 656    | Staświny – Zelki – Ełk |
| droga wojewódzka 657    | Złotoria – 10 (Lubicz Dolny) |
| droga wojewódzka 658    | 640 – Kudelicze – Pawłowicze – Grabarka – Kajanka                                                                                  |
| droga wojewódzka 659    | Bielsk Podlaski – Wyszki – Topczewo – Hodyszewo – Nowe Piekuty – 66                                                                |
| droga wojewódzka 660    | 527 (Olsztyn) – 16 (węzeł Pieczewo)                                                                                                |
| droga wojewódzka nr 661 | (uchylony) |
| droga wojewódzka 662    | 16 (Augustów) – Suwałki – Budzisko                                                                                                 |
| droga wojewódzka 663    | Pomorze – Sejny |
| droga wojewódzka 664    | Augustów – Lipsk – granica państwa                                                                                                 |
| droga wojewódzka 665    | 61 (węzeł Guty) – Grajewo – Rajgród – 8 (Augustów)                                                                                 |
| droga wojewódzka 667    | Nowa Wieś Ełcka – Drygały – Biała Piska                                                                                            |
| droga wojewódzka 668    | Piątnica Poduchowna – Przytuły – Osowiec                                                                                           |
| droga wojewódzka 669    | 8 – 676 (przejście przez Białystok)                                                                                                |
| droga wojewódzka 670    | Osowiec – Dąbrowa Białostocka – Nowy Dwór – granica państwa                                                                        |
| droga wojewódzka 671    | Sokolany – Korycin – Knyszyn – Stare Jeżewo – Sokoły                                                                               |
| droga wojewódzka 672    | Przewięź – Sucha Rzeczka – Płaska – Mikaszówka – Gruszki – Rudawka                                                                 |
| droga wojewódzka 673    | Lipsk – Dąbrowa Białostocka – Sokółka                                                                                              |
| droga wojewódzka 674    | Sokółka – Krynki |
| droga wojewódzka 675    | 8 – 19 (przejście przez Białystok)                                                                                                 |
| droga wojewódzka 676    | Białystok – Supraśl – Krynki – granica państwa                                                                                     |
| droga wojewódzka 677    | 63 (Łomża) – Śniadowo – Ostrów Mazowiecka                                                                                          |
| droga wojewódzka 678    | Białystok – Sokoły – Wysokie Mazowieckie                                                                                           |
| droga wojewódzka 679    | Łomża – Podgórze – Gać – Mężenin                                                                                                   |
| droga wojewódzka 680    | 16 (węzeł Sorkwity) – Bagienice – 59 (Mrągowo)                                                                                     |
| droga wojewódzka 681    | Roszki-Wodźki – Łapy – Poświętne – Brańsk – Ciechanowiec                                                                           |
| droga wojewódzka 682    | Łapy – Turośń Dolna – Markowszczyzna                                                                                               |
| droga wojewódzka 683    | 722 (Prażmów) – Wola Prażmowska – Wola Wągrodzka – Kamionka – Uwieliny – Gabrielin – Julianów – Czachówek – Sobików – 50 (Dębówka) |
| droga wojewódzka 684    | Bielsk Podlaski – Narew |
| droga wojewódzka 685    | Zabłudów – Narew – Nowosady – Hajnówka – Kleszczele                                                                                |
| droga wojewódzka 686    | Zajma – Michałowo – Jałówka |
| droga wojewódzka 687    | Juszkowy Gród – Bondary – Narewka – Nowosady                                                                                       |
| droga wojewódzka 688    | Tarnopol – Siemianówka |
| droga wojewódzka 689    | Bielsk Podlaski – Hajnówka – Białowieża – granica państwa                                                                          |
| droga wojewódzka 690    | Czyżew – Ciechanowiec – Siemiatycze                                                                                                |
| droga wojewódzka 691    | Pionki – Laski – Garbatka-Letnisko – Podlas – Bąkowiec – Opactwo                                                                   |
| droga wojewódzka 692    | Drohiczyn – Dziadkowice |
| droga wojewódzka 693    | Kleszczele – Siemiatycze |
| droga wojewódzka 694    | Przyjmy – Brok – Ciechanowiec |
| droga wojewódzka 695    | Ceranów – Kosów Lacki |
| droga wojewódzka 696    | Węgrów – Chodów |
| droga wojewódzka 697    | Liw – Sinołęka |
| droga wojewódzka 698    | Siedlce – Łosice – Konstantynów – Terespol                                                                                         |
| droga wojewódzka 699    | Niemianowice – Gzowice – Piotrowice – Jedlnia-Letnisko – Siczki                                                                    |

### 700–799

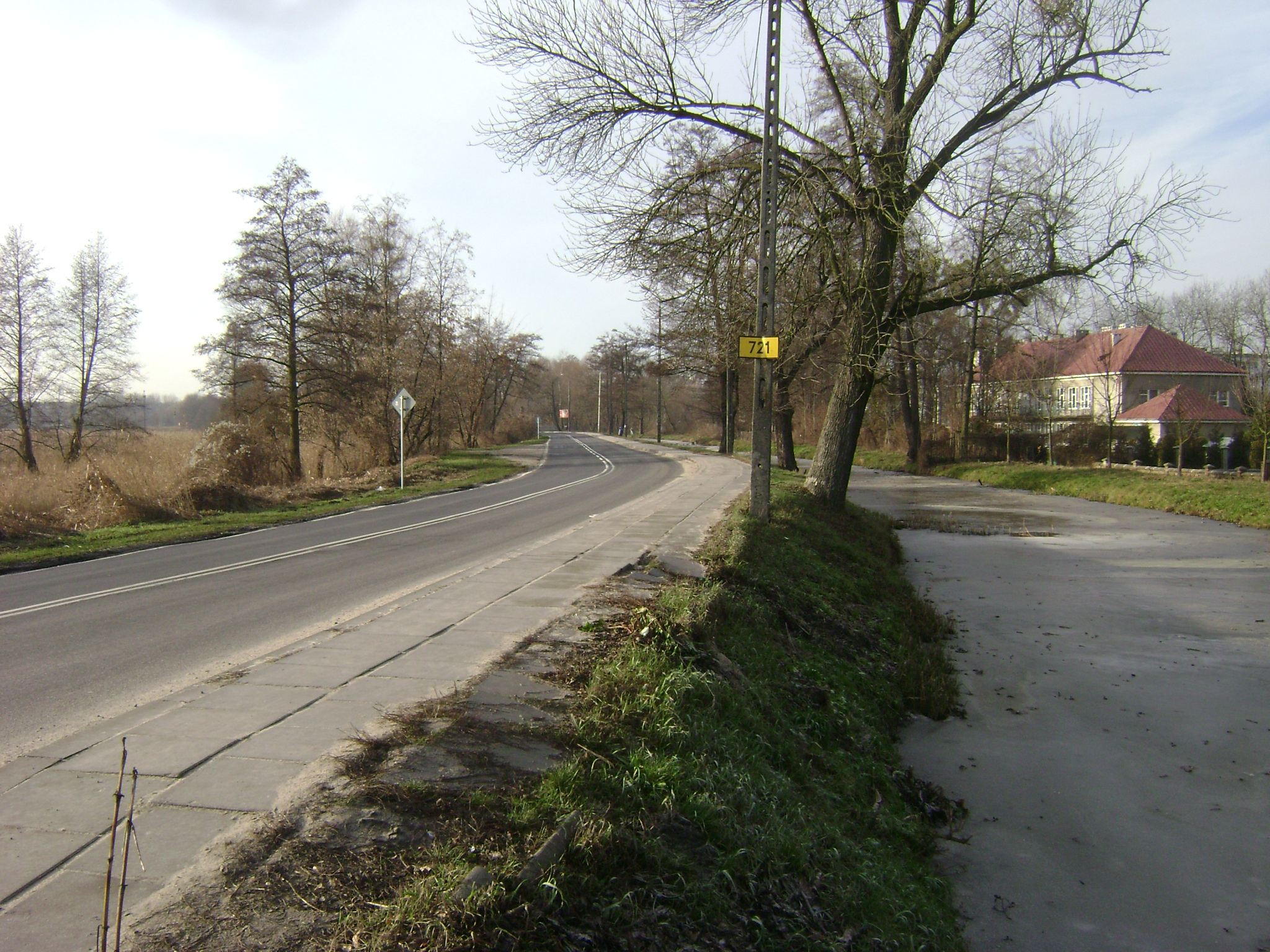
Droga wojewódzka nr 721 w Konstancinie-Jeziornie (województwo mazowieckie)

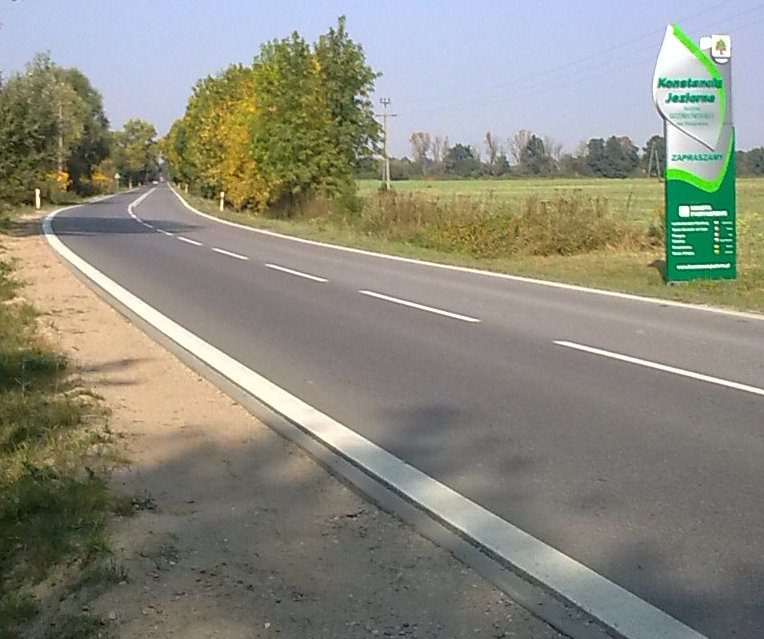
Droga wojewódzka nr 724 w Konstancinie-Jeziornie (województwo mazowieckie)

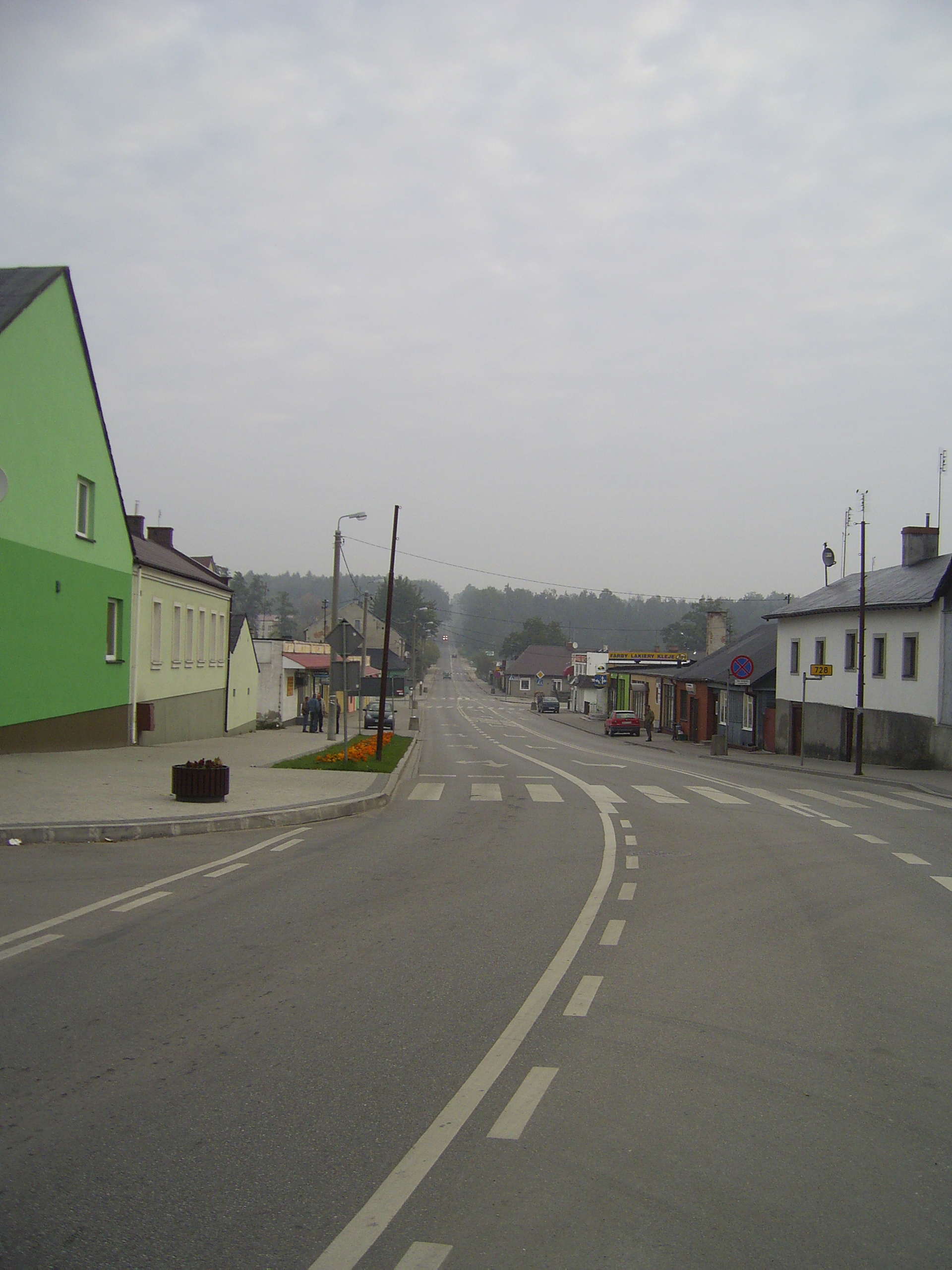
Droga wojewódzka nr 728 w Mogielnicy (województwo mazowieckie)

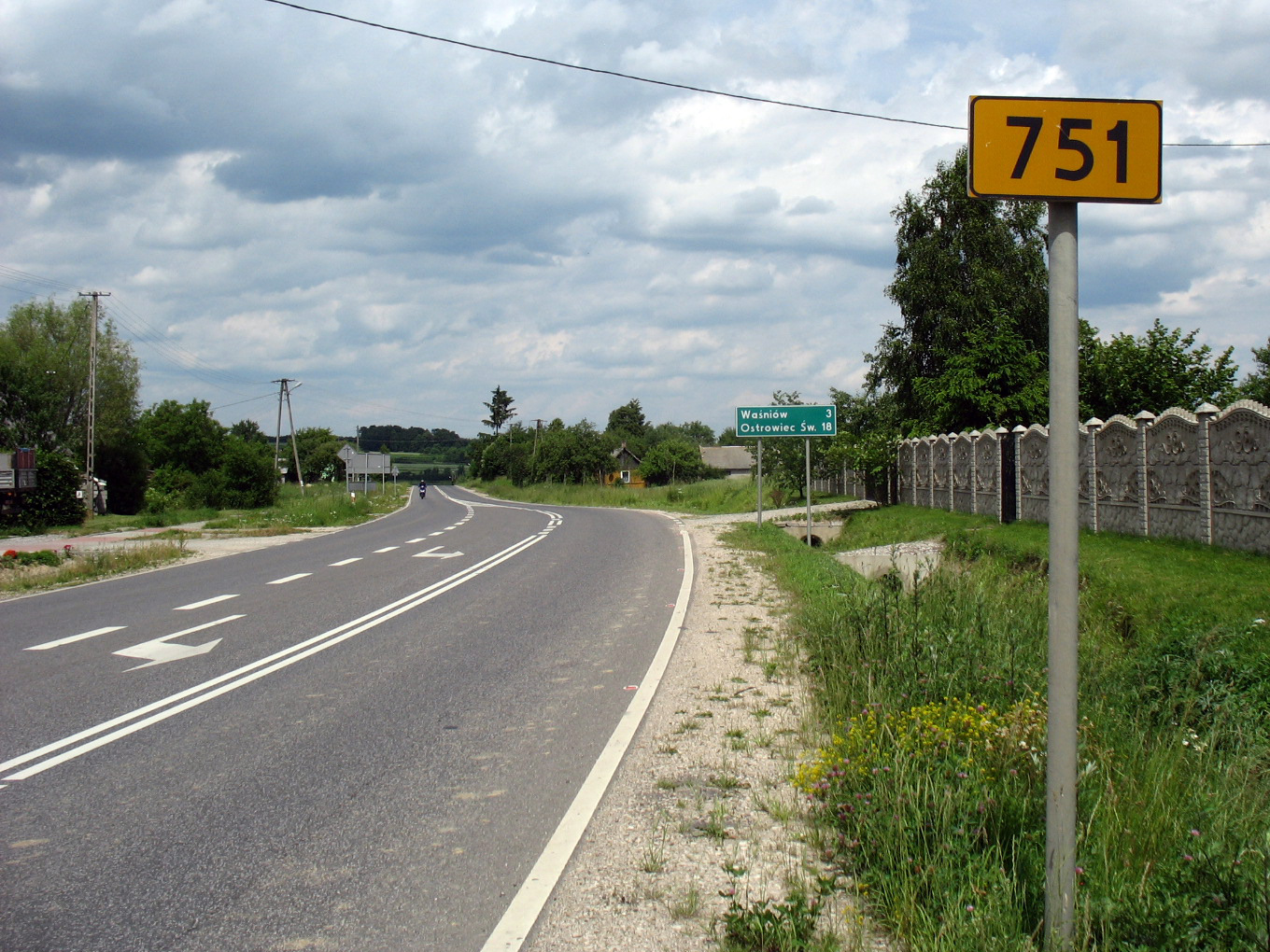
Droga wojewódzka nr 751 we wsi Sarnia Zwola (województwo świętokrzyskie)

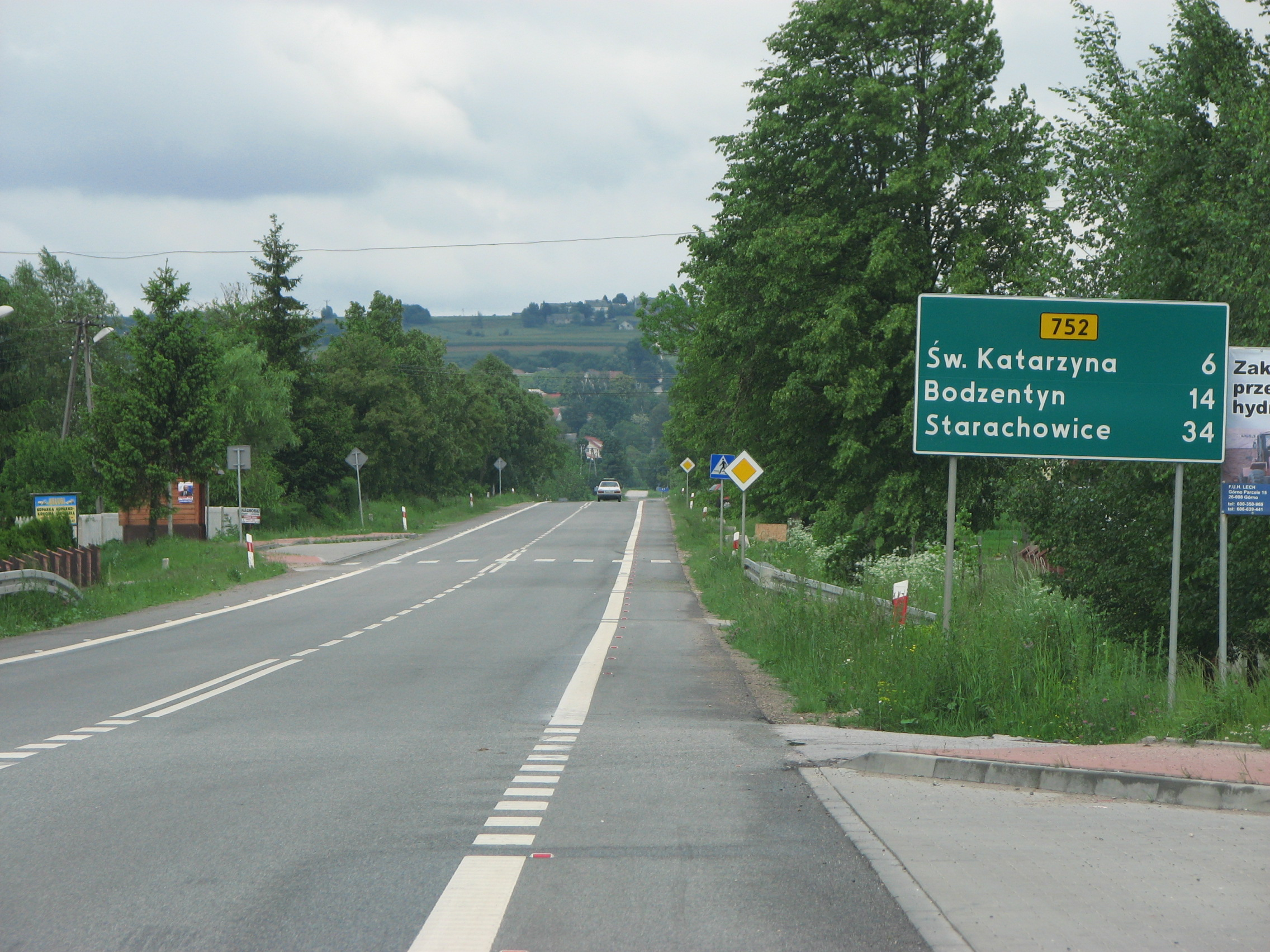
Droga wojewódzka nr 752 we wsi Górno (województwo świętokrzyskie)

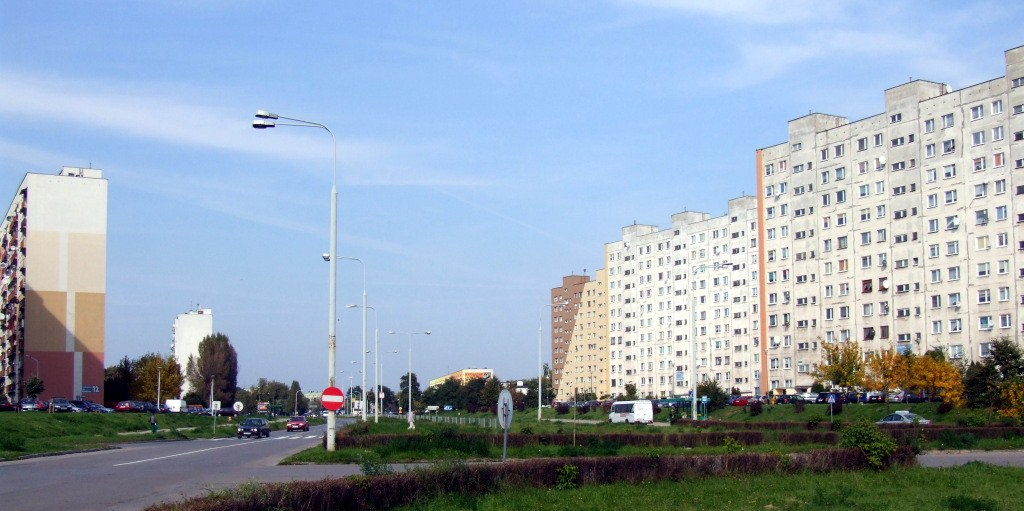
Droga wojewódzka nr 754 w Ostrowcu Świętokrzyskim (województwo świętokrzyskie)

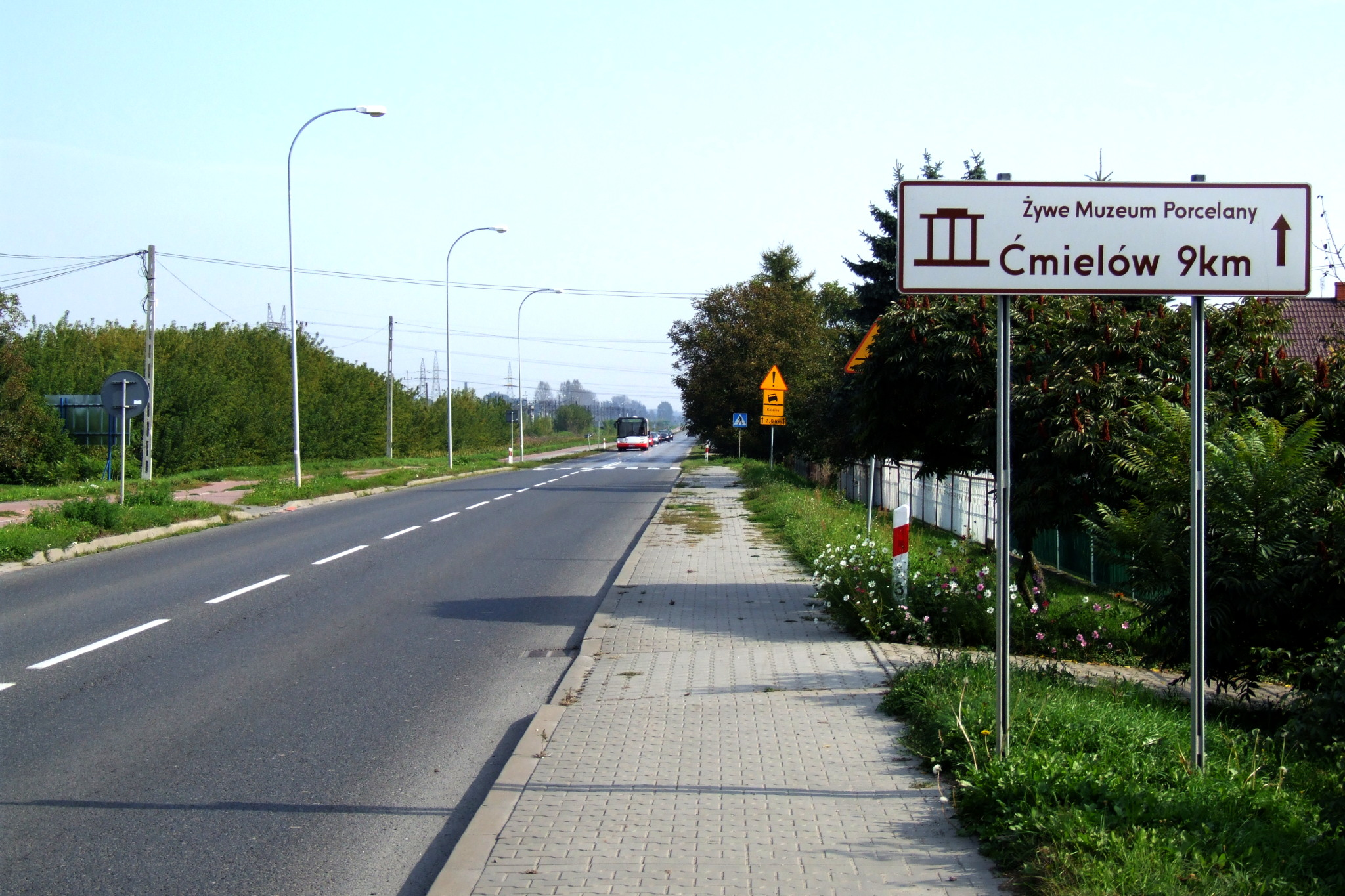
Droga wojewódzka nr 755 w Ostrowcu Świętokrzyskim (województwo świętokrzyskie)

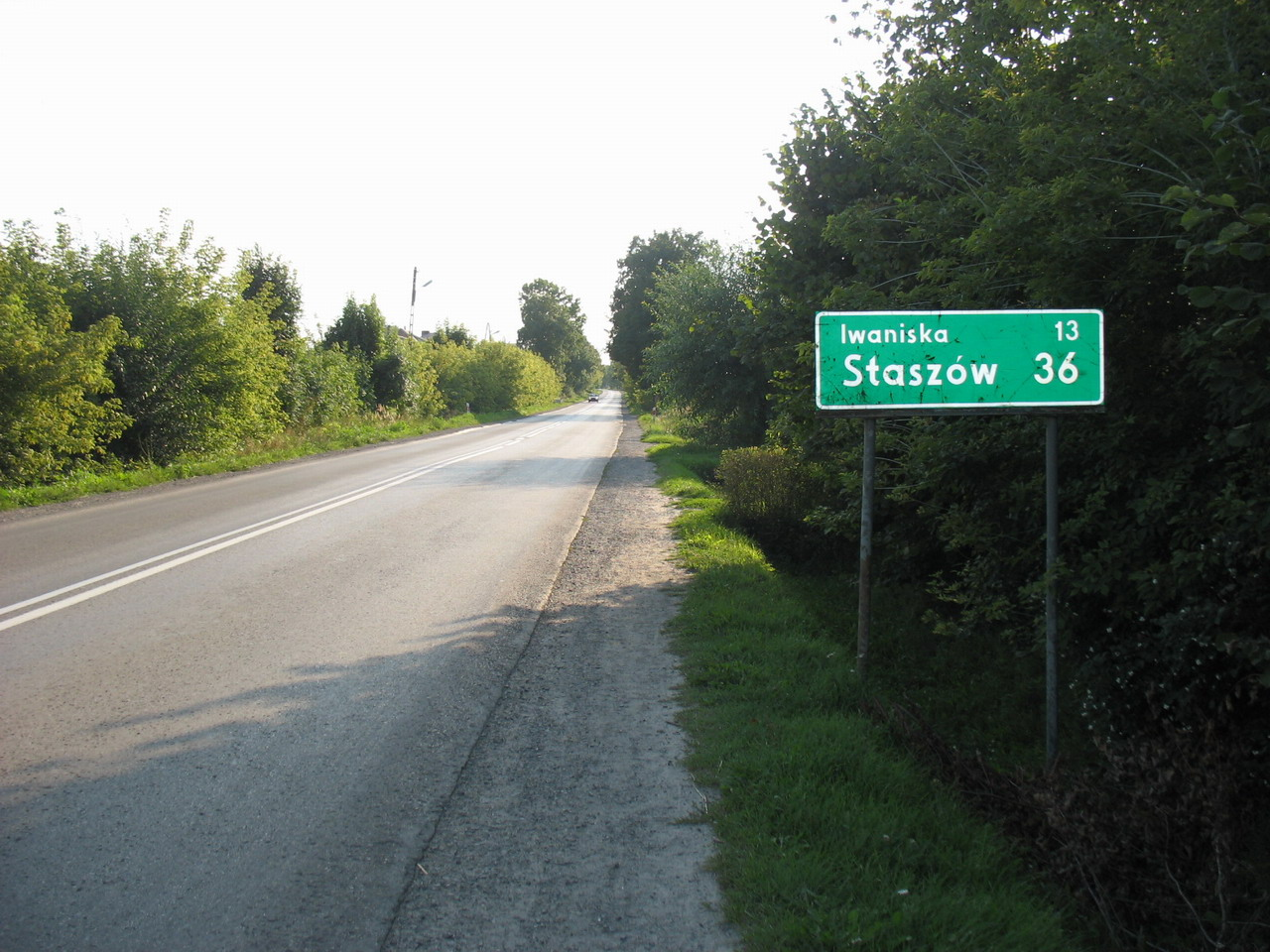
Droga wojewódzka nr 757 koło Opatowa (województwo świętokrzyskie)

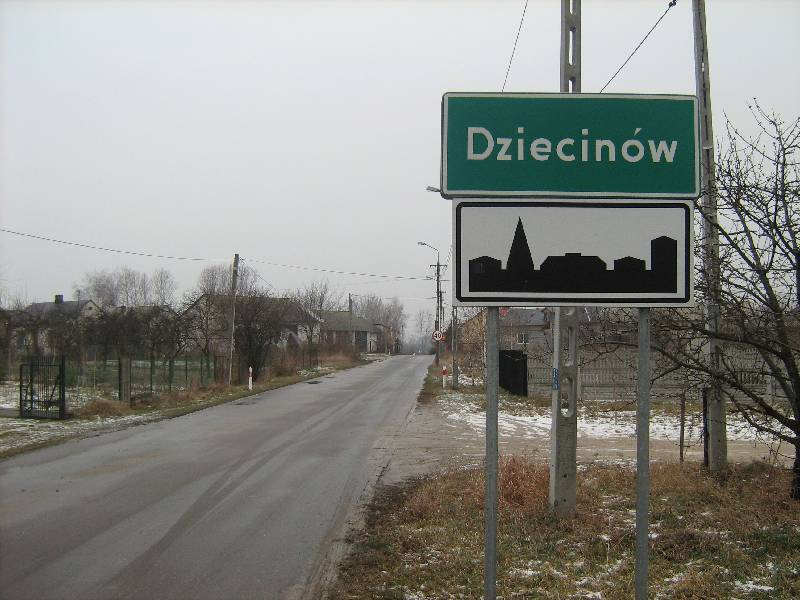
Droga wojewódzka nr 799 w Dziecinowie (województwo mazowieckie, powiat otwocki)

| droga wojewódzka 700    | 92 – stacja kolejowa Płochocin – Józefów – Rokitno                                                                                   |
| droga wojewódzka 701    | Józefów – Domaniew – Żbików – Duchnice – 92 (Ożarów)                                                                                 |
| droga wojewódzka 702    | Kutno – Piątek – Zgierz |
| droga wojewódzka 703    | Porczyny – Poddębice – Stary Gostków – Łęczyca – Piątek – Łowicz                                                                     |
| droga wojewódzka 704    | Jamno – Kołacin – Brzeziny |
| droga wojewódzka 705    | Śladów – Sochaczew – Skierniewice – Jeżów                                                                                            |
| droga wojewódzka nr 706 | (uchylony) |
| droga wojewódzka 707    | Skierniewice – Rawa Mazowiecka – Nowe Miasto nad Pilicą                                                                              |
| droga wojewódzka 708    | Ozorków – Warszyce – Stryków – Brzeziny                                                                                              |
| droga wojewódzka 709    | Zygmuntowo – Dreglin |
| droga wojewódzka 710    | Łódź – Konstantynów Łódzki – Szadek – Warta – Błaszki                                                                                |
| droga wojewódzka nr 711 | (uchylony) |
| droga wojewódzka 712    | 721 (Habdzin) – Gassy – rzeka Wisła – 801 (Karczew)                                                                                  |
| droga wojewódzka 713    | Łódź – Andrespol – Kurowice – Ujazd – Tomaszów Mazowiecki – Opoczno                                                                  |
| droga wojewódzka 714    | Rzgów – Kurowice |
| droga wojewódzka 715    | Brzeziny – Budziszewice – Ujazd |
| droga wojewódzka 716    | Koluszki – Rokiciny – Piotrków Trybunalski                                                                                           |
| droga wojewódzka nr 717 | (uchylony) |
| droga wojewódzka 718    | Borzęcin – Ołtarzew – Pruszków |
| droga wojewódzka 719    | Warszawa – Pruszków – Żyrardów – Kamion                                                                                              |
| droga wojewódzka 720    | Błonie – Brwinów – Otrębusy – Nadarzyn                                                                                               |
| droga wojewódzka 721    | Nadarzyn – Piaseczno – Wiązowna – Duchnów                                                                                            |
| droga wojewódzka 722    | 79 (Pilawa) – Zalesie Górne – Lesznowola – Grójec                                                                                    |
| droga wojewódzka 723    | 77 (Sandomierz) – Tarnobrzeg |
| droga wojewódzka 724    | 2 (węzeł Warszawa Wilanów) – Konstancin-Jeziorna – 50 (Góra Kalwaria)                                                                |
| droga wojewódzka 725    | Rawa Mazowiecka – Biała Rawska – Belsk Duży                                                                                          |
| droga wojewódzka 726    | Rawa Mazowiecka – Inowłódz – Opoczno – Żarnów                                                                                        |
| droga wojewódzka 727    | Klwów – Przysucha – Szydłowiec – Wierzbica                                                                                           |
| droga wojewódzka 728    | Grójec – Nowe Miasto nad Pilicą – Końskie – Łopuszno – Jędrzejów                                                                     |
| droga wojewódzka 729    | Przystałowice Duże – 48 (Potworów)                                                                                                   |
| droga wojewódzka 730    | Skurów – Jasieniec – Warka – Głowaczów                                                                                               |
| droga wojewódzka 731    | Potycz – Warka – Białobrzegi |
| droga wojewódzka 732    | Stary Gózd – Stara Błotnica – Kaszów – Przytyk                                                                                       |
| droga wojewódzka 733    | 9 (Skaryszew) – 12 (Karszówka) |
| droga wojewódzka 734    | 724 (Kawęczyn) – Dębówka – rzeka Wisła – Nadbrzeż – Otwock Wielki – 801 (Wygoda)                                                     |
| droga wojewódzka 735    | 7 (węzeł Radom Północ) – 727 (węzeł Szydłowiec Centrum)                                                                              |
| droga wojewódzka 736    | Warka – Rozniszew – Magnuszew – rzeka Wisła – 801 (Podłęż)                                                                           |
| droga wojewódzka 737    | Radom – Pionki – Kozienice |
| droga wojewódzka 738    | Słowiki Nowe – Góra Puławska |
| droga wojewódzka 739    | 79 – Brzumin – rzeka Wisła – Piwonin – Sobienie-Jeziory – 805 (Osieck)                                                               |
| droga wojewódzka 740    | Radom – Przytyk – 48 (Potworów) |
| droga wojewódzka 741    | 738 – Bronowice – Łęka – rzeka Wisła – Wólka Gołębska – 801                                                                          |
| droga wojewódzka 742    | Przygłów – Łęczno – Ręczno – 785 (Włoszczowa) – … – 786 (Włoszczowa) – Nagłowice                                                     |
| droga wojewódzka 743    | Góra Puławska – Karczunki – Sadłowice – Nasiłów – rzeka Wisła – Bochotnica – 824                                                     |
| droga wojewódzka 744    | Radom – Wierzbica – Starachowice |
| droga wojewódzka 745    | Dąbrowa – Masłów – Radlin |
| droga wojewódzka 746    | Żarnów – Końskie |
| droga wojewódzka 747    | Iłża – Lipsko – Solec nad Wisłą – Opole Lubelskie – Bełżyce – 19 (węzeł Lublin Węglin)                                               |
| droga wojewódzka 748    | Ruda Strawczyńska – Strawczyn – Kostomłoty                                                                                           |
| droga wojewódzka 749    | Końskie – Przysucha |
| droga wojewódzka 750    | Ćmińsk – Samsonów – Zagnańsk – Barcza                                                                                                |
| droga wojewódzka 751    | Suchedniów – Bodzentyn – Nowa Słupia – Ostrowiec Świętokrzyski                                                                       |
| droga wojewódzka 752    | Górno – Bodzentyn – Rzepin Pierwszy                                                                                                  |
| droga wojewódzka 753    | Wola Jachowa – Bieliny – Huta Nowa – Bartoszowiny – Milanowska Wólka – Stara Słupia                                                  |
| droga wojewódzka 754    | Ostrowiec Świętokrzyski – Bałtów – Pętkowice – Solec nad Wisłą – Kłudzie – Boiska – Wola Solecka I – Wola Solecka II – 79 (Gołębiów) |
| droga wojewódzka 755    | Ostrowiec Świętokrzyski – Ożarów – Zawichost – 854 (Kosin)                                                                           |
| droga wojewódzka 756    | Starachowice – Nowa Słupia – Łągów – Szydłów – Stopnica                                                                              |
| droga wojewódzka 757    | Opatów – Iwaniska – Staszów – Stopnica                                                                                               |
| droga wojewódzka 758    | Iwaniska – Klimontów – Koprzywnica – Ciszyca – rzeka Wisła – 871 (Tarnobrzeg)                                                        |
| droga wojewódzka 759    | 777 – Piotrowice – rzeka Wisła – Zabełcze – 854 (Opoka Duża)                                                                         |
| droga wojewódzka 760    | 53 (Ostrołęka) – Miastkowo – 61 (węzeł Łomża Zachód)                                                                                 |
| droga wojewódzka 761    | Kielce – Piekoszów |
| droga wojewódzka 762    | Kielce – Chęciny – Małogoszcz |
| droga wojewódzka 763    | Chęciny – Morawica |
| droga wojewódzka 764    | Kielce – Suków – Raków – Staszów – Połaniec – Tuszów Narodowy                                                                        |
| droga wojewódzka 765    | Chmielnik – Szydłów – Staszów – Osiek                                                                                                |
| droga wojewódzka 766    | Morawica – Kije – Pińczów – Węchadłów                                                                                                |
| droga wojewódzka 767    | Pińczów – Busko-Zdrój |
| droga wojewódzka 768    | Jędrzejów – Węchadłów – Skalbmierz – Kazimierza Wielka – Koszyce – Brzesko                                                           |
| droga wojewódzka nr 769 | (uchylony) |
| droga wojewódzka 770    | Drożejowice – Czarnocin – Krzyż |
| droga wojewódzka 771    | Wiślica – Strożyska |
| droga wojewódzka 772    | Moczydło – 783 (Miechów) – … – 7 (węzeł Szczepanowice) – Słomniki – 7 (węzeł Widoma)                                                 |
| droga wojewódzka 773    | Sieniczno – Sułoszowa – Skała – Wesoła                                                                                               |
| droga wojewódzka 774    | Zabierzów – Kryspinów |
| droga wojewódzka 775    | Słomniki – Proszowice – Nowe Brzesko – Ispina                                                                                        |
| droga wojewódzka 776    | Kraków – Proszowice – Kazimierza Wielka – Wiślica – Busko-Zdrój                                                                      |
| droga wojewódzka 777    | Sandomierz – Zawichost – 74 (Annopol)                                                                                                |
| droga wojewódzka nr 778 | (uchylony) |
| droga wojewódzka nr 779 | (uchylony) |
| droga wojewódzka 780    | Kraków – Alwernia – Chełmek – 934 (Chełm Śląski)                                                                                     |
| droga wojewódzka 781    | Chrzanów – Babice – Zator – Andrychów – Łękawica                                                                                     |
| droga wojewódzka 782    | Poświętne – Płońsk |
| droga wojewódzka 783    | Olkusz – Wolbrom – Miechów – Racławice – Skalbmierz                                                                                  |
| droga wojewódzka 784    | Radomsko – Ciężkowice – Św. Anna |
| droga wojewódzka 785    | Ciężkowice – Żytno – Maluszyn – Włoszczowa                                                                                           |
| droga wojewódzka 786    | Częstochowa – Św. Anna – Koniecpol – Włoszczowa – Łopuszno – Ruda Strawczyńska – Kielce                                              |
| droga wojewódzka 787    | 737 – stacja kolejowa Pionki – Suskowola – Sucha – Zwoleń                                                                            |
| droga wojewódzka 788    | 8 (węzeł Warszawa Janki) – Wola Mrokowska – 7 (węzeł Tarczyn Południe)                                                               |
| droga wojewódzka 789    | Brusiek – Kalety – Woźniki – Koziegłowy – Żarki – Lelów                                                                              |
| droga wojewódzka 790    | Dąbrowa Górnicza – Ogrodzieniec – Pilica                                                                                             |
| droga wojewódzka 791    | 91 (Kolonia Poczesna) – Zawiercie – Ogrodzieniec – Olkusz – 79 (Trzebinia)                                                           |
| droga wojewódzka 792    | Żarki – Kotowice – Kroczyce |
| droga wojewódzka 793    | Św. Anna – Żarki – Myszków – Siewierz                                                                                                |
| droga wojewódzka 794    | Koniecpol – Lelów – Pradła – Pilica – Wolbrom – Skała – Kraków                                                                       |
| droga wojewódzka 795    | Secemin – Szczekociny |
| droga wojewódzka 796    | Zawiercie – Dąbrowa Górnicza |
| droga wojewódzka 797    | 50 – Celestynów |
| droga wojewódzka nr 798 | (uchylony) |
| droga wojewódzka 799    | Dziecinów – Kosumce – 50 (Ostrówek)                                                                                                  |

### 800–899

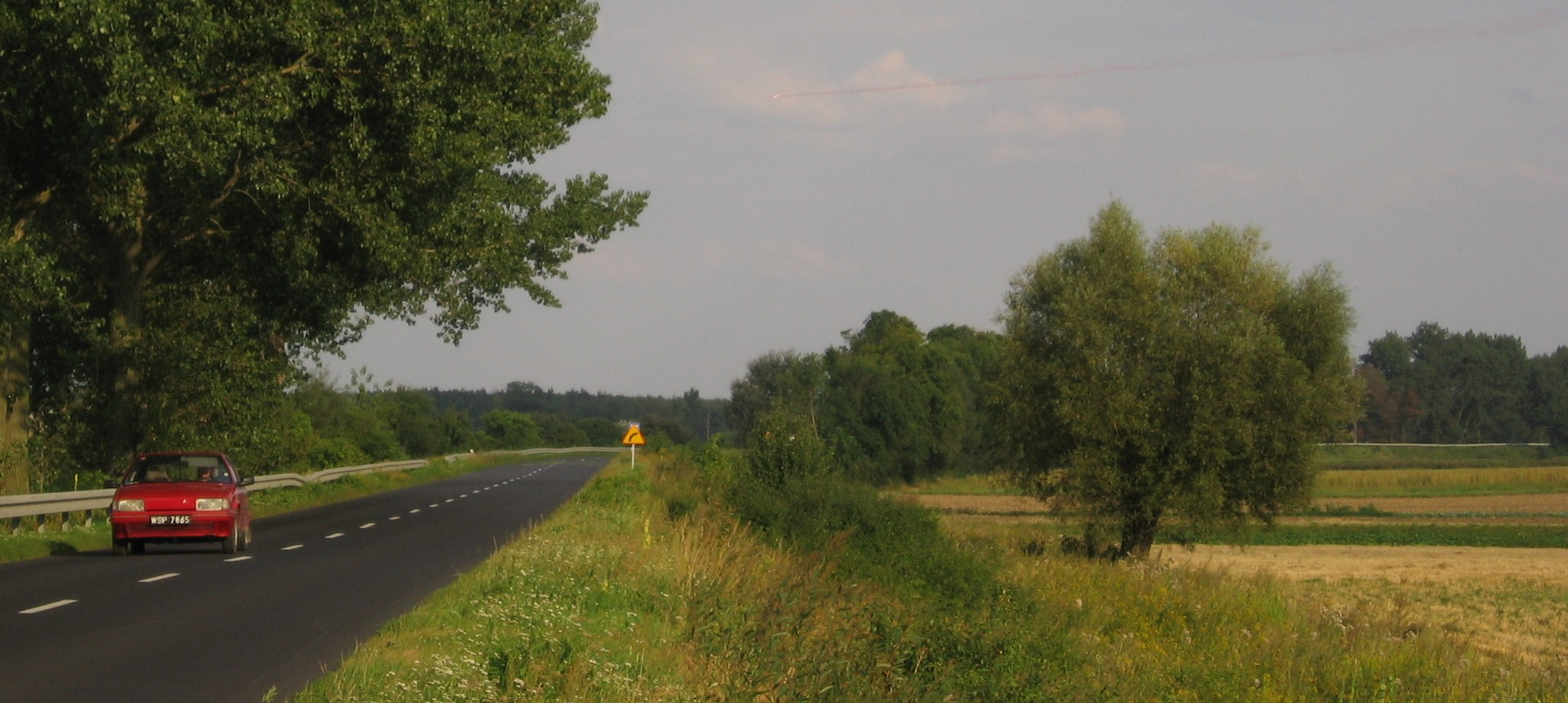
Droga wojewódzka nr 801 w Matygach (województwo lubelskie)

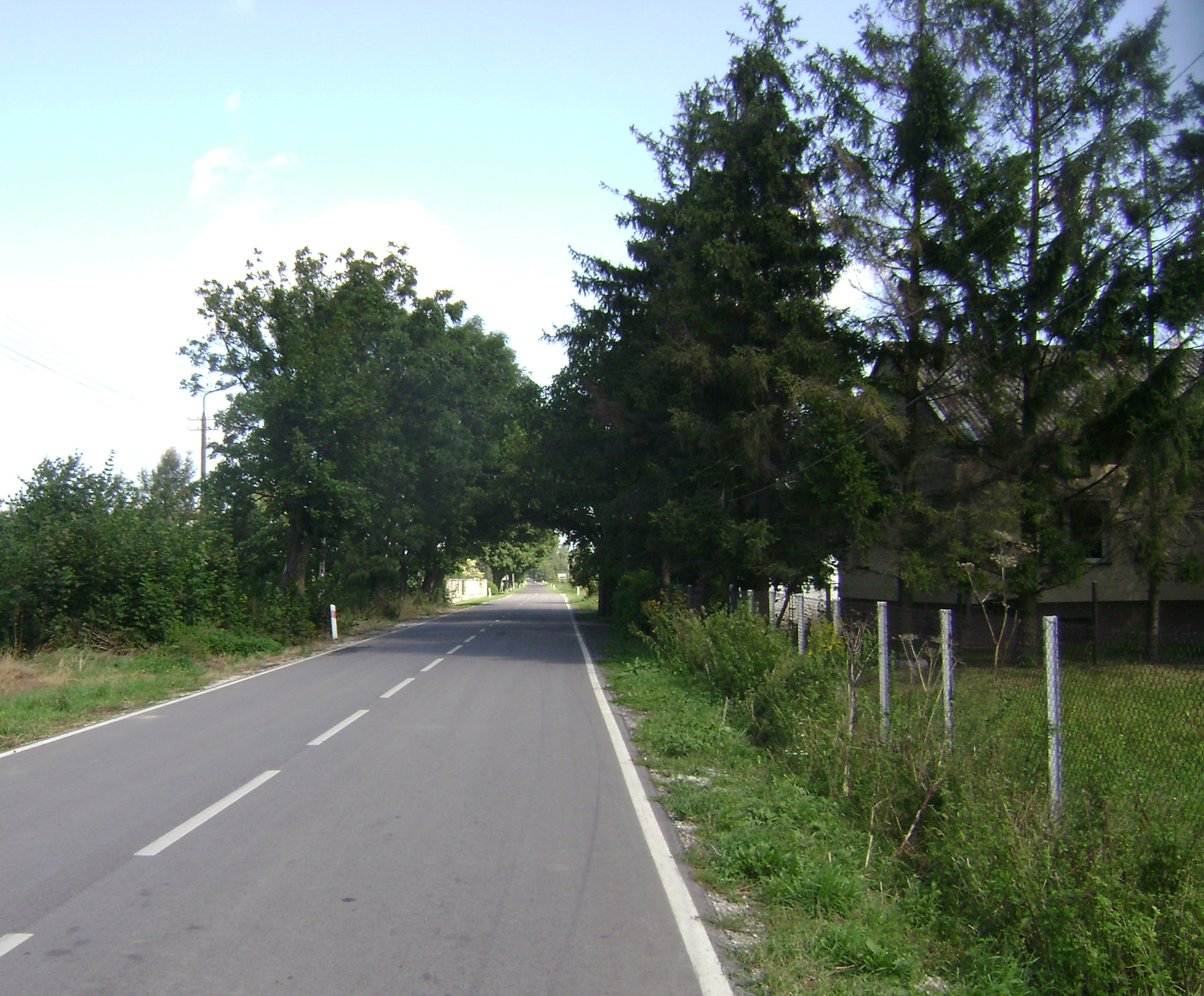
Droga wojewódzka nr 868 w Piaskach (województwo mazowieckie)

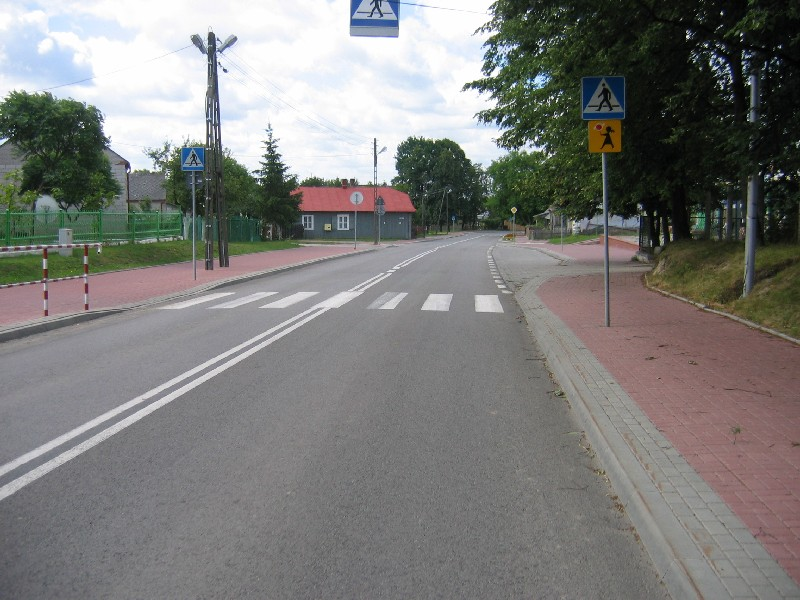
Droga wojewódzka nr 835 we Frampolu (województwo lubelskie)

| droga wojewódzka nr 800 | (uchylony) |
| droga wojewódzka 801    | Warszawa – Karczew – Wilga – Maciejowice – Dęblin – Puławy                                                                          |
| droga wojewódzka 802    | Mińsk Mazowiecki – Seroczyn |
| droga wojewódzka 803    | Siedlce – Stoczek Łukowski |
| droga wojewódzka 804    | stacja kolejowa Pilawa – 805 |
| droga wojewódzka 805    | Warszawice – Osieck – Pilawa – Parysów – Wilchta                                                                                    |
| droga wojewódzka 806    | Łuków – Międzyrzec Podlaski |
| droga wojewódzka 807    | Maciejowice – Sobolew – Żelechów – Łuków                                                                                            |
| droga wojewódzka 808    | Łuków – Serokomla – Kock |
| droga wojewódzka 809    | Przytoczno – Kierzkówka – Krasienin – 12 (węzeł Lublin Czechów) – Lublin – 19 (węzeł Lublin Węglin)                                 |
| droga wojewódzka 810    | stacja kolejowa Garwolin – 76 |
| droga wojewódzka 811    | Sarnaki – Konstantynów – Biała Podlaska                                                                                             |
| droga wojewódzka 812    | Biała Podlaska – Wisznice – Włodawa – Chełm – Rejowiec – Krasnystaw                                                                 |
| droga wojewódzka 813    | Międzyrzec Podlaski – Parczew – Ostrów Lubelski – Łęczna                                                                            |
| droga wojewódzka 814    | Radzyń Podlaski – Suchowola – Żminne                                                                                                |
| droga wojewódzka 815    | Wisznice – Parczew – Siemień – Lubartów                                                                                             |
| droga wojewódzka 816    | Terespol – Kodeń – Sławatycze – Włodawa – Dorohusk – Horodło – Zosin                                                                |
| droga wojewódzka nr 817 | (uchylony) |
| droga wojewódzka nr 818 | (uchylony) |
| droga wojewódzka 819    | Parczew – Kołacze – Łowcza – Wola Uhruska                                                                                           |
| droga wojewódzka 820    | Sosnowica-Dwór – Łęczna |
| droga wojewódzka 821    | Klementynów – Ostrów Lubelski |
| droga wojewódzka 822    | 12 (węzeł Lublin Tatary) – Lublin – port lotniczy Lublin                                                                            |
| droga wojewódzka nr 823 | (uchylony) |
| droga wojewódzka 824    | Żyrzyn – Puławy – Opole Lubelskie – Józefów – Annopol                                                                               |
| droga wojewódzka nr 825 | (uchylony) |
| droga wojewódzka 826    | Przybysławice – Nałęczów |
| droga wojewódzka 827    | Sadurki – Bełżyce |
| droga wojewódzka 828    | Bogucin – Krasienin – Niemce – Jawidz                                                                                               |
| droga wojewódzka 829    | Łucka – Łęczna – Biskupice |
| droga wojewódzka 830    | 835 (Lublin) – Nałęczów – Bochotnica                                                                                                |
| droga wojewódzka 831    | stacja kolejowa Dęblin – 801 |
| droga wojewódzka 832    | Wola Rudzka – Poniatowa – Krężnica Okrągła                                                                                          |
| droga wojewódzka 833    | Chodel – Kraśnik |
| droga wojewódzka 834    | 848 (Niedrzwica Duża) – Bychawa – Stara Wieś II                                                                                     |
| droga wojewódzka 835    | 12 (węzeł Lublin Rudnik) – Wysokie – Biłgoraj – Sieniawa – Przeworsk – Kańczuga – Dynów – Grabownica Starzeńska                     |
| droga wojewódzka 836    | Bychawa – Kębłów – 17 (Piaski) |
| droga wojewódzka 837    | Piaski – Żółkiewka-Osada – Nielisz – Sitaniec                                                                                       |
| droga wojewódzka 838    | Głębokie – Dorohucza – Trawniki – Fajsławice                                                                                        |
| droga wojewódzka 839    | Ruda – Ryki – Żyrzyn – droga 2510L (Sielce)                                                                                         |
| droga wojewódzka 840    | stacja kolejowa Zarzeka – 801 |
| droga wojewódzka 841    | Cyców – Wierzbica – Staw |
| droga wojewódzka 842    | Rudnik Szlachecki – Wysokie – Krasnystaw                                                                                            |
| droga wojewódzka 843    | Chełm – Kraśniczyn – Zamość |
| droga wojewódzka 844    | Chełm – Hrubieszów – Witków – Dołhobyczów – granica państwa                                                                         |
| droga wojewódzka 845    | 801 – Gołąb – stacja kolejowa Gołąb                                                                                                 |
| droga wojewódzka 846    | Małochwiej Duży – Wojsławice – Teratyn                                                                                              |
| droga wojewódzka 847    | 801 – stacja kolejowa Puławy Azoty                                                                                                  |
| droga wojewódzka 848    | droga 2264L (Zemborzyce Tereszyńskie) – Niedrzwica Duża – Kraśnik – Modliborzyce – 74 (Borownica)                                   |
| droga wojewódzka 849    | Zamość – Jacnia – Józefów – Wola Obszańska                                                                                          |
| droga wojewódzka 850    | Tomaszów Lubelski – Józefówka – Alojzów                                                                                             |
| droga wojewódzka 851    | stacja kolejowa Puławy – 874 |
| droga wojewódzka 852    | Józefówka – Nowosiółki – Witków |
| droga wojewódzka 853    | Nowy Majdan – Tomaszów Lubelski |
| droga wojewódzka 854    | Annopol – Kosin – Antoniów – Gorzyce                                                                                                |
| droga wojewódzka 855    | Olbięcin – Zaklików – Stalowa Wola                                                                                                  |
| droga wojewódzka 856    | Antoniów – Radomyśl nad Sanem – Dąbrowa Rzeczycka                                                                                   |
| droga wojewódzka 857    | Zaklików – Modliborzyce |
| droga wojewódzka 858    | Zarzecze – Biłgoraj – Zwierzyniec – Szczebrzeszyn                                                                                   |
| droga wojewódzka nr 859 | (uchylony) |
| droga wojewódzka 860    | 830 – stacja kolejowa Sadurki |
| droga wojewódzka 861    | Bojanów – Kopki |
| droga wojewódzka 862    | 50 (Tabor) – Podbiel – Osieck |
| droga wojewódzka 863    | Kopki – Krzeszów – Tarnogród – Cieszanów                                                                                            |
| droga wojewódzka nr 864 | (uchylony) |
| droga wojewódzka 865    | 77 (Jarosław) – Oleszyce – Cieszanów – Bełżec                                                                                       |
| droga wojewódzka 866    | Dachnów – Lubaczów – Krowica Hołodowska – granica państwa                                                                           |
| droga wojewódzka 867    | Sieniawa – Wola Mołodycka – Oleszyce – Lubaczów – Podemszczyzna – Werchrata – Hrebenne                                              |
| droga wojewódzka nr 868 | (uchylony) |
| droga wojewódzka 869    | 19 – 9 |
| droga wojewódzka 870    | Sieniawa – Wiązownica – Jarosław |
| droga wojewódzka 871    | Nagnajów – Tarnobrzeg – Grębów – 77 (Stalowa Wola)                                                                                  |
| droga wojewódzka 872    | 9 (Łoniów) – Jasienica – Świniary – rzeka Wisła – Baranów Sandomierski – Wola Baranowska – Majdan Królewski – Bojanów – 878 (Nisko) |
| droga wojewódzka nr 873 | (uchylony) |
| droga wojewódzka 874    | Zarzecze – Puławy – 826 (Przybysławice) – … – 12/19 (węzeł Sławinek) – 809 (Lublin)                                                 |
| droga wojewódzka 875    | Mielec – Kolbuszowa – 19 (węzeł Sokołów Małopolski Północ) – … – 19 (węzeł Sokołów Małopolski) – Leżajsk                            |
| droga wojewódzka 876    | 50 (Chudolipie) – Piotrkowice – Many – Tarczyn – 722 (Łoś)                                                                          |
| droga wojewódzka 877    | Naklik – Leżajsk – Łańcut – Dylągówka – Szklary                                                                                     |
| droga wojewódzka 878    | 74 (Janów Lubelski) – Lasy Janowskie – Nisko – Sokołów Małopolski – Stobierna – Rzeszów – Dylągówka                                 |
| droga wojewódzka nr 879 | (uchylony) |
| droga wojewódzka 880    | Jarosław – Pruchnik |
| droga wojewódzka 881    | Sokołów Małopolski – Łańcut – Kańczuga – Pruchnik – Żurawica                                                                        |
| droga wojewódzka 882    | ul. Warszawska (Rzeszów) – 97 (Rzeszów)                                                                                             |
| droga wojewódzka 883    | 19 (węzeł Rzeszów Południe) – 19 (Rzeszów)                                                                                          |
| droga wojewódzka 884    | Przemyśl – Dubiecko – Bachórz – Domaradz                                                                                            |
| droga wojewódzka 885    | Przemyśl – Hermanowice – granica państwa                                                                                            |
| droga wojewódzka 886    | Domaradz – Brzozów – Sanok |
| droga wojewódzka 887    | Brzozów – Rymanów – Daliowa |
| droga wojewódzka 888    | Święcice – Myszczyn – Zaborów |
| droga wojewódzka 889    | Sieniawa – Bukowsko – Szczawne |
| droga wojewódzka 890    | Kuźmina – Krościenko |
| droga wojewódzka 892    | Zagórz – Komańcza – Radoszyce – granica państwa                                                                                     |
| droga wojewódzka 893    | Hoczew – Baligród – Cisna |
| droga wojewódzka 894    | Lesko – Hoczew – Wołkowyja – Czarna Górna                                                                                           |
| droga wojewódzka 895    | Uherce Mineralne – Solina – Myczków                                                                                                 |
| droga wojewódzka 896    | Ustrzyki Dolne – Czarna – Ustrzyki Górne                                                                                            |
| droga wojewódzka 897    | Tylawa – Komańcza – Radoszyce – Cisna – Ustrzyki Górne – Wołosate – granica państwa                                                 |
| droga wojewódzka 898    | 580 (Nowe Babice) – Mościska – Warszawa                                                                                             |
| droga wojewódzka 899    | Cybulice Małe – 575 |

### 900–993

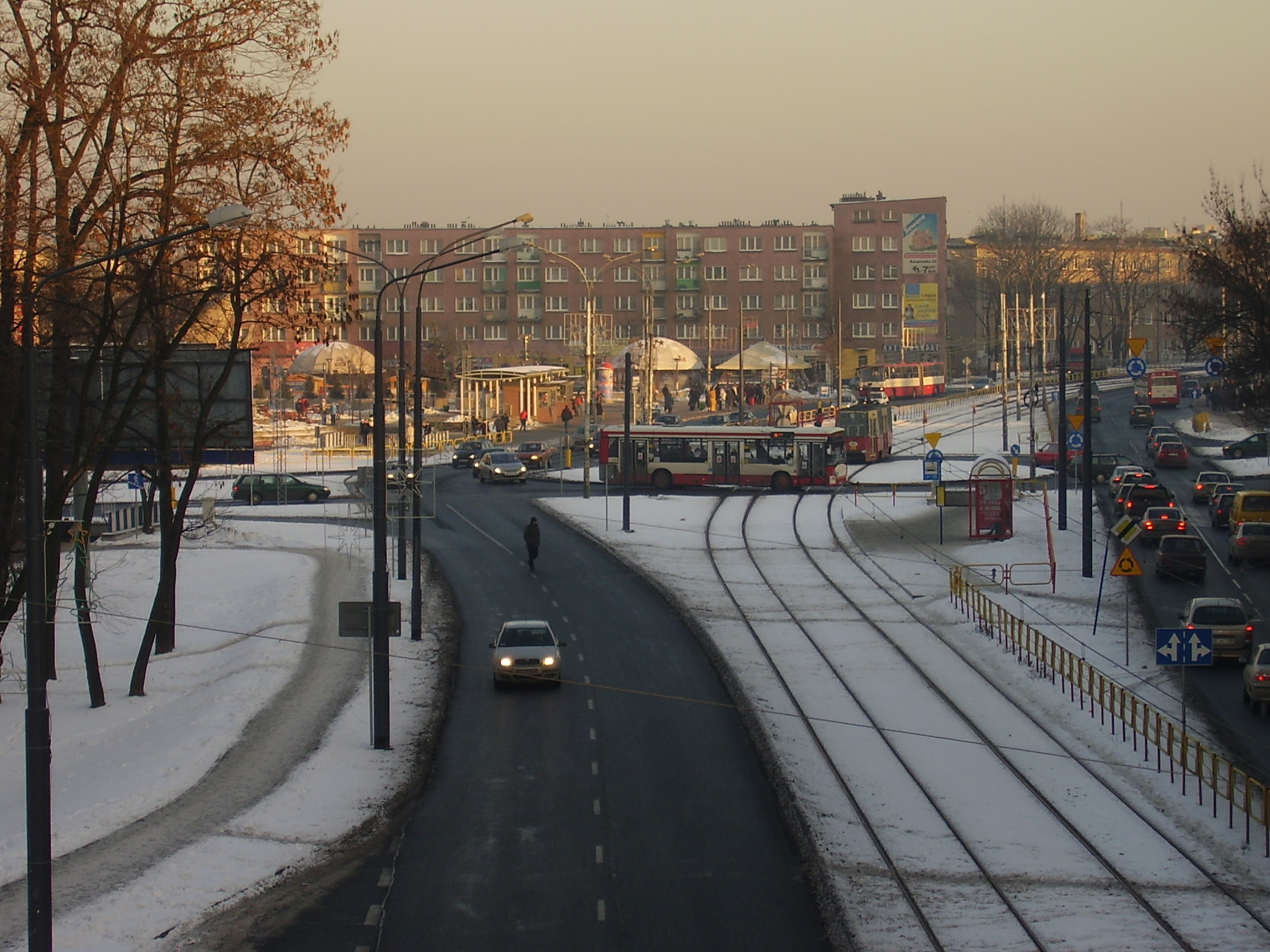
Droga wojewódzka nr 910 w Dąbrowie Górniczej (województwo śląskie)

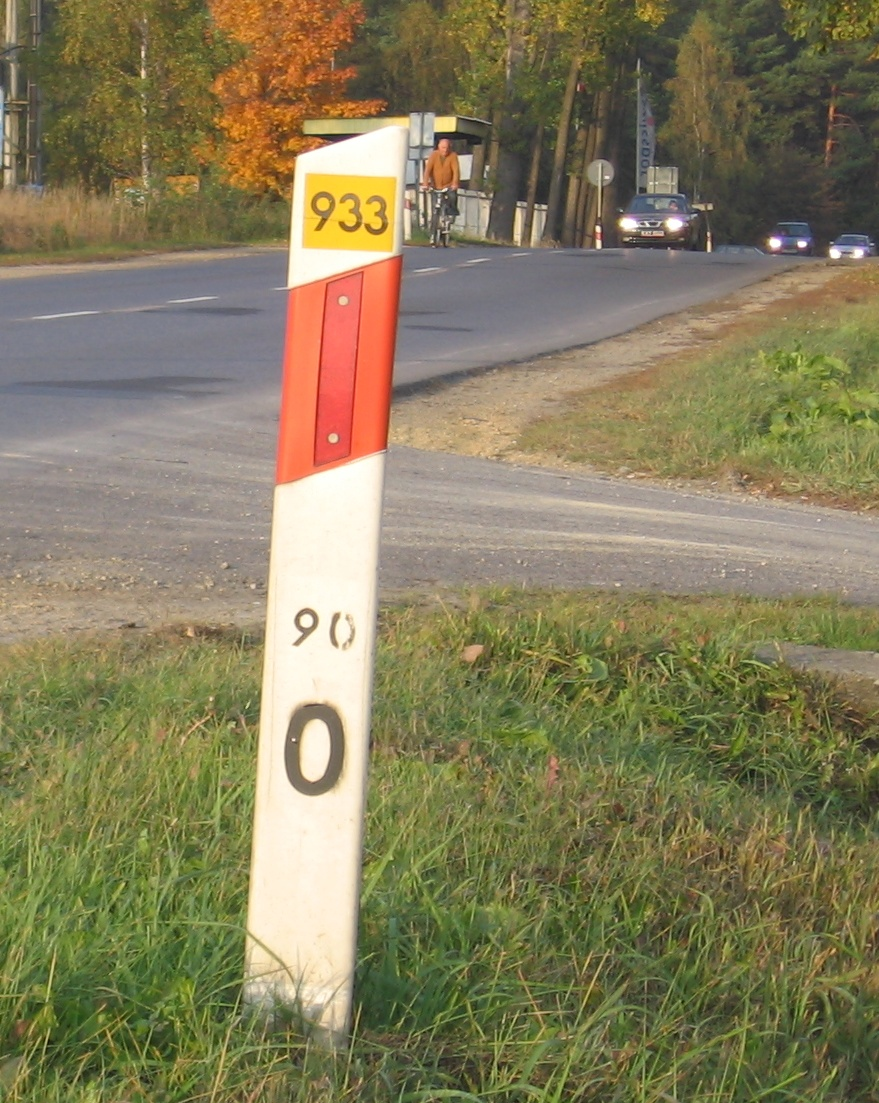
Droga wojewódzka nr 933 Oświęcim-Chrzanów (województwo małopolskie)

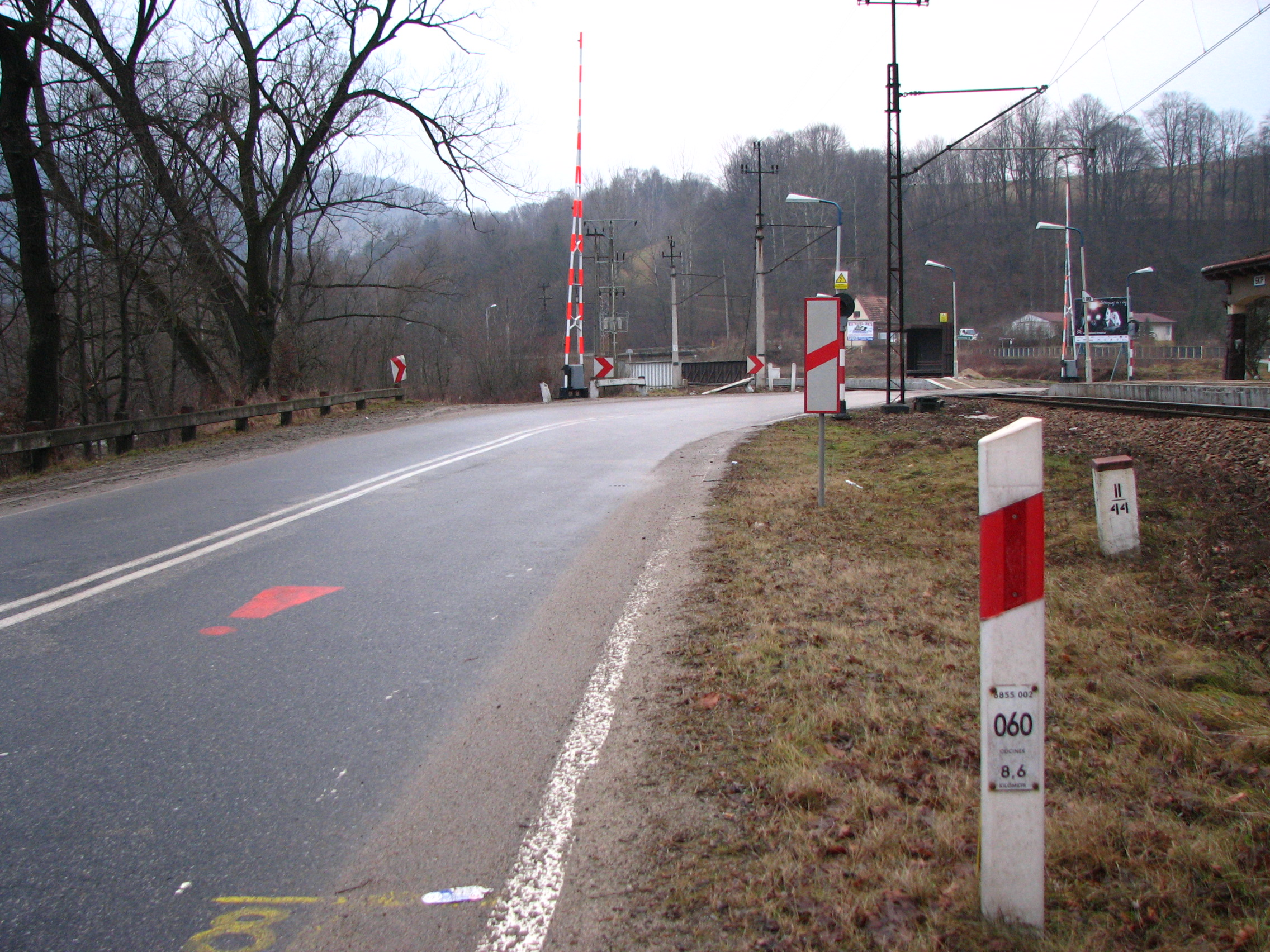
Przejazd kolejowy (linia kolejowa nr 96) na drodze wojewódzkiej nr 971 we wsi Wierchomla Wielka (województwo małopolskie)

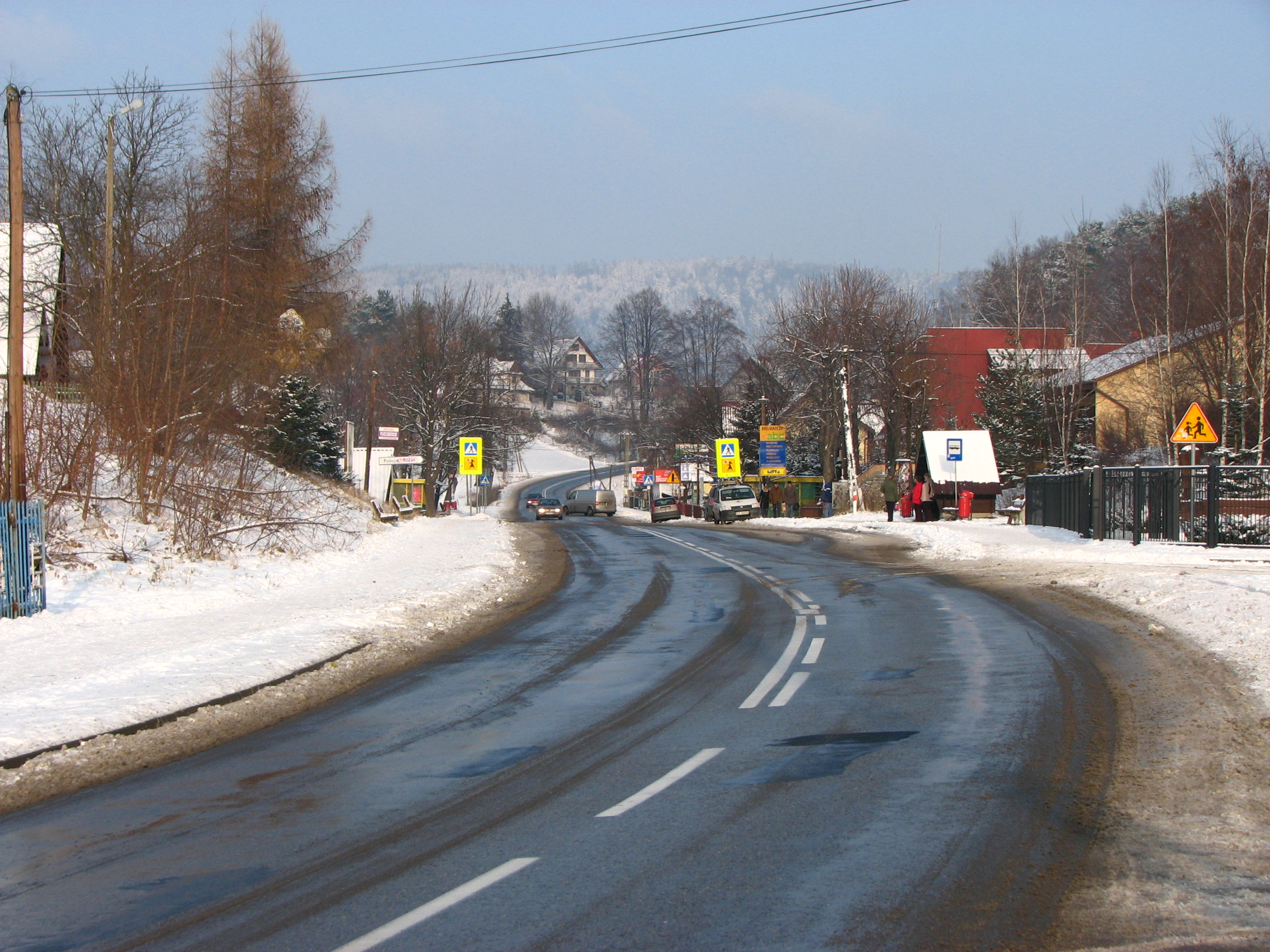
Droga wojewódzka nr 975 we wsi Gródek nad Dunajcem (województwo małopolskie)

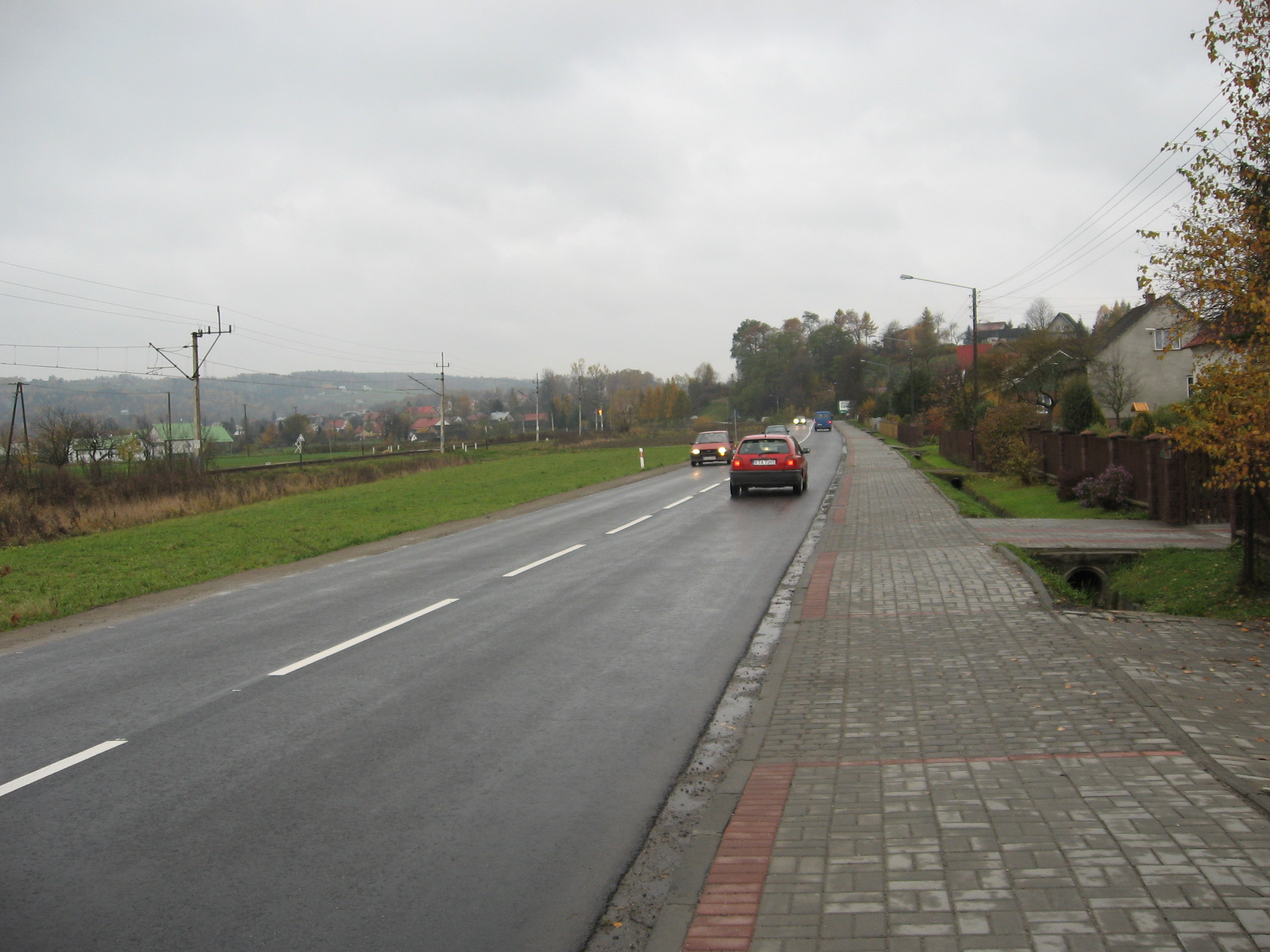
Droga wojewódzka nr 977 w Gromniku (województwo małopolskie)

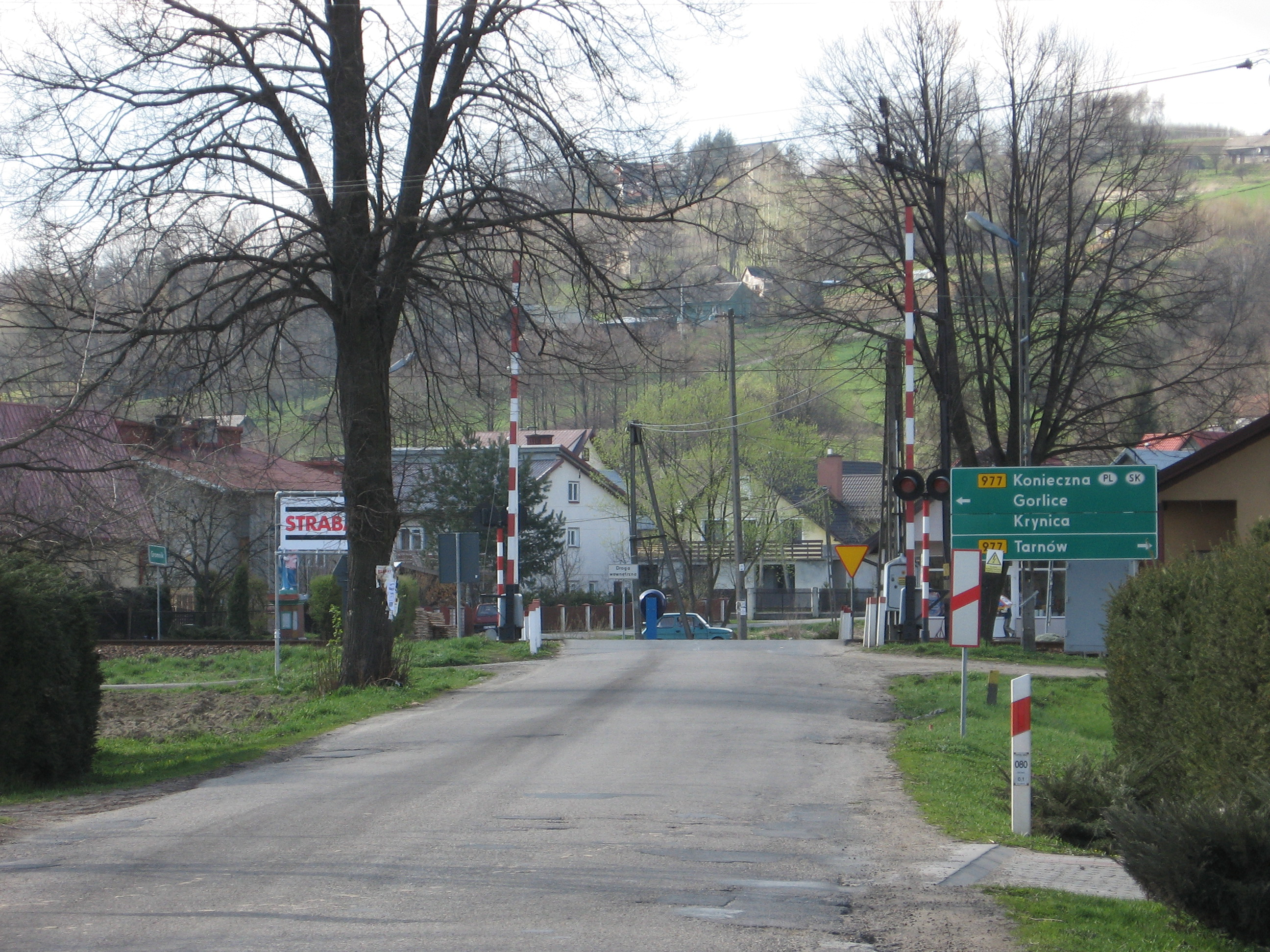
Przejazd kolejowy (linia kolejowa nr 96) na drodze wojewódzkiej nr 980 w Gromniku (województwo małopolskie)

| droga wojewódzka nr 900 | (uchylony) |
| droga wojewódzka 901    | Olesno – Dobrodzień – Zawadzkie – Wielowieś – Pyskowice – 78 (Gliwice)                                                       |
| droga wojewódzka 902    | 79 (Katowice) – Chorzów – Świętochłowice – Ruda Śląska – Zabrze – droga 7213S (Gliwice)                                      |
| droga wojewódzka 903    | 79 (Jaworzno) – 4 (Jaworzno, węzeł Jeleń)                                                                                    |
| droga wojewódzka 904    | 46 (Blachownia) – Rększowice – 91 (Kolonia Poczesna)                                                                         |
| droga wojewódzka 905    | Herby – Boronów – Piasek |
| droga wojewódzka 906    | Lubliniec – Koszęcin – Piasek                                                                                                |
| droga wojewódzka 907    | Wygoda – Koszęcin – Kieleczka – … – Wielowieś – Toszek – Niewiesze                                                           |
| droga wojewódzka 908    | Częstochowa – 78 (Tarnowskie Góry)                                                                                           |
| droga wojewódzka 910    | 86 (Będzin) – 94 (Dąbrowa Górnicza)                                                                                          |
| droga wojewódzka 911    | Świerklaniec – Piekary Śląskie – Bytom                                                                                       |
| droga wojewódzka 912    | Miasteczko Śląskie – 78(Świerklaniec)                                                                                        |
| droga wojewódzka 913    | Pyrzowice (lotnisko) – Siemonia – Psary – 86 (Będzin)                                                                        |
| droga wojewódzka 915    | Ciechowice – Zawada Książęca – Racibórz                                                                                      |
| droga wojewódzka 916    | Racibórz – Samborowice – granica państwa                                                                                     |
| droga wojewódzka 917    | Racibórz – Krzanowice – granica państwa                                                                                      |
| droga wojewódzka 919    | Racibórz – Rudy – Sośnicowice                                                                                                |
| droga wojewódzka 920    | Rudy – Rybnik |
| droga wojewódzka 921    | Przerycie – Knurów – Zabrze                                                                                                  |
| droga wojewódzka 922    | Kuźnia Raciborska – Nędza |
| droga wojewódzka 923    | Racibórz – Nowa Wieś – Rzuchów                                                                                               |
| droga wojewódzka 924    | Knurów – Stanowice – Żory |
| droga wojewódzka 925    | Bytom – Ruda Śląska – Orzesze – Rybnik                                                                                       |
| droga wojewódzka 926    | Orzesze – Orzesze (Zawiść)                                                                                                   |
| droga wojewódzka 927    | 44 (Mikołów) – 81 (Mikołów)                                                                                                  |
| droga wojewódzka 928    | 44 (Mikołów) – 1 (Kobiór) |
| droga wojewódzka 929    | Rybnik – Świerklany Górne |
| droga wojewódzka 930    | Świerklany Dolne – Mszana |
| droga wojewódzka 931    | 44 (Bieruń) – 1 (Pszczyna)                                                                                                   |
| droga wojewódzka 932    | Wodzisław Śląski – Świerklany Dolne – Świerklany Górne – Żory                                                                |
| droga wojewódzka 933    | Rzuchów – Wodzisław Śląski – Jastrzębie-Zdrój – Pszczyna – Oświęcim – Chrzanów                                               |
| droga wojewódzka 934    | 79 (Mysłowice) – Mysłowice (Kosztowy) – 1 – … – 1 – Imielin – Chełm Śląski – 44 (Bieruń)                                     |
| droga wojewódzka 935    | 45 (Rudnik) – Racibórz – Rybnik – Żory – 1 (Pszczyna)                                                                        |
| droga wojewódzka 936    | Wodzisław Śląski – Syrynia – 45 (Krzyżanowice)                                                                               |
| droga wojewódzka 937    | 933 (Mszana) – Jastrzębie-Zdrój – Haźlach                                                                                    |
| droga wojewódzka 938    | Pawłowice – Pruchna – Cieszyn                                                                                                |
| droga wojewódzka 939    | Zbytków – Strumień – Wisła Wielka – Pszczyna                                                                                 |
| droga wojewódzka 940    | 69 (Bielsko-Biała) – 52 (Bielsko-Biała)                                                                                      |
| droga wojewódzka 941    | Skoczów – Wisła – Istebna |
| droga wojewódzka 942    | 52 (Bielsko-Biała) – 945 (Rybarzowice) – Buczkowice – Szczyrk – Salmopol – 941 (Wisła)                                       |
| droga wojewódzka 943    | granica państwa – Istebna – Koniaków – Laliki                                                                                |
| droga wojewódzka nr 944 | (uchylony) |
| droga wojewódzka 945    | 942 (Rybarzowice) – 946 (Żywiec) – … – Jeleśnia – Korbielów – granica państwa                                                |
| droga wojewódzka 946    | 1 (Żywiec) – 945 (Żywiec) – Sucha Beskidzka                                                                                  |
| droga wojewódzka nr 947 | (uchylony) |
| droga wojewódzka 948    | Oświęcim – Kęty – … – Kobiernice – Tresna – Żywiec (Oczków)                                                                  |
| droga wojewódzka 949    | Jawiszowice – Osiek – Polanka Wielka – Przeciszów                                                                            |
| droga wojewódzka 953    | Skawina – Kalwaria Zebrzydowska                                                                                              |
| droga wojewódzka 955    | Sułkowice – Jawornik |
| droga wojewódzka 956    | Biertowice – Sułkowice – Zembrzyce                                                                                           |
| droga wojewódzka 957    | Białka – Zawoja – Jabłonka – Czarny Dunajec – Nowy Targ                                                                      |
| droga wojewódzka 958    | Chabówka – Czarny Dunajec – Chochołów – Zakopane                                                                             |
| droga wojewódzka 959    | Chochołów – granica państwa                                                                                                  |
| droga wojewódzka 960    | Czarna Góra – Bukowina Tatrzańska – Łysa Polana – granica państwa                                                            |
| droga wojewódzka 961    | Poronin – Bukowina Tatrzańska                                                                                                |
| droga wojewódzka 962    | Jabłonka – Lipnica Wielka – granica państwa                                                                                  |
| droga wojewódzka 963    | 4 (Targowisko) – 94 (Targowisko)                                                                                             |
| droga wojewódzka 964    | Kasina Wielka – Dobczyce – Wieliczka – Niepołomice – Ispina – Zielona – Szczurowa – Biskupice Radłowskie                     |
| droga wojewódzka 965    | Zielona – Bochnia – Limanowa                                                                                                 |
| droga wojewódzka 966    | Wieliczka – Gdów – Muchówka – Tymowa                                                                                         |
| droga wojewódzka 967    | Myślenice – Dobczyce – Łapczyca                                                                                              |
| droga wojewódzka 968    | Lubień – Mszana Dolna – Kamienica – Zabrzeż                                                                                  |
| droga wojewódzka 969    | 49 (Waksmund) – Czorsztyn – Krościenko – Zabrzeż – Brzezna – 87 (Stary Sącz)                                                 |
| droga wojewódzka 971    | Krynica – Muszyna – Piwniczna                                                                                                |
| droga wojewódzka 973    | Busko-Zdrój – Nowy Korczyn – Żabno – … – Niedomice – Tarnów – Kępa Bogumiłowicka                                             |
| droga wojewódzka 975    | Dąbrowa Tarnowska – Biskupice Radłowskie – Wojnicz – Zakliczyn – Dąbrowa                                                     |
| droga wojewódzka 977    | Tarnów – Tuchów – Gromnik – Zborowice – Moszczenica – Gorlice – Konieczna – granica państwa                                  |
| droga wojewódzka 978    | Lubień – Naprawa – Skomielna Biała – 7 (węzeł Zabornia)                                                                      |
| droga wojewódzka 979    | Moszczenica – Zagórzany – Gorlice                                                                                            |
| droga wojewódzka 980    | Jurków – Charzewice – … – Zakliczyn – Gromnik – Biecz                                                                        |
| droga wojewódzka 981    | Zborowice – Grybów – Krzyżówka – Krynica                                                                                     |
| droga wojewódzka 982    | Szczucin – Sadkowa Góra – Jaślany                                                                                            |
| droga wojewódzka 983    | Sadkowa Góra – Mielec |
| droga wojewódzka 984    | Lisia Góra – Radomyśl Wielki – Mielec                                                                                        |
| droga wojewódzka 985    | Nagnajów – Baranów Sandomierski – Mielec – Dębica                                                                            |
| droga wojewódzka 986    | Tuszyma – Ropczyce – … – 94 (Ropczyce) – Wiśniowa                                                                            |
| droga wojewódzka 987    | Kolbuszowa – Sędziszów Małopolski                                                                                            |
| droga wojewódzka 988    | Babica – Strzyżów – Wiśniowa – Frysztak – Warzyce                                                                            |
| droga wojewódzka 989    | Strzyżów – Lutcza |
| droga wojewódzka 990    | Twierdza – Krosno |
| droga wojewódzka 991    | Lutcza – Krosno |
| droga wojewódzka 992    | 73 (Jasło) – 28 (Jasło) – … – 28 (Jasło) –Zarzecze – Nowy Żmigród – Kąty – Krempna – Świątkowa Mała – Grab – granica państwa |
| droga wojewódzka 993    | Gorlice – Nowy Żmigród – Dukla                                                                                               |

… – brak ciągłości drogi

## Podstawa prawna wykazu dróg wojewódzkich

### Po reformie administracyjnejPolski
- Rozporządzenie Rady Ministrów z dnia 15 grudnia 1998 r. (Dz.U. z 1998 r. nr 160, poz. 1071) w sprawie ustalenia wykazu dróg krajowych i wojewódzkich

### Po zmianie numeracji dróg w 2000
- Zarządzenie nr 10 Generalnego Dyrektora Dróg Publicznych z 22 sierpnia 2000 r. w sprawie nadania numerów dróg wojewódzkich
  - Załącznik do zarządzenia
- Zarządzenie Nr 9 Generalnego Dyrektora Dróg Publicznych z dnia 12 czerwca 2001 r. zmieniające zarządzenie w sprawie nadania numerów dla dróg wojewódzkich
- Zarządzenie Nr 73 Generalnego Dyrektora Dróg Krajowych i Autostrad z dnia 4 listopada 2002 r. w sprawie nadania numerów drogom wojewódzkim
  - Załącznik do zarządzenia
- Zarządzenie Nr 3 Generalnego Dyrektora Dróg Krajowych i Autostrad z dnia 12 lutego 2003 r. zmieniające zarządzenie w sprawie nadania numerów dla dróg wojewódzkich
- Zarządzenie Nr 16 Generalnego Dyrektora Dróg Krajowych i Autostrad z dnia 1 grudnia 2003 r. zmieniające zarządzenie w sprawie nadania numerów drogom wojewódzkim
- Zarządzenie Nr 18 Generalnego Dyrektora Dróg Krajowych i Autostrad z dnia 19 lipca 2005 r. zmieniające zarządzenie w sprawie nadania numerów drogom wojewódzkim
- Zarządzenie nr 31 Generalnego Dyrektora Dróg Krajowych i Autostrad z dnia 17 listopada 2005 r. w sprawie nadania numerów drogom wojewódzkim
- Zarządzenie nr 33 Generalnego Dyrektora Dróg Krajowych i Autostrad z dnia 5 grudnia 2006 r. zmieniające zarządzenie w sprawie nadania numerów drogom wojewódzkim
- Zarządzenie Nr 38 Generalnego Dyrektora Dróg Krajowych i Autostrad z dnia 14 listopada 2007 r. zmieniające zarządzenie w sprawie nadania numerów drogom wojewódzkim
- Zarządzenie Nr 74 Generalnego Dyrektora Dróg Krajowych i Autostrad z dnia 2 grudnia 2008 r. w sprawie nadania numerów drogom wojewódzkim.
- Zarządzenie nr 78 Generalnego Dyrektora Dróg Krajowych i Autostrad z dnia 11 grudnia 2009 r. zmieniające zarządzenie w sprawie nadania numerów drogom wojewódzkim.
- Zarządzenie nr 110 Generalnego Dyrektora Dróg Krajowych i Autostrad z dnia 10 grudnia 2010 r. zmieniające zarządzenie w sprawie nadania numerów drogom wojewódzkim.
- Zarządzenie nr 73 Generalnego Dyrektora Dróg Krajowych i Autostrad z dnia 2 grudnia 2011 r. zmieniające zarządzenie w sprawie nadania numerów drogom wojewódzkim.
- Zarządzenie nr 45 Generalnego Dyrektora Dróg Krajowych i Autostrad z dnia 17 grudnia 2012 r. zmieniające zarządzenie w sprawie nadania numerów drogom wojewódzkim.
- Zarządzenie nr 13 Generalnego Dyrektora Dróg Krajowych i Autostrad z dnia 13 marca 2013 r. zmieniające zarządzenie w sprawie nadania numerów drogom wojewódzkim.
- Zarządzenie nr 61 Generalnego Dyrektora Dróg Krajowych i Autostrad z dnia 20 grudnia 2013 r. zmieniające zarządzenie w sprawie nadania numerów drogom wojewódzkim.
- Zarządzenie Nr 33 Generalnego Dyrektora Dróg Krajowych i Autostrad z dnia 26 czerwca 2014 r. zmieniające zarządzenie w sprawie nadania numerów drogom wojewódzkim.
- Zarządzenie Nr 1 Generalnego Dyrektora Dróg Krajowych i Autostrad z dnia 7 stycznia 2015 r. zmieniające zarządzenie w sprawie nadania numerów drogom wojewódzkim.
- Zarządzenie Nr 25 Generalnego Dyrektora Dróg Krajowych i Autostrad z dnia 19 marca 2015 r. zmieniające zarządzenie w sprawie nadania numerów drogom wojewódzkim.
- Zarządzenie nr 61 Generalnego Dyrektora Dróg Krajowych i Autostrad z dnia 23 grudnia 2015 r. zmieniające zarządzenie w sprawie nadania numerów drogom wojewódzkim.
- Zarządzenie nr 12 Generalnego Dyrektora Dróg Krajowych i Autostrad z dnia 22 lipca 2016 r. zmieniające zarządzenie w sprawie nadania numerów drogom wojewódzkim.
- Zarządzenie nr 26 Generalnego Dyrektora Dróg Krajowych i Autostrad z dnia 2 sierpnia 2017 r. w sprawie nadania numerów drogom wojewódzkim.
  - Załącznik do zarządzenia
- Zarządzenie nr 18 Generalnego Dyrektora Dróg Krajowych i Autostrad z dnia 17 maja 2019 r. w sprawie nadania numerów drogom wojewódzkim.
  - Załącznik do zarządzenia
- Zarządzenie nr 49 Generalnego Dyrektora Dróg Krajowych i Autostrad z dnia 17 grudnia 2020 r. w sprawie nadania numerów drogom wojewódzkim
  - Załącznik do zarządzenia
- Zarządzenie nr 31 Generalnego Dyrektora Dróg Krajowych i Autostrad z dnia 15 grudnia 2021 r. w sprawie nadania numerów drogom wojewódzkim – tekst zarządzenia z załącznikiem
- Zarządzenie nr 4 Generalnego Dyrektora Dróg Krajowych i Autostrad z dnia 31 stycznia 2023 r. w sprawie nadania numerów drogom wojewódzkim
- Zarządzenie nr 7 Generalnego Dyrektora Dróg Krajowych i Autostrad z dnia 10 kwietnia 2024 r. w sprawie nadania numerów drogom wojewódzkim

### Obowiązujące
- Zarządzenie nr 4 Generalnego Dyrektora Dróg Krajowych i Autostrad z dnia 28 lutego 2025 r. w sprawie nadania numerów drogom wojewódzkim